# الخرطوم
الْخَرْطُوْم هيَ عاصمة السُّودان وحاضرة ولاية الخرطُوم، تقع عند نقطة التقاء النّيل الأبيض بالنّيل الأزرق (المقرن)، ليُشكلا معاً نهر النيل. وهي مركز الحكم في السُّودان حيث يوجد فيها مقر رئيس الجمهورية والحكومة، ورئاسة الوزارات المركزية المختلفة وقيادة القوات المسلحة السودانية والبعثات الدبلوماسية الأجنبية من سفارات وقنصليات، ومقر بعض المنظمات الإقليمية العربية والإفريقية ومعظم المؤسسات السياسية للدولة. وهي قلب أفريقيا بالنسبة لخطوط الطيران، وذلك لمرور خطوط الطيران التي تقطع شمال القارة تجاه جنوبها وتلك التي تمر عبر غرب القارة وشرقها. يوجد بالمدينة العديد من الجامعات والكليات الحكومية والخاصة والمؤسسات التعليمية المختلفة ورئاسات الشركات والبنوك الوطنية وفروع الشركات الأجنبية.
يرجع تاريخ تأسيس الخرطوم كعاصمة، إلى العقود الأولى من القرن التاسع عشر أثناء فترة الحكم العثماني المصري في السودان حيثُ اتخذت عاصمة للبلاد، إلا أن تاريخها كموقع استيطان بشري أبعد من ذلك بكثير فقد سكنها الإنسان منذ العصر الحجري، كما كان موقعها موطن حضارة قديمة عُرفت بمملكة علوة وشهد القَرن الماضي أول مرحلة من مراحل ازدهارها عندما شُيّدت العمارة في العهد البريطاني المصري على النسق المعماري الإنجليزي والذي لا يزال ماثلاً للعيان في الأبنية القديمة بجامعة الخرطوم ومبنى وزارة المالية ومصلحة البريد والبرق وبعض المرافق الحكومية المطلة على النيل وتحول بعضها إلى متاحف مفتوحة للجمهور، وفي بعض الجسور القديمة المقامة على نهر النيل والتي تربطها بما يحيط بها من مناطق حضرية. يبلغ عدد سكان مدينة الخرطوم 2,682,431 نسمة، وهي بذلك سادس مدينة من حيث عدد السكان في إفريقيا (ولا يشمل الرقم باقي سكان العاصمة المثلثة البالغ عددهم 5,172,000 تقريباً) ويمثل سكانها مختلف الإثنيات والمجموعات السكانية من داخل السودان وخارجه بالإضافة إلى أعداد كبيرة من اللاجئين وغيرهم من الوافدين السياسيين، والمناخ في الخرطوم معتدل في فصل الشتاء مع ارتفاع في درجات الحرارة في الصيف وهطول أمطار غزيرة في موسم الخريف، وتتميز المدينة بموقعها الإستراتيجي في وسط السودان حيث التقاء النيل الأزرق بالنيل الأبيض، الذي جعل منها منطقة جذب سياحي تزخر بالمعالم الطبيعية والأثرية، ومحور نقل واتصالات محليّة وإقليمية.

## الخرطوم الكبرى

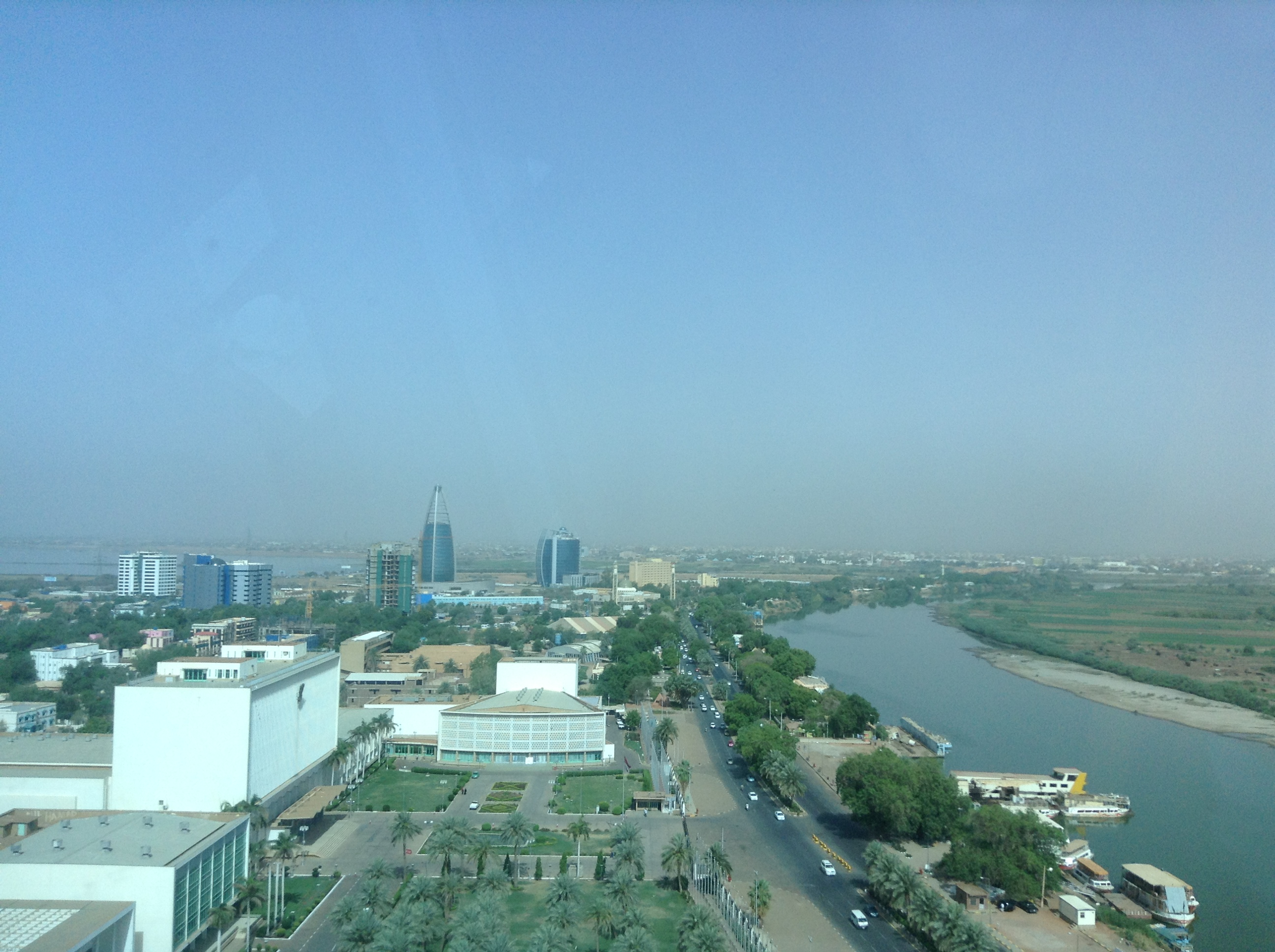
الخرطوم الكبرى تتألف من الخرطوم والخرطوم بحري وأمدرمان.

يتعين التمييز بين الخرطوم العاصمة القومية أو  العاصمة المثلثة كما يطلق عليها أحياناً، والخرطوم الولاية، وبينهما وبين الخرطوم المدينة، أو الخرطوم عموم كما تسمى. ويقصد بالعاصمة المثلثة التجمع الميتروبوليتي المتكوّن من المدن الثلاث التي تنتشر فيها المصالح والدواوين الحكومية وترتبط مع بعضها البعض جغرافياً وإدارياً واجتماعياً، وهي الخرطوم عموم الواقعة على الضفة الجنوبية والغربية للنيل الأزرق والضفة الشرقية للنيل الأبيض، والمدينة الثانية هي أم درمان وتقع على الضفة الغربية للنيل الأبيض ونهر النيل أي المجرى الذي يتكون من النيلين الأزرق والأبيض بعد التقائهما عند نقطة المقرن. والمدينة الثالثة هي الخرطوم بحري (أي الخرطوم شمال، كما تسمى باللغة الإنجليزية. لفظ بحري باللهجة المصرية يرادف لفظ شمال بالفصحى) وتقع على الضفة الشمالية للنيل الأزرق والضفة الشرقية لنهر النيل. وأما الخرطوم الولاية، أي ولاية الخرطوم فهذه تشمل المدن الثلاث وضواحيها وبعض المناطق المحيطة بها وهي إحدى ولايات السودان.

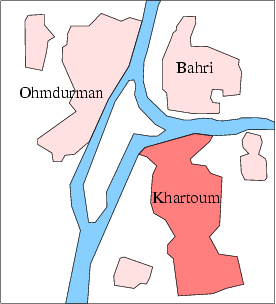
خريطة كروكية توضح موقع مدن العاصمة المثلثة، كما يبدو شكل خرطوم الفيل واضحاً في قطعة الأرض التي تتوسط هذه المدن الثلاث.

## أصل التسمية
اختلفت الروايات حول سبب تسمية المدينة بهذا الاسم وحول أصل التسمية ومعنى اللفظ. فهناك من يقول بأن التسمية ترجع إلى شكل قطعة الأرض التي تقع عليها المدينة والتي يشقها نهري النيل ويلتقيان فيها مع بعضهما في شكل انحنائي يرسمان بينهما قطعة أرض أشبه بخرطوم الفيل وهو الرأي الراجح،
إلا أن الرحالة البريطاني كابتن جيمس جرانت الذي رافق الكابتن جون اسبيك في رحلته الاستكشافية لمنابع النيل ذكر بأن الاسم مشتق من زهرة القرطم التي كانت تزرع بكثافة في المنطقة لتصديرها إلى مصر لاستخراج الزيت منها للإنارة وقد استخدمها الرومان عند غزوهم لمصر ووصولهم إلى شمال السودان حيث عثروا على زهرة القرطم في موقع الخرطوم الحالي واستخدموا الزيت المستخرج من حبوبها في علاج جروح جنودهم. وهناك أيضاً تفسيرات أخرى للاسم لا سند لها مثل «خور التوم» نسبة إلى شخص يدعى التوم.
والخرطوم في اللغة هو الأنف من الإنسان، حيث قال تعالى: (إِذَا تُتْلَى عَلَيْهِ ءاياتُنَا قَالَ أَسَاطِيرُ الأَوَّلِينَ سَنَسِمُهُ عَلَى الْخُرْطُومِ)،(قرأن كريم، سورة القلم، آية 15، 16) أي سوف نجعل له الوسم بالسواد على أنفه، وقيل على وجهه فيكون له وسمة. وقال قتادة سنسمه على الخرطوم بمعنى أن نضع سيما على أنفه. والمعنى من الآيات هو الوليد بن المغيرة.
والخرطوم هو أيضاً اسم لأنف السبع أو الفيل وهو ما يتماشى لغوياُ مع معنى تسمية الخرطوم.

## التاريخ
أُسست الخرطوم كمدينة على يد الجيش العثماني في عهد محمد علي باشا عندما أرسل جيشه لضم السودان إلى مُلكه بقيادة ابنه الثالث إسماعيل كامل باشا عام 1821م، واتخذها الأتراك في البداية معسكراً لجيوشهم ثم تحولت إلى عاصمة لهم في عهد عثمان جركس باشا البرنجي عام 1824م وذلك بعد تعيينه حكمدارا (حاكماً) على السودان خلفا للحكمدار محمد بك خسرو الدفتردار.

### التاريخ القديم

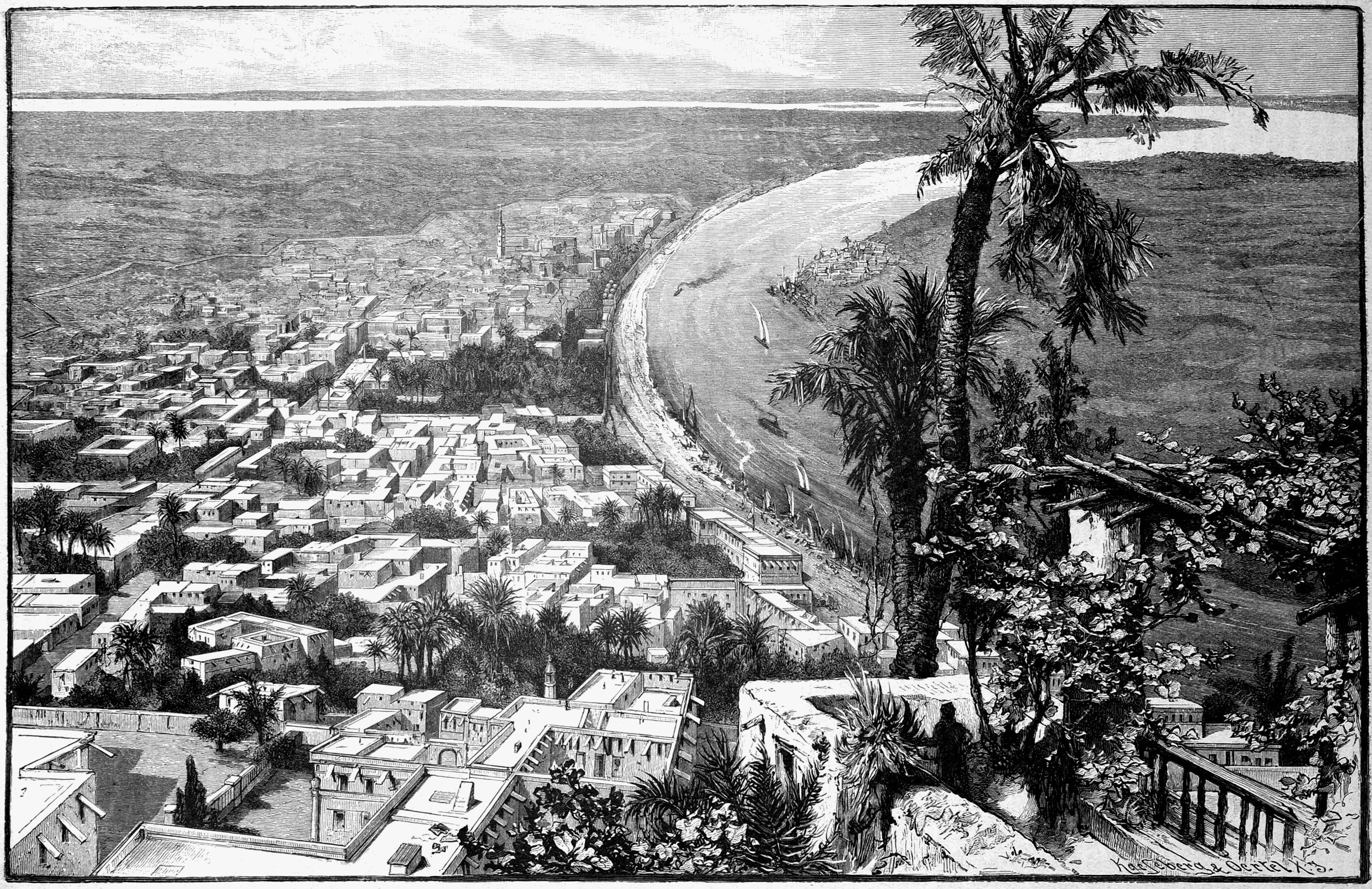
الخرطوم في سنة 1888 م

يعود تاريخ الخرطوم كمستوطنة بشرية إلى عصور سحيقة حيث أكدت المستحثات على أن الإنسان قد استوطن في موقع الخرطوم الحالي منذ سنة 400 قبل الميلاد، وتم العثور على أدوات تعود إلى العصر الحجري في منطقة خور أبو عنجة في مدينة أم درمان الحالية القريبة من الخرطوم، إضافة إلى بقايا أثرية لمستوطنات يرجع تاريخها إلى عهد مملكتي نبتة ومروي في الفترة من 750 قبل الميلاد إلى 350 بعد الميلاد.
وتقول مصادر أخرى ترجع في تاريخها إلى القرن السادس عشر الميلادي بأن المكان الذي تقوم عليه الآن الخرطوم كان عبارة عن أحراش وغابات، وكان يبعد عن مدينة سوبا عاصمة مملكة علوة، إحدى الممالك المسيحية القديمة في السودان، حوالي 24 كيلومتر (15 ميل). وفي القرن السادس عشر قام سكان جزيرة توتي التي تقع في مجري نهر النيل المقابل للمكان - وكانوا ينتمون إلى قبيلة (المحس) النوبية - بزراعة المكان، قبل أن يقيم فيه أحد فقهائهم ويدعى الشيخ أرباب العقائد مدرسة لتعليم القرآن ويتحول تدريجياً إلى منطقة سكنية.

### الممالك المسيحية
ورد ذكر سوبا باعتبارها عاصمة لمملكة علوة وهي الآن المنطقة الجنوبية للخرطوم في كتب عدد من الرحالة العرب والمسلمين، فقد ذكرها اليعقوبي بقوله «والمملكة الثانية من النوبة الذين يقال لهم علوة وفي سنة 360 هجرية (970، ميلادية) زار منطقة الخرطوم أحمد بن حوقل، ودون في كتابه صورة الأرض أنه تجول في منطقة سوبا وذكر بأن بها جماعة من المسلمين، كما وصف منطقة النيل الأبيض وقال: «من وراء النيل نهر عظيم يسمى بحر أبيض سكانه جنس من النوبة» وصف ابن حوقل سوبا بأنها «أوسع من الحبشة وعمارتها أكثر مما بالحبشة، ويخترق نيل مصر فيما بين مدنهم ونواحيهم. وقراهم عامرة خصبة كثيرة التمر والزرع والخضر. ومن أعمر بلادهم نواحي علوة وهي ناحية لها قرى متصلة وعمارات مشتبكة حتى إن السائر ليجتاز في الرحلة الواحدة بقرى عدة غير متقطعة الحدود، ذوات مياه متصلة بسواق من النيل»، كذلك كتب عنها ابن سليم الأسواني في القرن العاشر الميلادي وقال إن «المسافة ما بين دنقلة إلى أول بلد علوة، أكثر مما بينها وأسوان. وفي ذلك من القرى والضياع والجزائر والمواشي والنخل والشجر والمقل الزرع والكرم، أضعاف ما في الجانب الذي يلي أرض الإسلام.. ومتملك علوة أكثر مالاً من متملك المقرة وأعظم جيشاً، وعنده من الخيل ما ليس عند المقرى، وبلده أخصب وأوسع»، أما أبو صالح الأرمني فقد ذكر عن سوبا بأن «بها جيش ومملكة عظيمة جداً وأعمال متسعة، وبها أربعمائة كنيسة. وهذه المدينة في شرقي الجزيرة الكبيرة بين البحرين الأبيض والأخضر، وجميع من بها نصارى يعاقبة، حولها ديارات متباعدة من البحر، ومنها ما هو على البحر، وبها كنيسة عظيمة جداً متسعة محكمة الوضع والبناء» هذه الكتابات تدل على أن منطقة الخرطوم كانت منطقة حضارة مزدهرة إبان العصر المسيحي في السودان، وقبل تخريبها من قبل جحافل الفونج حتى أصبح «خراب سوبا» مضرب أمثال شعبية في السودان.
ولا يعرف الكثير عن الخرطوم في عصر الفونج الذين أسسوا مُلكهم في السودان بتحالف مع قبائل العبدلاب واقاموا عاصمتهم في سنار، سوى استمرار مدارسها وخلاويها القرآنية في تدريس علوم الدين وأبرزها مدرسة اسلانج القرآنية بجزيرة إسلانج الواقعة في شمال مدينة الخرطوم وقد تأسس بها أول مسجد هو مسجد حمد النجيض الجموعي في عهد عجيب المانجلك واشتهرت بتعليم القرآن وتوافد اتباع الطريقة القادرية إحدى الطرق الصوفية الرئيسية في السودان.

### العهد العثماني (1821- 1885)

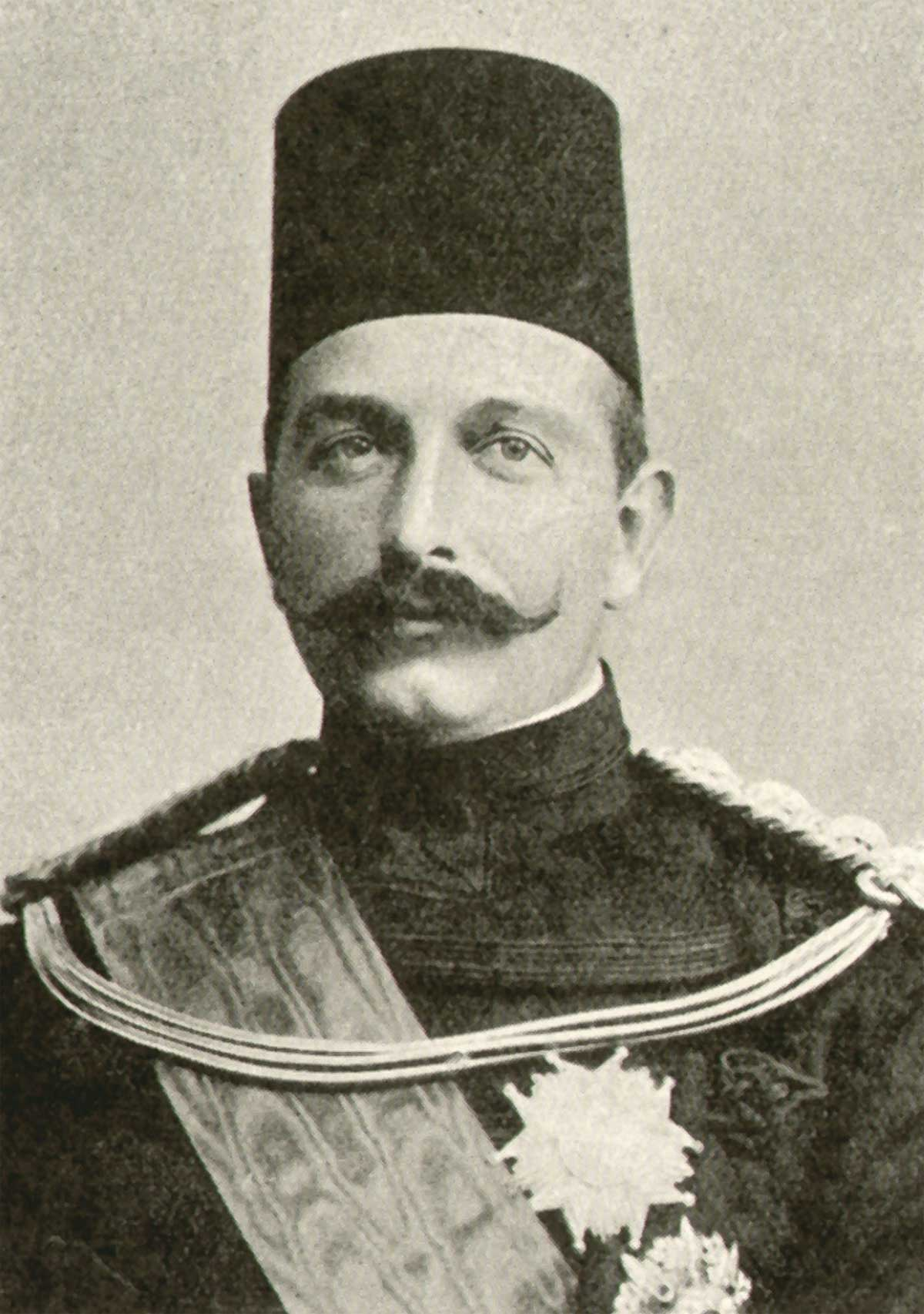
عباس حلمي باشا خديوي مصر والسودان
1892-1914م

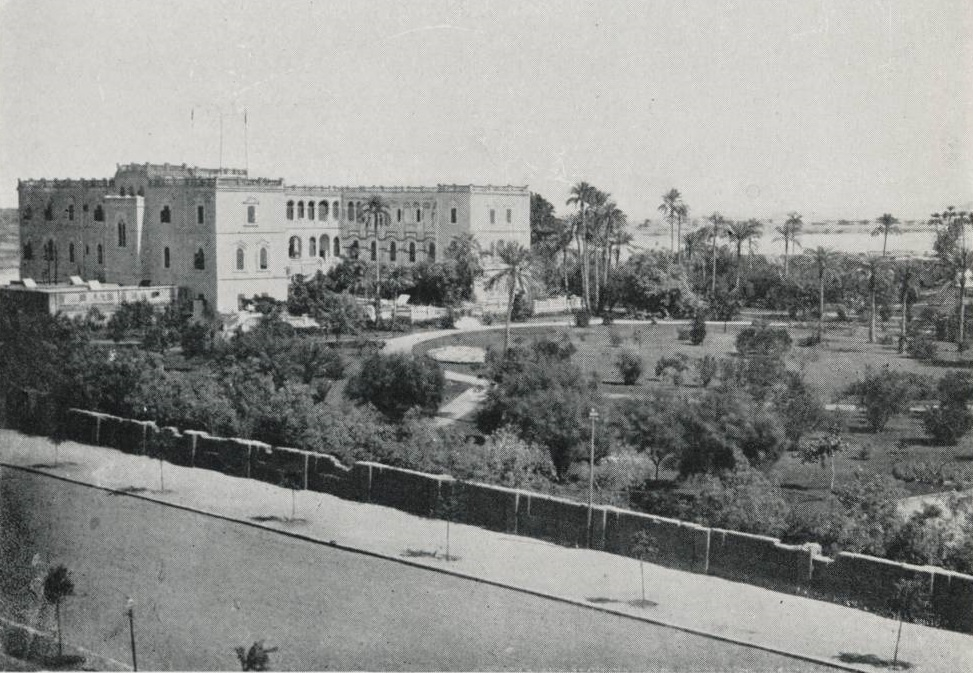
سراي الحاكم العام من مباني العهد العثماني

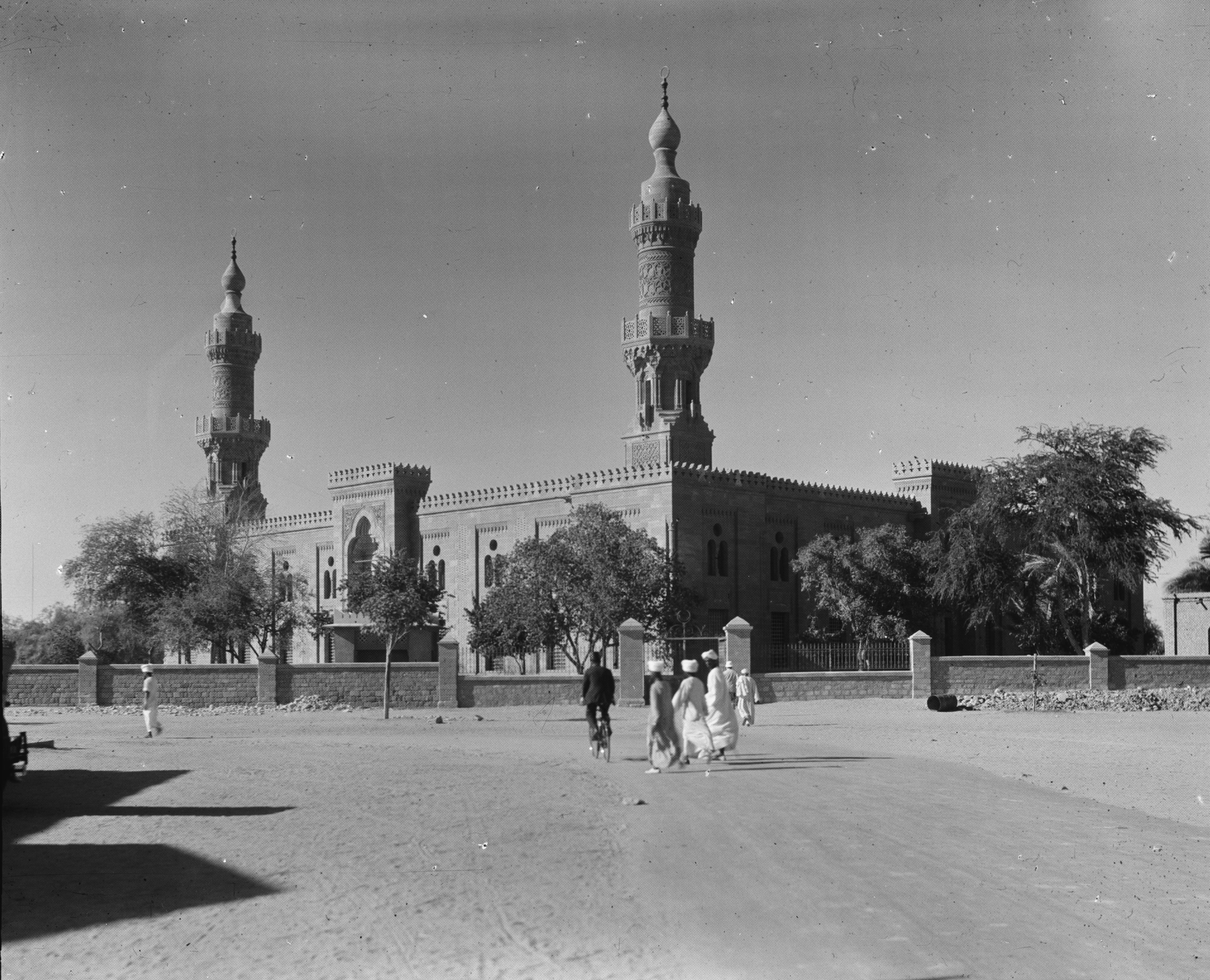
مسجد الخرطوم العتيق

يبدأ التاريخ الحديث لمدينة الخرطوم مع مجيء الجيش العثماني لإيالة مصر إلى السودان بقيادة إسماعيل كامل باشا ابن محمد علي باشا خديوي مصر، والذي حط رحاله عليها وهو في طريقه إلى سنار عاصمة السلطنة الزرقاء التي كانت تحكم تلك المناطق في عام 1821م، وأقام فيها معسكراً لجنوده على بعد ميل واحد (1,6 كيلومتر) من ضفة النهر وفي منطقة السكة الحديدية الحالية، ولكنه اختار أولاً مدينة ود مدني الواقعة بين سنار والخرطوم عاصمة جديدة للبلاد. ولم يطب المقام للأتراك في مدينة ود مدني بسبب مناخها الجاف، ولذلك عندما جاء الأميرالاي عثمان جركس باشا البرنجي، الذي عُيّن حاكماً على السودان (1823 - 1825) م ومر على ملتقى النيلين (الأزرق والأبيض) وهو في طريقه إلى العاصمة ود مدني أُعجِب بالمكان وبقي في معسكر الخرطوم ثم أمر ببناء الثكنات والقلاع فيه. فقرر إبراهيم باشا، ابن محمد علي باشا خديوي مصر، الانتقال إلى الخرطوم القديمة واتخاذها عاصمة للسودان.
بدأ الأتراك في بناء المدينة على طراز معماري جديد فشيدت المباني من الطوب الآجر وأُقيمت مباني الإدارات. وشهدت المدينة توسعاً في عهد خورشيد باشا حكمدار السودان في سنة 1826 م، وفي عام 1850 أمر الخديوي عباس بإنشاء مدرسة الخرطوم بينما قام الحكمدار عبد اللطيف 1849 - 1851 م بتأسيس حي «الحكمدارية» ليكون مجمعاً لمباني الإدارة العثمانية ومساكن للقادة. وفي عهد الحكمدار إسماعيل أيوب 1873 - 1877 م وُضِعت لبنات الصناعة في الخرطوم عندما تم تشييد معمل لصناعة الورق وآخر للبارود. وفي فترة الجنرال غوردون باشا حاكم عام السودان الإنجليزي المصري تم بناء «بوابة المسلمية» وكانت تقع في مكان كوبري (جسر) المسلمية الحالي، جنوب مستشفى الخرطوم، فوق خط السكة الحديدية، و«بوابة الكلاكلة» وكان موقعها مكان كوبري الحرية الحالي، الذي تم تشييده إبّان عهد الرئيس إبراهيم عبود في مطلع ستينات القرن الماضي.
وورد في كتاب تاريخ الخرطوم للمؤرخ السوداني محمد إبراهيم أبو سليم بأن أهم احياء الخرطوم في العهد العثماني شملت حي الحكمدارية، حيث مركز الحكم، وحي المسجد، والأحياء الشعبية في أطراف المدينة التي كان يسكنها عامة الناس، ومنها حي سلامة الباشا، وحي هبوب ضرباني، وحي الكارة، وحي الترس، الذي أخذ اسمه من الحواجز الترابية التي أقيمت جنوبه لحماية المدينة من فيضان نهر النيل الأبيض، وحي بري المحس (وهو الحي الوحيد الذي لا يزال محافظاً على اسمه ولكنه تم تغيير مكانه إلى موقع آخر ليفسح المجال لبناء ثكنات الجيش البريطاني في فترة لاحقة (1900) والتي تحولت بعد الاستقلال (1956) إلى مباني داخليات لطلاب جامعة الخرطوم.

### عهد الدولة المهدية (1885- 1898)

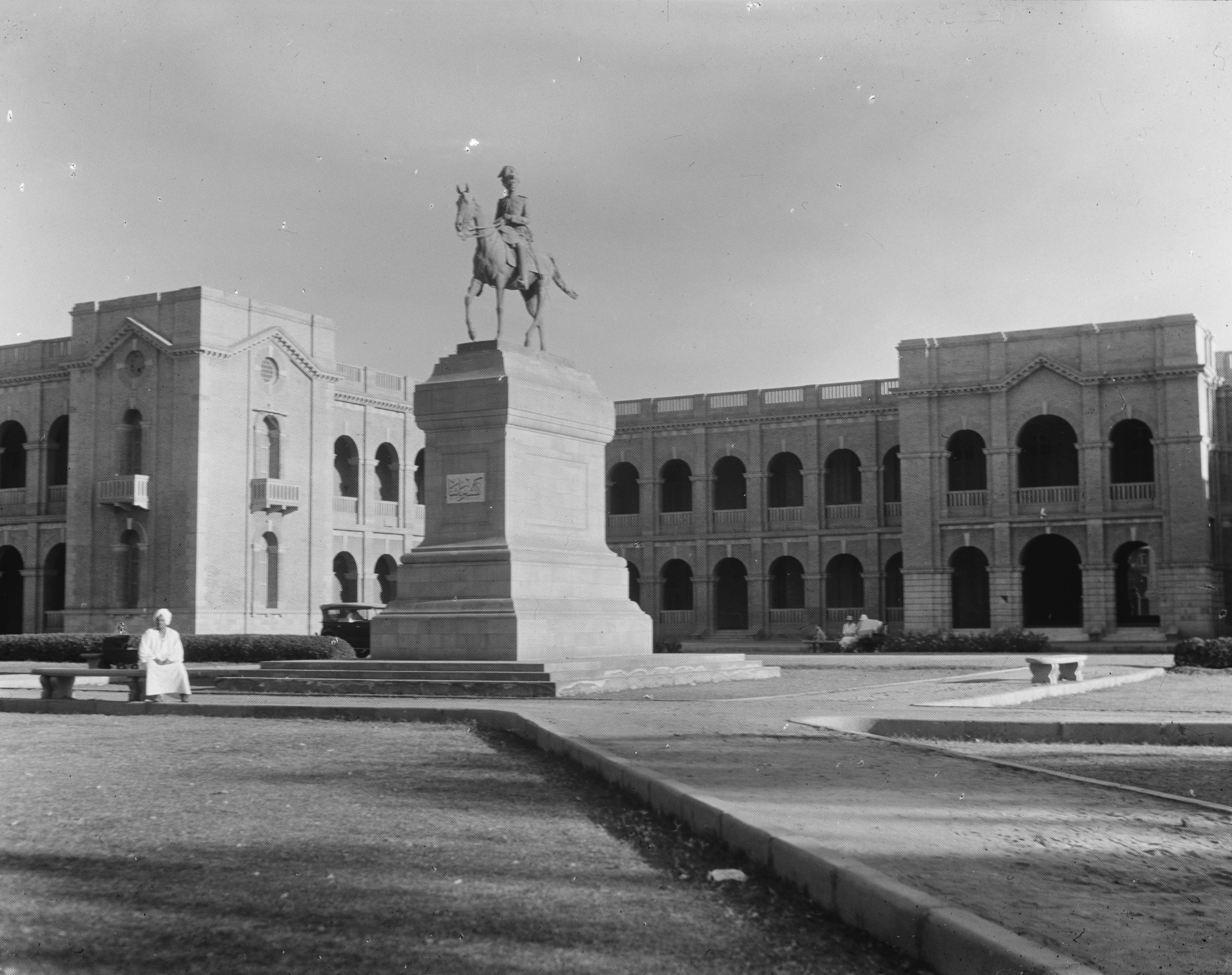
تمثال كتشنر 1930 في الخرطوم

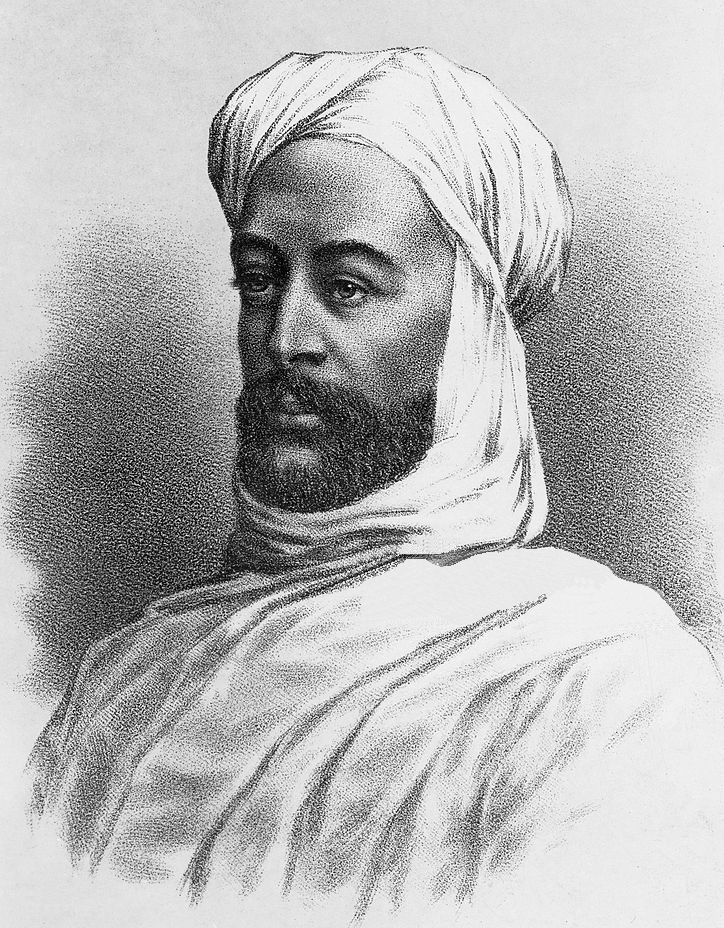
محمد أحمد المهدي، قائد الثورة المهدية، فتح الخرطوم في عام 1885 م

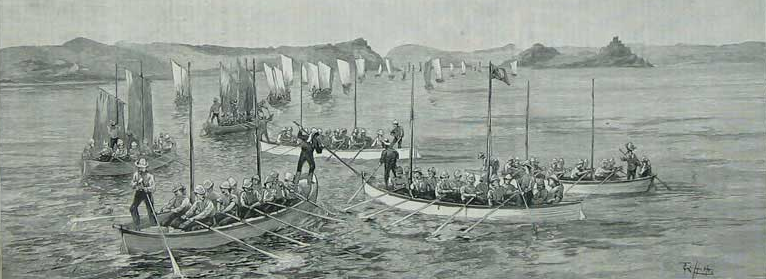
حملة إنقاذ الجنرال غوردون

عاشت الخرطوم فترة تاريخية عصيبة منذ بداية الثورة المهدية باعتبارها مقر حكم الغزاة. وكان من المتوقع أن تزحف إليها قوات المهدي المناوئة للحكم العثماني في السودان ووكيله خديوي مصر، في أي وقت بعد أن حققت انتصارات باهرة على القوات العثمانية في مختلف مدن السودان، آخرها كان الانتصار الكبير على الجنرال الإنجليزي وليام هكس باشا في سنة 1883 م في واقعة شيكان القريبة من مدينة الأبيض على بعد 588 كيلومتر (365 ميل)، حيث طلب المهدي من أحد انصاره في منطقة الخرطوم وهو الشيخ محمد الطيب البصير بمحاصرة المدينة، وأرسل إليه قوات مساندة بقيادة الأمير محمد عثمان أبو قرجة، وبوصول مدد آخر من القوات يقوده الأمير عبد الرحمن النجومي، تمكن الأنصار من إحكام حصارهم للخرطوم، وضاقت الحلقة حولها بوصول المهدي نفسه والذي عسكر بجيشه في منطقة أبو سعد بأم درمان سنة 1884 م، قبل أن يدخلها منتصراً في 26 يناير / كانون الثاني 1885 م. وتقول المصادر البريطانية، بأن الخرطوم تعرضت لدمار كبير من قبل قوات الدراويش الفاتحة والتي تمكنت من دك حصون الأتراك ووقع غوردون باشا صريعاً في قصره المطل على النيل الأزرق، إلا أن مصادر المهدية تؤكد بإن خليفة المهدي عبد الله التعايشي أمر بعدم تخريب الخرطوم وعدم نقل مواد البناء منها إلى أم درمان، وأن المهدي قد غضب شديداً عندما علم بمقتل غوردون على يد قواته لأنه كان يريد القبض عليه حيّاً وأسره.
أقام كبار أنصار المهدي من أمراء وقادة في قصور الدولة وبيوت الأعيان في حي المسجد بينما أقام المهدي في قصر يسمى «قصر الجاركوك» وكان قريباً من المسجد، وسكن الخليفة عبد الله التعايشي في سراي الحكمدار، أما أهالي الخرطوم فقد تم جمعهم في الطرف الجنوبي من المدينة، ولم تستمر إقامة قادة المهدية طويلاً في الخرطوم حيث انتقلوا إلى أم درمان التي اتخذوها مقراً جديدا للحكم في السودان في مايو / أيار من عام 1885 م.

### الحكم الثنائي (1898- 1956)

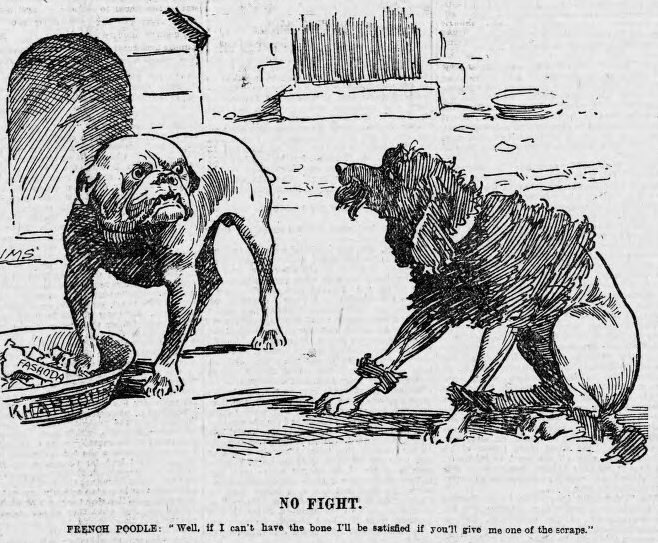
رسم كاريكاتوري يعكس التكالب الاستعماري الفرنسي البريطاني على السودان

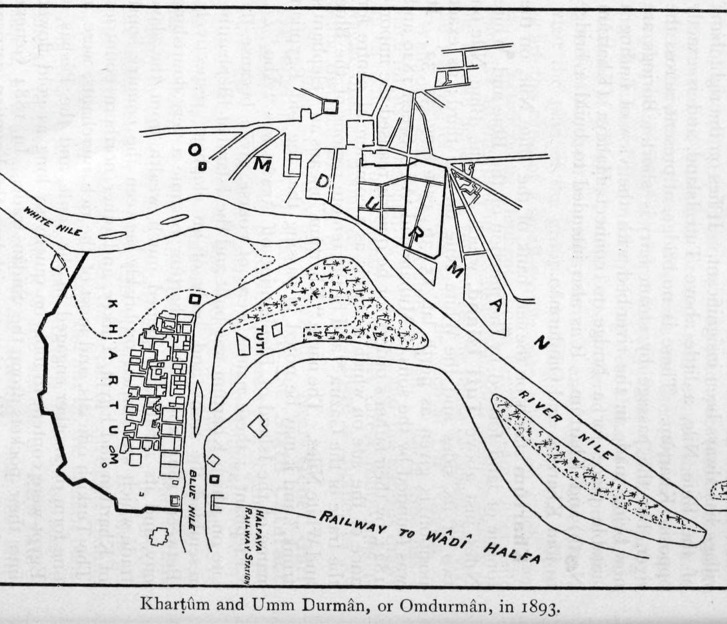
خارطة قديمة تبين سور الخرطوم وبواباته الأربع

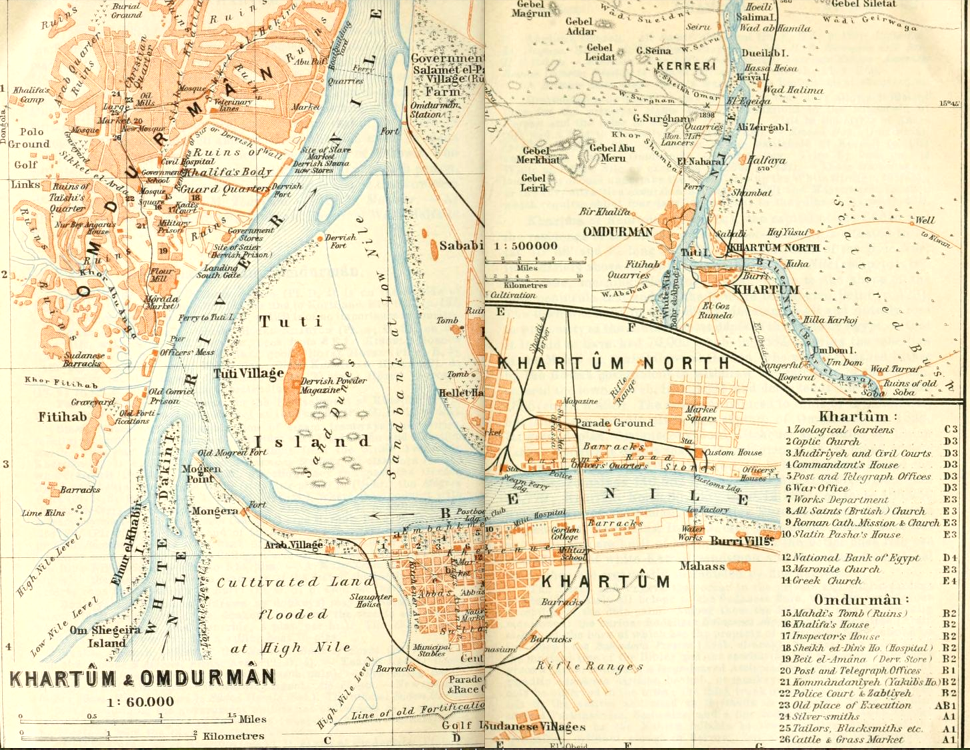
خارطة للعاصمة المثلثة تبين تخطيط الخرطوم في عام 1914

فقدت الخرطوم مركزها كعاصمة للبلاد في عهد المهدية بعد أن اختار المهدي مدينة أم درمان الواقعة على الضفة الأخرى من نهر النيل عاصمة للدولة، فأقيمت بها منشآت ودوواين الحكم من بيت مال وثكنات للجيش وسور لحمايتها وغير ذلك. وفي تلك الفترة عانت الخرطوم من الإهمال الحكومي، وانتقلت التجارة والصناعة التقليدية إلى العاصمة الجديدة، إلا أن هزيمة الدروايش في معركة كرري في ديسمبر / كانون الأول عام 1898م، وخروج الخليفة عبد الله التعايشي من أم درمان أعاد الروح مجدداً إلى الخرطوم حيث قامت القوات البريطانية المصرية بقيادة اللورد كيتشنر بإعادة بناء المدينة باعتبارها العاصمة الرسمية للحكم الثنائي عام 1899 م، وقُدِمت عدة تصاميم هندسية لبناء الخرطوم الجديدة «الأنجلو-مصرية».
وشهدت الخرطوم فترة استقرار سياسي واجتماعي حتى وقعت حادثة اغتيال السير سير لي إستاك حاكم عام السودان في القاهرة حيث قررت إنجلترا طرد الجيش المصري من السودان في ظرف أربعة وعشرين ساعة وإجلاء الموظفين المدنيين المصريين وذلك كرد فعل انتقامي على حادثة الاغتيال لتنفرد إنجلترا بحكم السودان مما أثار رد فعل عنيف وسط السودانيين الذين خرجوا في مظاهرات بقيادة جمعية اللواء الأبيض التي كان يرأسها الضابط السوداني علي عبد اللطيف والذي ألقي عليه القبض وأدُخل السجن، وأدى ذلك بدوره إلى تأجيج حالة الاستياء وسط سكان الخرطوم. وفي 27 نوفمبر / تشرين الثاني 1924 م تمردت وحدة عسكرية تابعة لقوة دفاع السودان الخاضعة للحكومة الاستعمارية. وكان يقود الوحدة الضابط السوداني عبد الفضيل الماظ. تحركت الوحدة من الخرطوم في اتجاه مدينة الخرطوم بحري الواقعة على الضفة الشمالية لنهر النيل الأزرق واعترضتها قوة إنجليزية في موقع قريب من جسر النيل الأزرق الذي يربط بين المدينتين واندلعت معركة سقط فيها العشرات من الجانبين وأحدثت موجة من الهلع وسط السكان الذين فرت أعداد منهم إلى الأحراش المحيطة بالمدينة وتمكنت القوة الإنجليزية من القضاء على تمرد الجنود والضباط السودانيين وذلك بمحاصرة الضابط عبد الفضيل الماظ في مستشفى الخرطوم وقصفه بالمدافع الثقيلة. وعرفت تلك الأحداث في السودان بثورة 1924.[بحاجة لمصدر]
وفي أثناء الحرب العالمية الثانية إبّان حملة شرق إفريقيا، دخلت الخرطوم في أتون الصراع بين مجموعة دول الحلفاء في الحرب العالمية الثانية ومجموعة ما يسمى بدول المحور ممثلة بإيطاليا التي كانت تحتل الحبشة وإريتريا والصومال الإيطالي. وفي 23 أغسطس / آب 1940 م، أغارت طائرة حربية إيطالية على الخرطوم تلتها غارة جوية أخرى في اليوم التالي على أم درمان أدت إلى مصرع 3 أشخاص وفي 10 سبتمبر / أيلول من العام ذاته ألقت طائرة حربية إيطالية بقنابلها على مشارف الخرطوم.
بانتصار الحلفاء طلب السودانيون من إنجلترا الوفاء بوعدها لهم بمنح السودان حق تقرير المصير وبدأت حكومتا الحكم الثنائي في مناقشة هذه المطالب مع الأحزاب السودانية وبعد استيلاء الضباط الأحرار على السلطة في مصر واختيار اللواء محمد نجيب رئيساً مجلس قيادة الثورة المصرية، جاء محمد نجيب إلى الخرطوم - وهو من مواليدها - لافتتاح البرلمان السوداني الجديد الذي سيتولى مهمة الاقتراع على استقلال السودان أو وحدته مع مصر. وشهدت الخرطوم إبّان زيارته أحداثاً دامية في مطار الخرطوم الدولي عندما اصطدمت أعداد كبيرة من المؤيدين للإستقلال التام للسودان وسقط عدد من القتلى والجرحى وعُرفت تلك الحوادث بحوادث مارس 1954.
وفي يوم الأحد أول يناير / كانون الثاني شهدت الخرطوم احتفالات حاشدة حيث تم رفع علم الاستقلال على سارية سرايا الحاكم العام التي تغيّر اسمها إلى القصر الجمهوري.

### التاريخ المعاصر

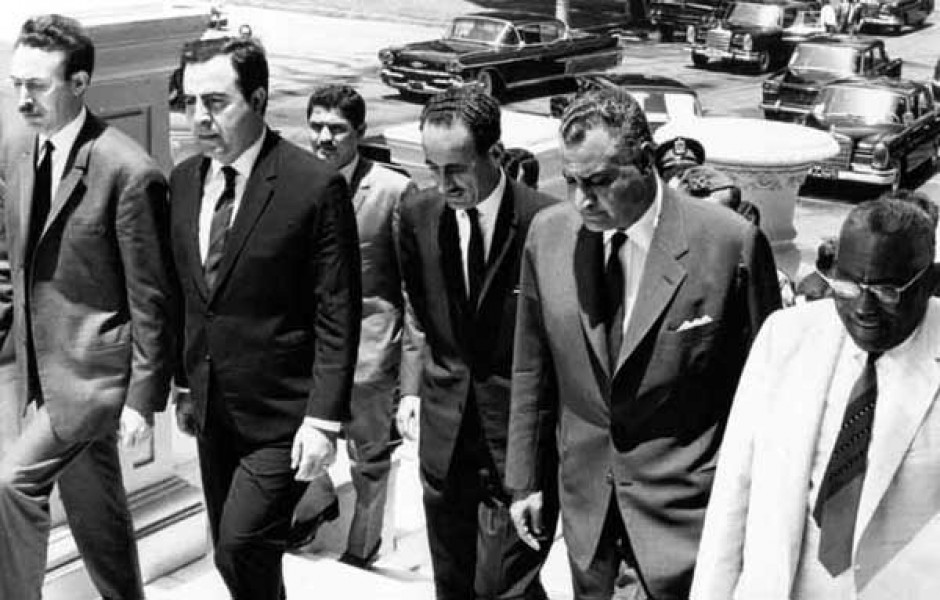
اسماعيل الأزهري مع عبد الناصر وعبد الرحمن عارف والأتاسي وبومدين في قمة اللاءات الثلاثة بالخرطوم

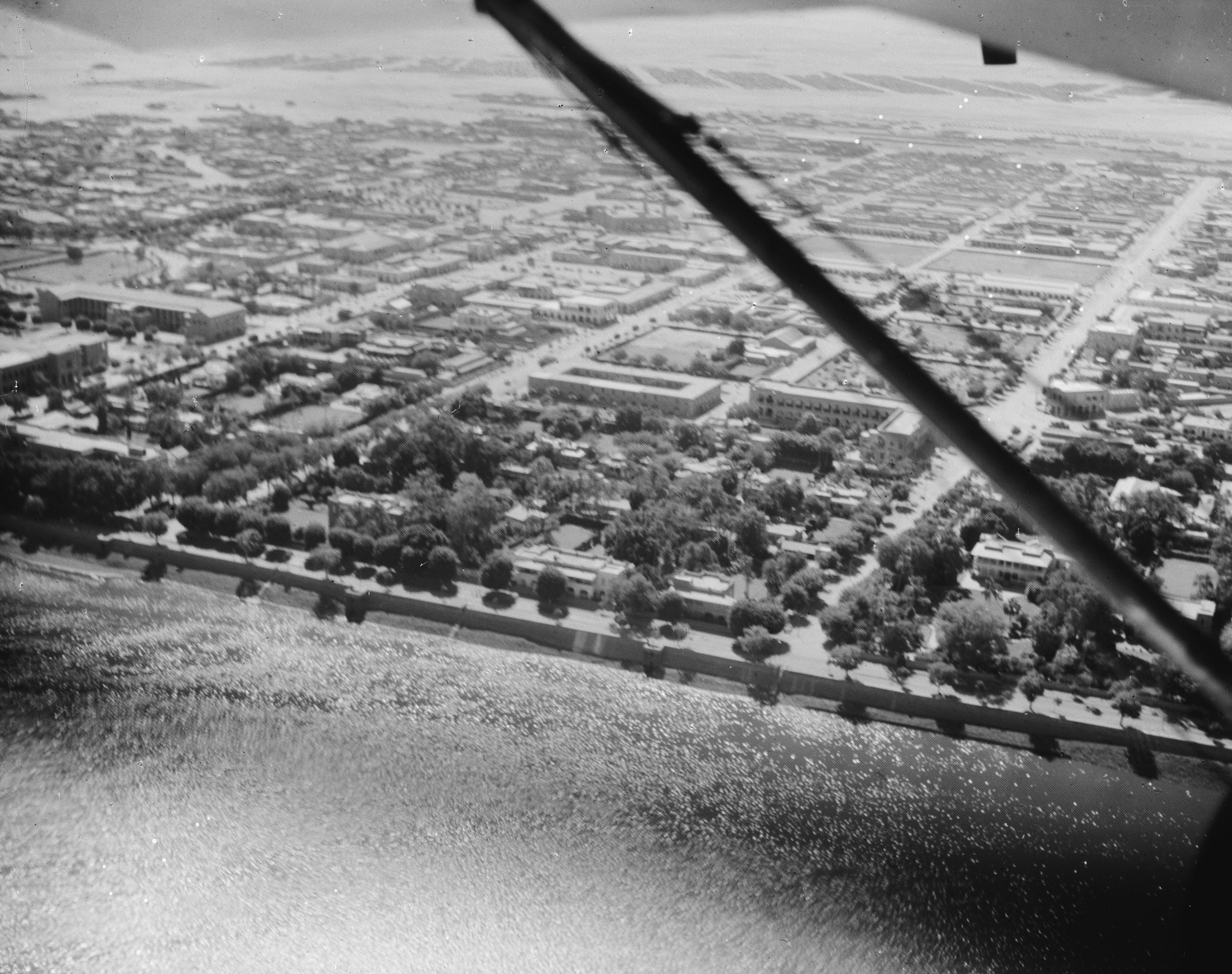
الخرطوم في سنة 1936

في الفترة التي تلت استقلال السودان في عام 1956م شهدت الخرطوم عدة أحداث وفعاليات سياسية وطنية وإقليمية ودولية، فإلى جانب قيامها بدور العاصمة السياسية للسودان ومقراً للحكم فقد استضافت عدداً من المنظمات الإقليمية التي تم إبرام اتفاقيات إنشائها في السودان وأصبحت مدينة الخرطوم مقراً لها. ففي فبراير / شباط 1957، تم تأسيس الاتحاد الأفريقي لكرة القدم في الخرطوم التي كانت أول مقر له قبل انتقال المقر إلى القاهرة وفي الخرطوم تم تنظيم أول بطولة لكأس الأمم الإفريقية. وفي فبراير / شباط 1969، تم إنشاء اتحاد إذاعات الدول العربية في الخرطوم وانعقدت في التاريخ نفسه أول جلسة لجمعيته العامة في الخرطوم. وفي 11 مارس / آذار 1970 تم إنشاء المنظمة العربية للتنمية الزراعية لتكون المدينة مقراً لها. وفي الشهر ذاته من عام 1975 بدأ المصرف العربي للتنمية الاقتصادية في إفريقيا أعماله انطلاقاً منها وفي أبريل / نيسان تم في الخرطوم الإعلان عن إنشاء منظمة الأحزاب السياسية الإفريقية.
وفي نوفمبر / تشرين الأول 1976 م، تأسست في الخرطوم الهيئة العربية للإستثمار والإنماء الزراعي.
كما شهدت الخرطوم انعقاد عدة مؤتمرات قمة عربية وإفريقية مهمة حيث انعقد فيها في عام 1967 م، مؤتمر القمة العربي الرابع المعروف باسم قمة اللاءات الثلاثة، وفي عام 2006 م، مؤتمر القمة العربية الثامنة عشرة كما انعقد فيها مؤتمران للقمة الإفريقية أحدهما في عام 1978 والآخر في عام 2006 إلى جانب انعقاد مؤتمرات أخرى على مستوى وزاري مثل مؤتمر وزراء دفاع وقادة دول شرق أفريقيا في عام 2012 م.
في عام 1973، كانت المدينة مسرحاً لأزمة رهائن عندما قامت مجموعة تابعة لمنظمة أيلول الأسود الفلسطينية باقتحام حفل استقبال كان يقيمه عميد السلك الدبلوماسي بالخرطوم سفير المملكة العربية السعودية لوداع مستشار بالسفارة الأمريكية واحتجاز عدد من المدعوين وتقدمت بمطالب لم تتم الاستجابة لها، ومن بينها إطلاق سراح أحد رفاقها من السجون الأردنية فقامت باغتيال السفير الأمريكي الجديد آنذاك ومستشار السفارة المحتفى به، والقائم بالأعمال البلجيكي، وأفرجت عن الرهائن الآخرين بمن فيهم السفير السعودي والسفير الأردني ثم استسلمت للسلطات السودانية التي قامت باعتقال أفرادها وسلمتهم لاحقاُ لمنظمة التحرير الفلسطينية.
وفي سبعينيات وثمانينيات القرن الماضي استقبلت الخرطوم موجات متعاقبة من اللاجئين والنازحين والمهجرين، الوافدين من مناطق النزاعات المسلحة والجفاف في البلدان المجاورة مثل تشاد وإريتريا وإثيوبيا وأوغندا أفلح بعضهم في الاندماج في مجتمعها، في حين أقام البعض الآخر في أحياء بضواحي المدينة. وفي منتصف الثمانينيات استقرت حول الخرطوم أعداد كبيرة من السودانيين النازحين من مناطق الصراع في جنوب السودان ودار فور
وفي يوم 14 أغسطس / آب 1994 م، تم في الخرطوم اعتقال الفنزويلي كارلوس الملقب بابن آوى والمطلوب من قبل السلطات الأمنية في عدد من الدول الغربية وتم نقله من الخرطوم إلى باريس.
أقام أسامة بن لادن في حي الرياض بالخرطوم في الفترة من عام 1991 وحتى 1996 م، قبل أن يتم أبعاده منها. وفي أعقاب تفجيرات السفارة الأمريكية في كل من كمبالا ودار السلام في عام 1998 م، اتهمت الولايات المتحدة تنظيم القاعدة الذي كان يتزعمه بمسؤولية التفجيرات وقامت في 20 أغسطس / آب من العام نفسه بشن هجمات بصواريخ كروز على مصنع الشفاء للأدوية بمدينة الخرطوم بحري القريبة من الخرطوم مما أدى إلى توتر دبلوماسي بينها وبين السودان، وأصبحت أنقاض المصنع منطقة جذب سياحي.
أحدثت الوفاة المفاجئة لرئيس الحركة الشعبية لتحرير السودان ونائب الرئيس السوداني آنذاك جون قرنق في حادثة طيران في جنوب السودان في يوليو / تموز 2005 م، أعمال شغب عنيفة في الخرطوم لمدة ثلاثة أيام، قبل أن تتمكن قوات الأمن من السيطرة على الوضع.
في 23 أكتوبر / تشرين الأول 2012 م تعرض مصنع اليرموك للذخيرة بمنطقة الشجرة بالخرطوم إلى تفجيرات أعلنت الحكومة السودانية بأنها كانت نتيجة غارة جوية إسرائيلية.

## الجغرافيا

### الموقع
تقع الخرطوم في منتصف المساحة المأهولة في السودان تقريباً شمال شرق وسط البلاد بين خط العرض16 درجة شمالاَ وخط العرض 15 درجة جنوباَ وخطي الطول 21 درجة غرباً و 24 درجة شرقاَ، وتتمدد مساحتها البالغة 20736 كيلو متر (12884 ميل) مربع بين الضفة الغربية لنهر النيل الأزرق من الناحيتين الشرقية والشمالية والضفة الشرقية للنيل الأبيض من الغرب وسهل الجزيرة تجاه الجنوب وهي المنطقة القابلة لتمدد المدينة عمرانياً.
وتتوسط الخرطوم ولايات كسلا والقضارف والنيل والجزيرة والنيل الأبيض وشمال كردفان. وهي أيضأ قريبة من ولايات النيل الأزرق والشمالية وسنار وجنوب كردفان وتفصلها عن ولايات دار فور الكبرى أرض صحراوية وشبه صحراوية جرداء فقط.

### الصورة الطوبوغرافية

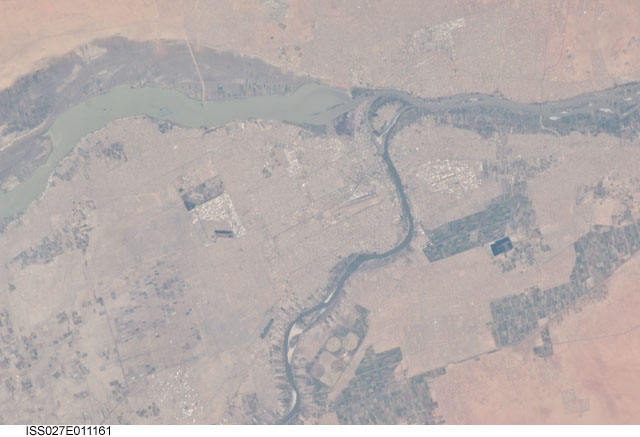
صورة فضائية للخرطوم

تقع الخرطوم على ارتفاع 382 متر (1,253,28 قدم) فوق سطح البحر فوق أرض سهلية مستوية السطح مع انحدار طفيف نحو مجرى نهر النيل تتخللها تلال ونتوءات صخرية وكثبان رملية متفرقة مما يعطي صورة لتضاريس منبسطة مع تموجات طفيفة، وتتخلل هذا المشهد الطبيعي أيضاً طبقات وأرصفة أودية نيلية وخيران أبرزها خور جانقي في منطقة العُشَرَة والصحافة من جهة الشرق، ويتميز الجانب الذي يقع غرب النيل الأبيض بأنه أكثر انحداراً من جهة النيل الأزرق شرقاً، ولهذا فإن الخيران التي تقع في الغرب تصب معظمها في النيل إبّان موسم الأمطار في حين نجد الخيران الواقعة في الشرق غير منتظمة الفيضان ومعظمها ليس سوى جروف واسعة تفشل في الوصول إلى النيل خاصة في الأماكن التي تغطيها مكونات رملية. ويشكل النيلين الأزرق والأبيض أهم ظاهرة طبيعية للخرطوم حيث يلتقيان عند نقطة المقرن.
جيولوجياً، تقع الخرطوم في حوض الخرطوم الذي يشكل جزء من حوض النيل الأزرق ويتكون من الصخور المتحولة والصخور النارية التي تنتمي إلى حزام الموزمبيق وتظهر بوضوح في منطقة السبلوقة شمال الخرطوم. والخصائص الجيولوجية المهمة في الخرطوم هي: الحجر الرملي النوبي، والحجر الرملي المغطى بالجبس والتكتلات الصخرية الرسوبية. وتبين من دراسة بنية القشرة الأرضية لحوض الخرطوم باستخدام 3 محطات رصد دائمة للزلازل في نطاق 40 كيلومتر (24,8 ميل) من وسط الخرطوم، بأن حوض الخرطوم هو واحد من عدة أحواض متصدعة في السودان مرتبطة مع نظام الأخدود الإفريقي الوسيط وأن سمك القشرة الأرضية تحت حوض الخرطوم يتراوح ما بين 33 (20,5 ميل) و 37 (22,9 ميل) كيلومتر بمتوسط قدره 35 (21,7 ميل) كيلومتر.

### ملتقى النيلين الأزرق والأبيض
يتميز النيل الأبيض الذي يأتي إلى الخرطوم من جهة الجنوب بإتساع مجراه وبطء جريانه وقلة انحداره حيث يشبه البحيرة الراكدة خاصة موسم فيضان النيل الأزرق. وبسبب قلة سرعة تياره تقل عمليات النحت في ضفافه ويزداد الإرساب، وعلى نقيض ذلك يتسم النيل الأزرق الذي ينبع من الهضبة الإثيوبية شرقاً بسرعة التيار وشدة الانحدار وعمق المجري. ويلاحظ المرء بوضوح ارتفاع ضفافه في المنطقة القريبة من المقرن على شارع النيل في الخرطوم حيث تم بناء حائط على الضفاف اتقاء لفيضانه، في حين تنعدم هذه الإنشاءات في ضفاف النيل الأبيض كما يلاحظ سرعة جريانه وقوة تياره من خلال دفعه لمياه النيل الأبيض إلى الوراء قليلاً عند التقائهما في نقطة المقرن، فضلاً عن ملاحظة الفارق في لون مياه مجراهما حيث يسود مياه النيل الأزرق لون الطمي البني الداكن، بينما تجري المياه شبه صافية بين ضفاف النيل الأبيض مما يعطيها بياضاً عند النظر إليها من علو، مقابل زرقة النيل الأزرق.

### الجزر النيلية
وتشكل أيضاً معالم سياحية طبيعية يزورها العديد من السياح ويقصدها سكان العاصمة المثلثة للاسترواح والتنزه وأثناء العطلات والإجازات وأهم هذه الجزر:
- جزيرة توتي

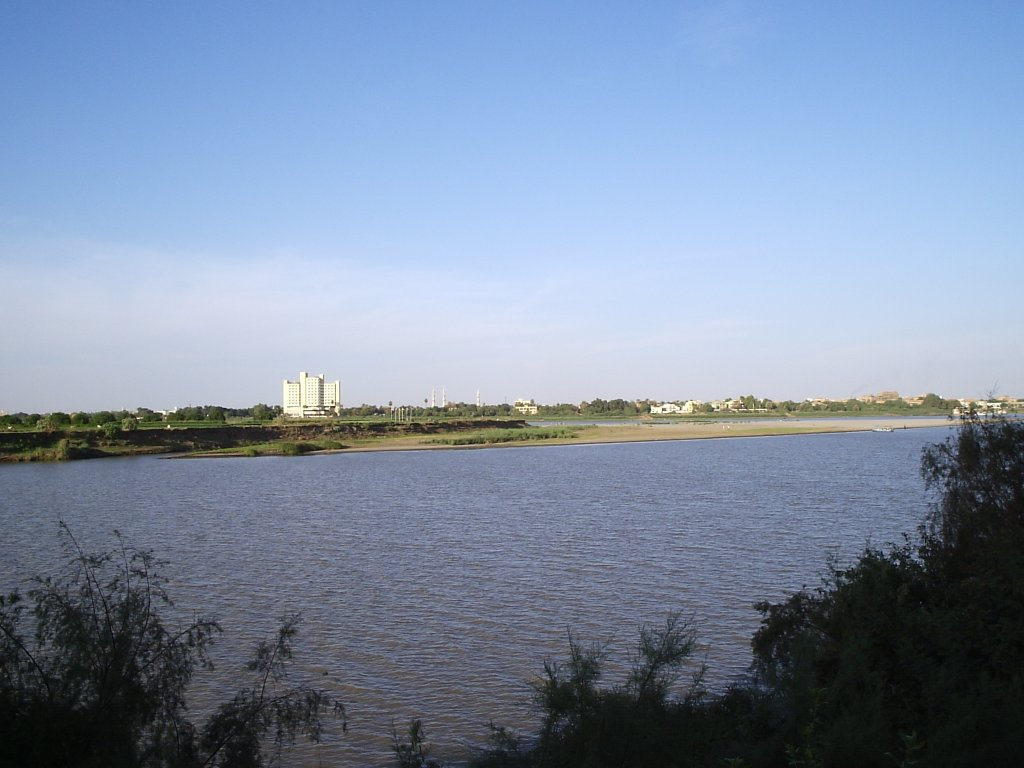
النيل الأزرق من جهة توتي

جزيرة توتي تقع بين النيل الأزرق من الشرق والجنوب، قبالة أجمل مناطق الخرطوم (شارع النيل والمقرن) وينطلق منها النيل في رحلته نحو الشمال بعد التقاء رافديه الأزرق والأبيض من جهة الغرب. تحتضن الجزيرة قرية صغيرة مساحتها 8 كيلو متر مربع (3 أميال مربعة). يعود تاريخ تأسيسها إلى القرن الخامس عشر الميلادي، وتتميز بشواطئها الرملية وبساتينها التي تنتج الفاكهة والخضر ومن بينها الليمون والبرتقال والجرجير. وتم ربطها بالخرطوم بجسر معلق طوله 310 متر. تستقبل القرية الزوار من العاصمة المثلثة والسياح لقضاء أوقات استجمام وترويح فيها، خاصة في أيام العطلات. وهناك محاولات لبناء منتجع سياحي كبير فيها.
- جزيرة التمساح

تقع في وسط النيل الأزرق بالقرب من قرية أم دوم جنوب الخرطوم وعرفت بهذا الاسم نسبة لشكلها الذي يشبه شكل التمساح.
- جزيرة البط

توجد فيها أعداد كبيرة من الطيور المائية المستوطنة والمهاجرة.

### الغابات
- غابة السنط

تقع في غرب الخرطوم بالقرب من مجرى نهر النيل الأبيض وتم إعلانها هي محمية طبيعية في عام 1939 م وتتكون معظم أشجارها من السنط الذي يقاوم مياه فيضانات النهر خلال فصل الخريف، وتأوي الغابة أنواع عديدة من الطيور المستوطنة والمهاجرة مثل الأوز وطير البقر وخطاف البحر وأبو منجل والبط والنورس النهري ومالك الحزين.
- الحزام الأخضر

وهو نطاق من الأشجار من الأشجار الفارعة الارتفاع كأشجار البان التي تم استزراعها في الأطراف الجنوبية بغرض حماية المدينة من الزحف الصحراوي والحد من هبوب الرياح القوية نحو المدينة من الجهة التي لا يجري فيها أحد فرعي النيل، إلا أن التوسع العمراني في العقود الأخيرة قد تجاوز حدود هذا النطاق.

## المناخ

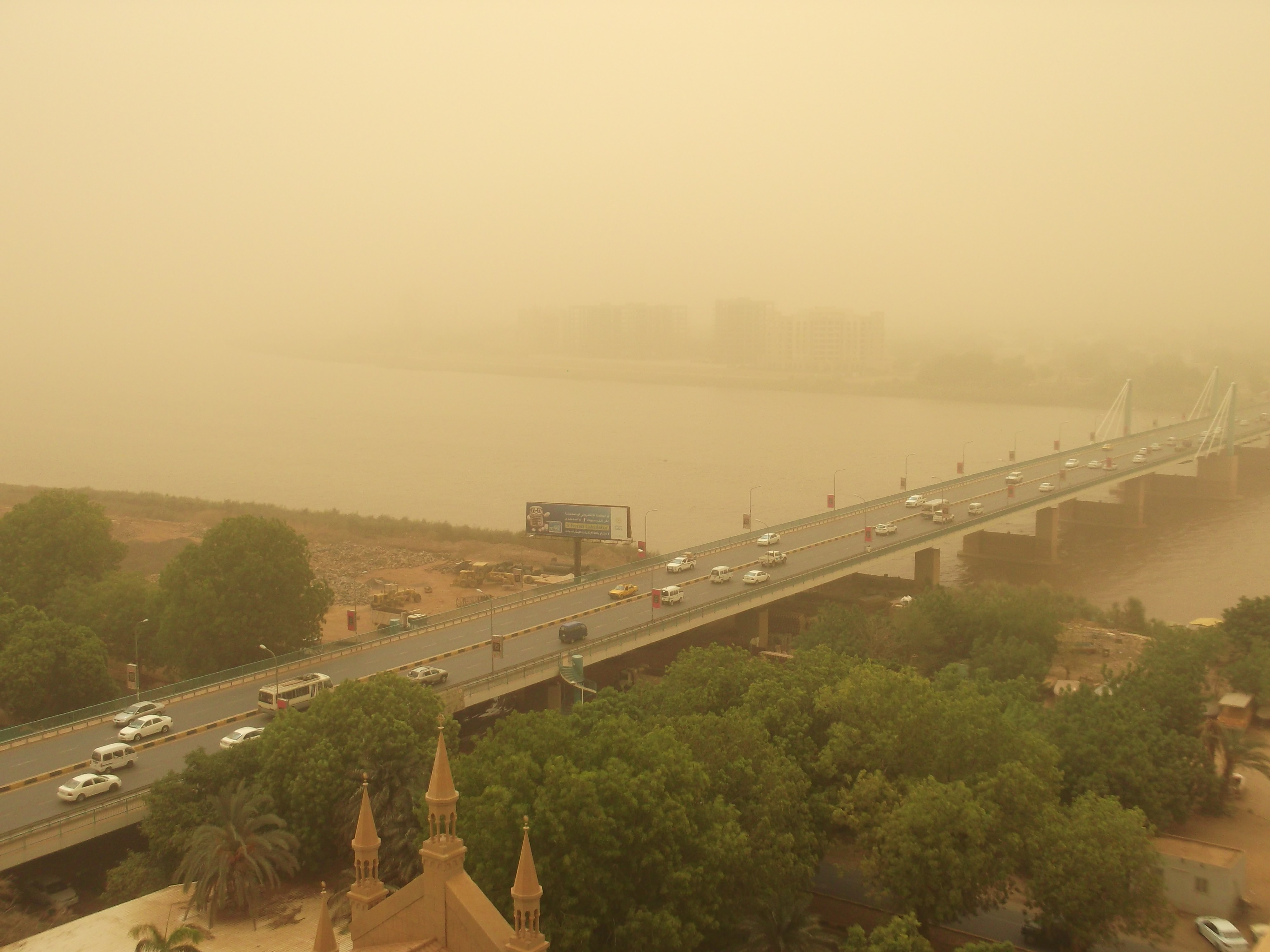
عاصفة ترابية فوق الخرطوم

### درجات الحرارة
تعتبر الخرطوم واحدة من المدن الرئيسية الأكثر حرارة في العالم. فقد تتجاوز درجات الحرارة فيها 48 درجة مئوية (118.4 درجة فهرنهايت) في منتصف الصيف، إلا أن المتوسط السنوي لدرجات الحرارة القصوى يبلغ حوالي 37.1 درجة مئوية (98.78 فهرنهايت)، مع ستة أشهر في السنة يزيد المتوسط الشهري لدرجة الحرارة فيها عن 38 درجة مئوية (100.4 فهرنهايت)، ولا يوجد في جدول حالة الطقس الخاص بالخرطوم معدلاً لدرجة الحرارة الشهرية يقل عن 30 درجة مئوية (86.5 فهرنهايت)، وهو ما تتم ملاحظته في جداول خاصة بمدن رئيسية أخرى ذات مناخ صحراوي حار مماثل كالرياض، أو بغداد أو فينيكس بولاية أريزونا. وفي كل الأحوال فإن درجات الحرارة في الخرطوم تهبط بمعدلات كبيرة خلال الليل، إلى أدنى من 15 درجة مئوية (59 فهرنهايت) في شهر يناير / كانون الثاني وقد تصل إلى 6 درجات مئوية (42.8 درجة فهرنهايت) عند مرور جبهة هوائية باردة.

### الأمطار
يسود الخرطوم في معظم أشهر السنة المناخ الصحراوي الحار الجاف باستثناء شهري يوليو / تموز وأغسطس / آب، حيث تسقط الأمطار المدارية الشديدة، بمعدل يزيد قليلاً على 155 مليمتر (6.1 بوصة) سنوياً في المتوسط، وفي الفترة من ديسمبر / كانون الأول وحتى فبراير / شباط حيث تنخفض درجة الحرارة نسبياُ.
وفي الشتاء وهي الفترة من ديسمبر / كانون الأول وحتى فبراير / شباط يكون الجو لطيفاً إلى حد ما، حيث تنخفض درجات الحرارة في الصباح وحتى الظهيرة وبعد غروب الشمس. وتتراوح درجة الحرارة خلال هذه الفترة ما بين 32 درجة مئوية (89.6 درجة فهرنهايت) 28 درجة مئوية (82.4 فهرنهايت).

### حركة الرياح
ثمة ظاهرة مناخية في السودان تعرف بالهبوب وهو عاصفة ترابية نشطة تحدث في مناطق وسط السودان بما فيها الخرطوم وذلك عندما تهب رياح جنوبية رطبة في شهري مايو / أيار ويوليو / تموز ويمكن أن تقلل بشكل مؤقت مدى الرؤية إلى الصفر.
أنسب وقت لزيارة الخرطوم من حيث المناخ هي الفترة ما بين شهري نوفمبر / تشرين الثاني ومارس / آذار.
| متوسط حالة الطقس في الخرطوم                                          | متوسط حالة الطقس في الخرطوم | متوسط حالة الطقس في الخرطوم | متوسط حالة الطقس في الخرطوم | متوسط حالة الطقس في الخرطوم | متوسط حالة الطقس في الخرطوم | متوسط حالة الطقس في الخرطوم | متوسط حالة الطقس في الخرطوم | متوسط حالة الطقس في الخرطوم | متوسط حالة الطقس في الخرطوم | متوسط حالة الطقس في الخرطوم | متوسط حالة الطقس في الخرطوم | متوسط حالة الطقس في الخرطوم | متوسط حالة الطقس في الخرطوم | متوسط حالة الطقس في الخرطوم |
| درجة الحرارة                                                         | درجة الحرارة                | درجة الحرارة                | درجة الحرارة                | درجة الحرارة                | درجة الحرارة                | درجة الحرارة                | درجة الحرارة                | درجة الحرارة                | درجة الحرارة                | درجة الحرارة                | درجة الحرارة                | درجة الحرارة                | درجة الحرارة                | درجة الحرارة                |
| الشهر                                                                | يناير                       | فبراير                      | مارس                        | ابريل                       | مايو                        | يونيو                       | يوليو                       | اغسطس                       | سبتمبر                      | أكتوبر                      | نوفمبر                      | ديسمبر                      |                             | المتوسط                     |
| -------------------------------------------------------------------- | --------------------------- | --------------------------- | --------------------------- | --------------------------- | --------------------------- | --------------------------- | --------------------------- | --------------------------- | --------------------------- | --------------------------- | --------------------------- | --------------------------- | --------------------------- | --------------------------- |
| الدرجة القصوى؛ (بـ م°)                                               | 30,8                        | 33,0                        | 46,8                        | 40,1                        | 41,9                        | 41,3                        | 38,4                        | 37,3                        | 39,1                        | 49,3                        | 35,2                        | 31,8                        |                             |                             |
| المتوسطة؛ (بـ م°)                                                    | 23,2                        | 25,0                        | 28,6                        | 31,8                        | 34,5                        | 34,3                        | 32,2                        | 31,3                        | 32,6                        | 32,4                        | 28,1                        | 24,5                        |                             | 29,9                        |
| الصغرى؛ (بـ م°)                                                      | 15,6                        | 17,0                        | 20,5                        | 23,6                        | 27,1                        | 27,3                        | 25,9                        | 25,3                        | 26,0                        | 25,5                        | 21,0                        | 17,1                        |                             |                             |
| هطول الأمطار                                                         |                             |                             |                             |                             |                             |                             |                             |                             |                             |                             |                             |                             |                             |                             |
| الشهر                                                                | يناير                       | فبراير                      | مارس                        | ابريل                       | مايو                        | يونيو                       | يوليو                       | اغسطس                       | سبتمبر                      | أكتوبر                      | نوفمبر                      | ديسمبر                      |                             | السنوي                      |
| متوسط هطول الأمطار (بـ مم)                                           | 0                           | 0                           | 0                           | 0,4                         | 4,0                         | 5,4                         | 46,3                        | 75,2                        | 25,4                        | 4,8                         | 0,7                         | 0                           |                             | 162,2                       |
| المصدر: خدمة معلومات الطقس العالمي (المنظمة العالمية للأرصاد الجوية) |                             |                             |                             |                             |                             |                             |                             |                             |                             |                             |                             |                             |                             |                             |

## الإدارة
الخرطوم هي محلية من محليات ولاية الخرطوم التي تضم أيضاً الخرطوم بحري وأم درمان وشرق النيل ومحليات أُخرى.
كانت تتكون محلية الخرطوم من ثلاث وحدات إدارية هي:
- وحدة الخرطوم وتضم أحياء ومناطق:

ُ

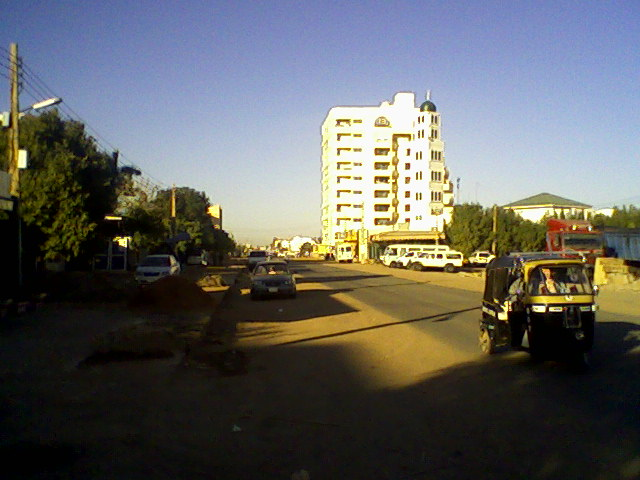
أحد أحياء الخرطوم

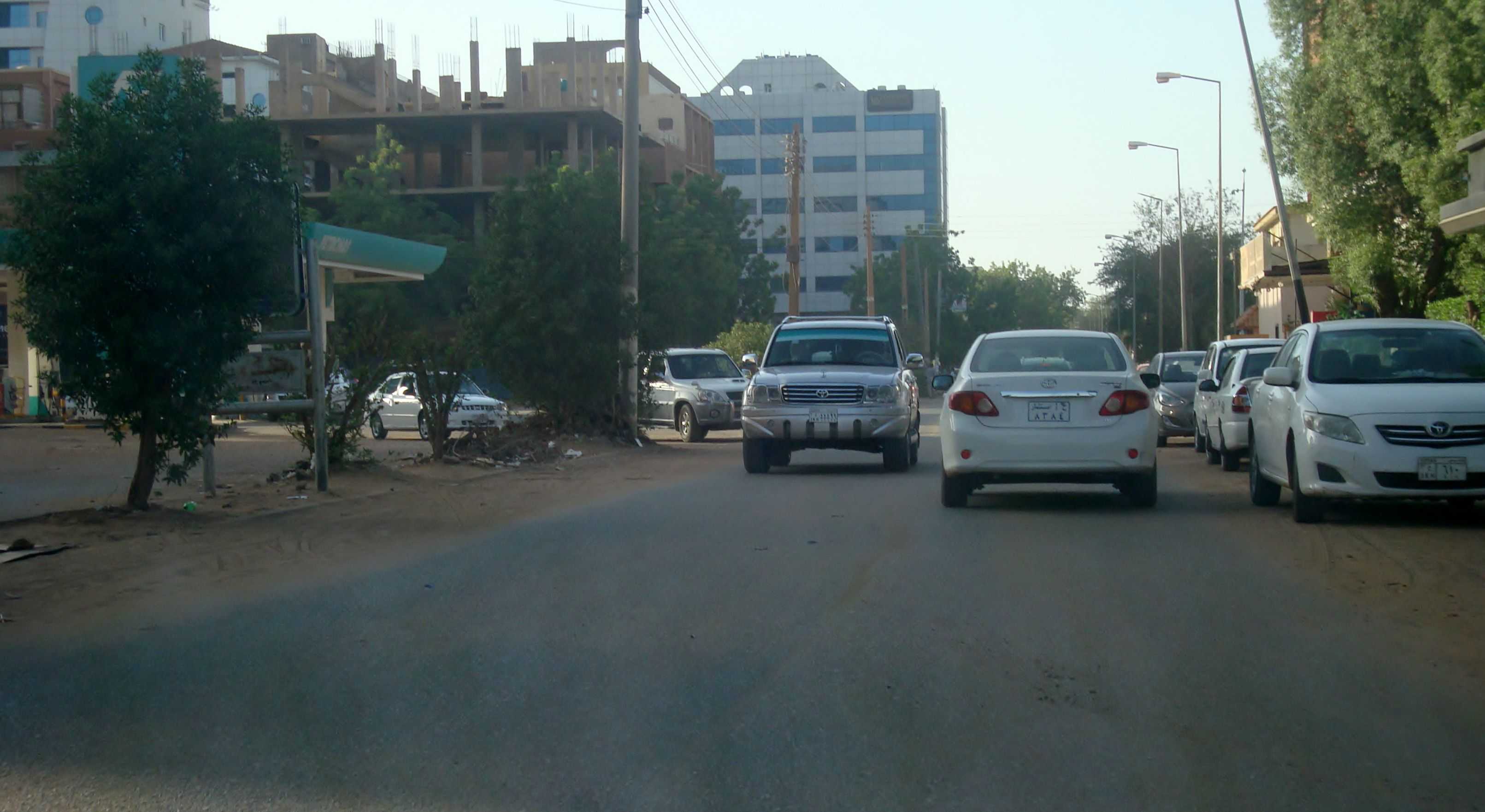
حي العمارات

الخرطوم شمال، البراري، امتداد ناصر، الخرطوم وسط، الديوم الشرقية، الديوم الغربية، الشجرة الجنوبية، الشجرة الشمالية، العمارات، الخرطوم1، الخرطوم 2، الخرطوم3، الخرطوم غرب، المنطقة الصناعية، الخرطوم السوق الشعبي، الكلاكلات.
- وحدة الشهدا وتشمل أحياء ومناطق:

الصحافة وجبرة، الإمتداد، العشرة، السوق المحلي، السوق المركزي، الدوحة، وسوبا الشاحنات.
- وحدة الخرطوم شرق وتتبع لها:

أركويت شرق، أركويت غرب، الطائف، المنشية، الجريف غرب، المطار، جاردن سيتي، الرياض.
حالياً، تحتوي خارطة المحلية الإدارية على ست وحدات إدارية تشمل:-
1. وحدة الخرطوم شمال الإدارية
2. وحدة الخرطوم شرق الإدارية
3. وحدة الخرطوم غرب الإدارية
4. وحدة الخرطوم وسط الإدارية
5. وحدة الشهداء وسوبا الإدارية
6. وحدة الشجرة الإدارية

وتتولى هذه الوحدات الإدارية مهمة تقديم الخدمات العامة للمواطنين على نحو أشبه بما تقوم به البلديات والجماعات الحضرية في عواصم أخرى، ويشرف على إدارة المحلية رئيس يسمى المعتمد، إلا أن والي الولاية يمثل أعلى سلطة إدارية في الخرطوم.
| - شارع عبيد ختم، من أكبر شوارع الخرطوم ويبدأ من نهاية جسر القوات المسلحة وينتهي عند جامعة أفريقيا العالمية متجهاً من الشمال إلى الجنوب والعكس. - حي العمارات تقاطع شارع 15 مع شارع محمد نجيب، واحد من أكبر تقاطعات الشوارع بالخرطوم. - شارع الغابة بالخرطوم - شارع القصر بالخرطوم |

## السياحة
تعتبر الخرطوم إحدى المراكز السياحية المهمة في السودان، ليس فقط باعتبارها عاصمة البلاد وواحدة من أكبر مدنها، بل لوجود عدد من المقومات السياحية مثل المتاحف والآثار والحدائق والفضاءات الخضراء إلى جانب الأندية الرياضية والمهرجانات وغيرها من الفعاليات.

### المتاحف

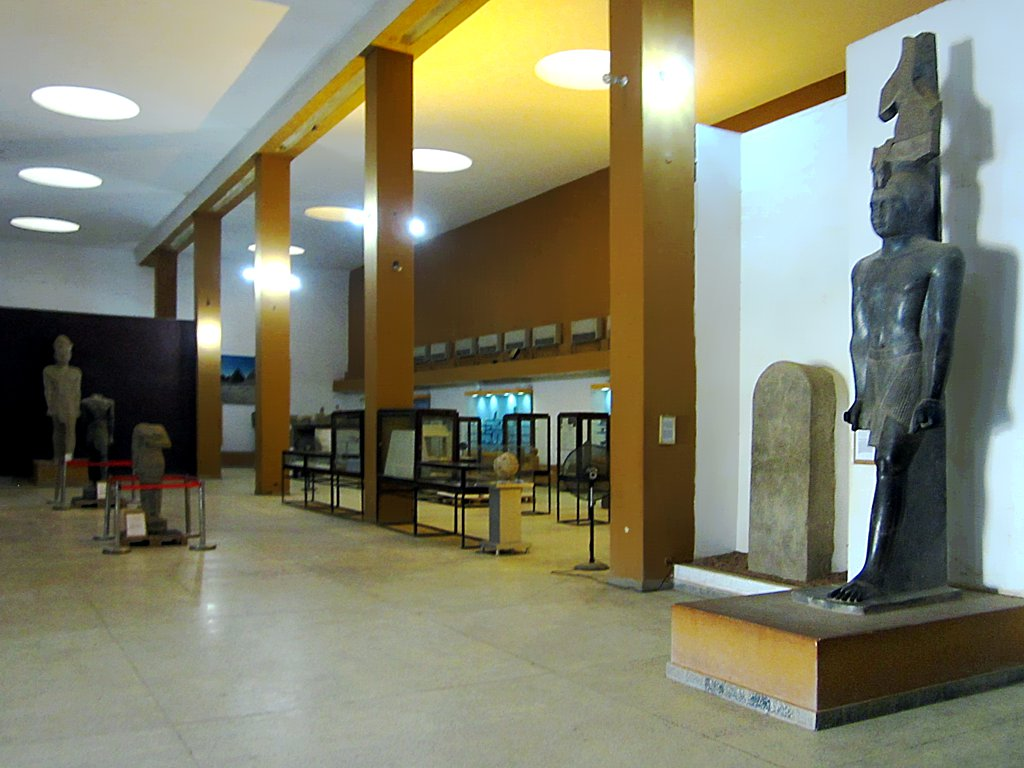
إحدى صالات المتحف القومي
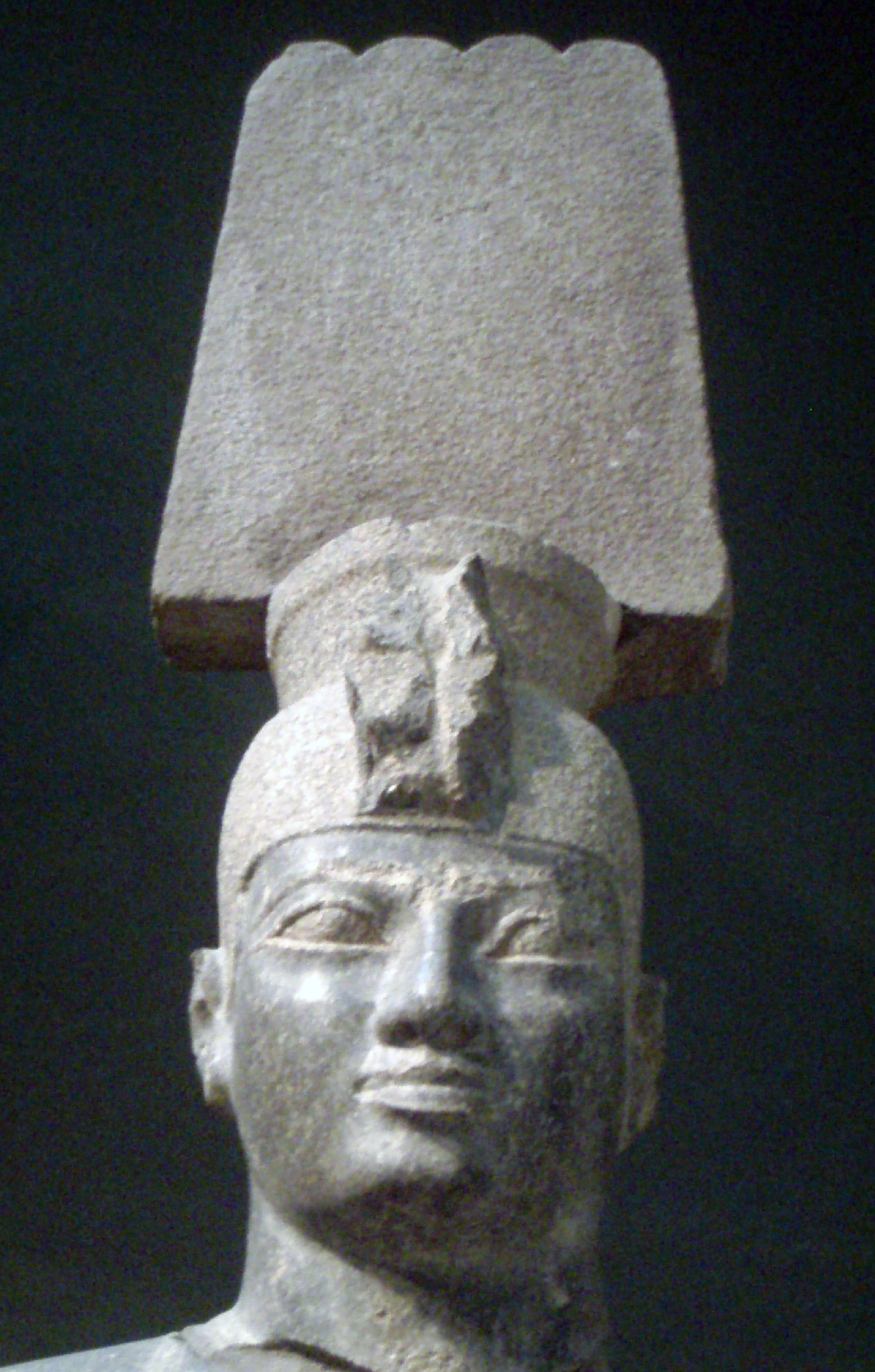
تمثال للملك أنلاماني بالمتحف القومي
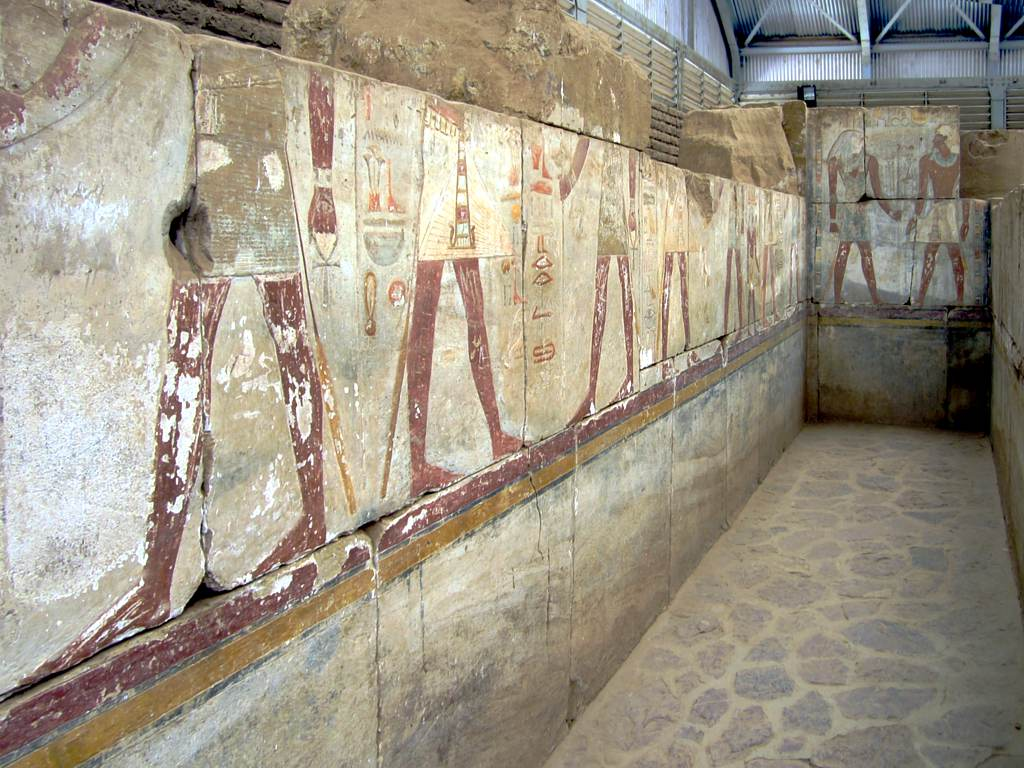
معبد بوهين
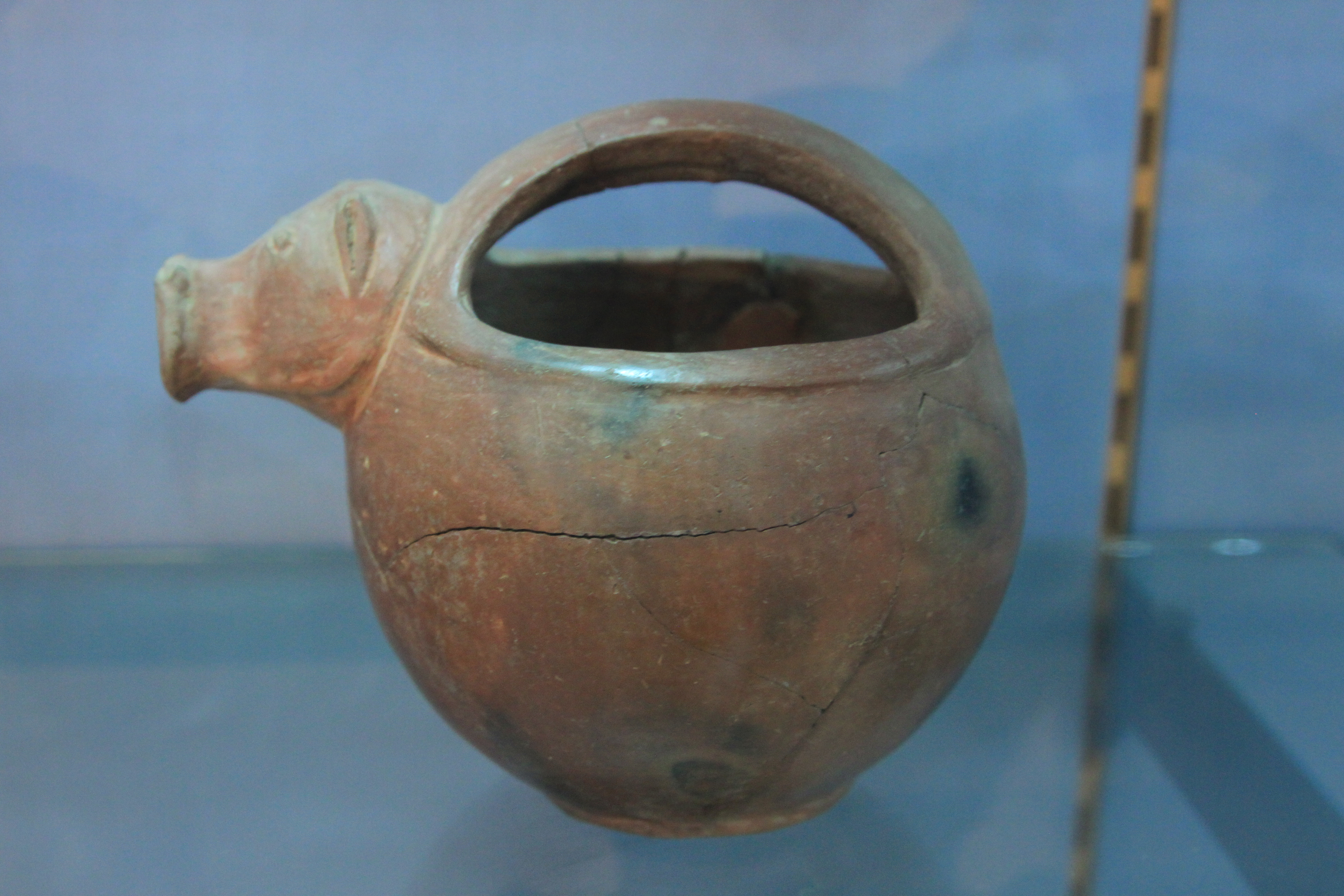
إناء بالمتحف القومي يعود إلى حضارة كرمة

هناك عدة متاحف في الخرطوم أهمها هي:
- المتحف القومي[62] المُطل على نهر النيل الأزرق وفي منطقة المقرن ويحتوي على مقتنيات أثرية من مختلف أنحاء السودان، يمتد تاريخها إلى عصور ما قبل التاريخ، وحتى فترة الممالك النوبية وتشتمل الصالات الداخلية للمتحف على العديد من المقتنيات المعروضة في شكل منحوتات وآنية فخارية وزجاجية وخشبية ومعدنية، وأدوات زينة وصور حائطية في حين يشتمل فناء المتحف على عدد من المعابد والمدافن والنصب التذكارية، والتماثيل القديمة بأحجام مختلفة، التي نقلت من مناطق استكشافها في شمال السودان، وأهمها معابد (سمنة شرق) و (سمنة غرب) وبوهين، ومقبرة الأمير (حجو تو حتب) وأعمدة كاتدرائية فرس. كما يضم المتحف مقتنيات أثرية يرجع تاريخها إلى العصر الحجري القديم وحتى نهاية فترة سلطنة سنار في عام 1821 م.[63]
- متحف التاريخ الطبيعي، يقع في شارع الجامعة ويحتوى على حيوانات محنطة وأخرى حيّة بهدف التعريف بما هو متوافر في السودان من زواحف وطيور ومواشي وحشرات تعريفاً علمياً، وتلعب جامعة الخرطوم دوراً مهماً في استمرارية هذا المتحف والحفاظ عليه، ومن الطيور الموجودة فيه صقر الجديان الذي يمثل شعار السودان.[64]
- متحف القصر، وتعرض فيه لوحات زيتية وصور فوتغرافية لحكام السودان منذ الحكم الثنائي في عام 1889 م، وحتى فترة ما بعد الاستقلال وبعض السيارات الرئاسية التي كانوا يستخدمونها خلال فترة حكمهم وما تلقّاه الرؤساء الوطنيين من هدايا إضافة إلى الآلات الموسيقية وقطع الأواني والأثاث التي استخدمت في القصر الرئاسي. ويقع المتحف في مبنى كنيسة أثرية بيزنطية المعمار داخل جزء من الحديقة الجنوبية الشرقية للقصر.[65]
- متحف الإثنوغرافيا في ملتقى شارع الجامعة بشارع المك نمر وتعرض فيه نماذج من الأدوية التقليدية المستعملة في الحياة اليومية بالسودان ونماذج من أسلحة الصيد وأدوات الزراعة والإنتاج لدى القبائل المختلفة بالسودان إلى جانب نماذج من أزيائهم وآلاتهم لموسيقية، ومركز الفولكلور التابع للهيئة القومية للآداب والفنون.[66]
- المتحف الحربي (العسكري)، بوزارة الدفاع وفيه مجموعة من نماذج الأسلحة الأثرية المختلفة والأزياء العسكرية والدروع والصور والخرائط العسكرية التاريخية.[67]

### المعالم الأثرية
- القباب العثمانية التي تقع شرق ساحة أبو جنزير في وسط الخرطوم ويرجع تاريخها إلى بدايات العهد العثماني بالسودان في سنة 1839 م، وتضم مقابر لمشاهير القادة والعسكريين الاتراك في السودان ومن بينهم مؤسس الخرطوم الحكمدار عثمان جركس باشا البرنجي.[68]
- موقع سوبا شرق النيل الأثري جنوب الخرطوم بحرى، الذي يضم آثار عاصمة مملكة علوة المسيحية من القرن السادس إلى القرن الخامس عشر الميلادي، ومن بينها بقايا كنيسة قديمة.[69]
- المباني الأثرية ومنها القصر الجمهوري ومبنى البريد المركزي ومعمل إستاك وغيرها[70][71][72] تضاف إلى ذلك المعالم السياحية في كل من أم درمان والخرطوم بحري على الضفاف الأخرى لنهري النيل (الأزرق والأبيض) والتي يمكن الوصول إليها من الخرطوم بسهولة.[73]

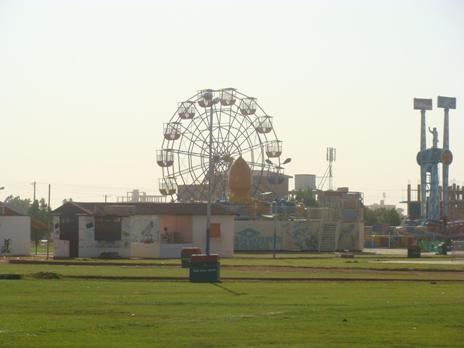
قرية الطفل، الخرطوم
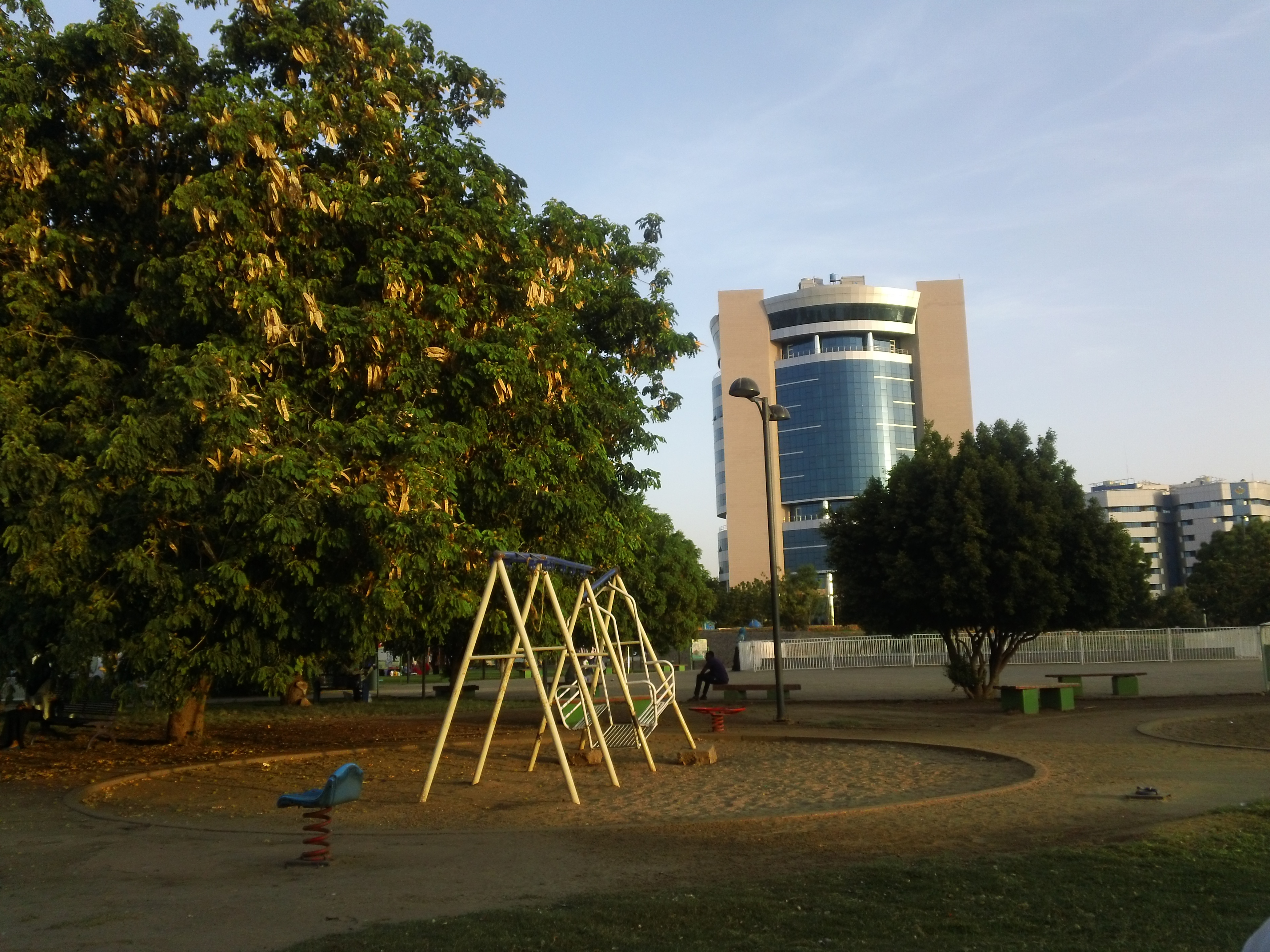
منطقة المقرن
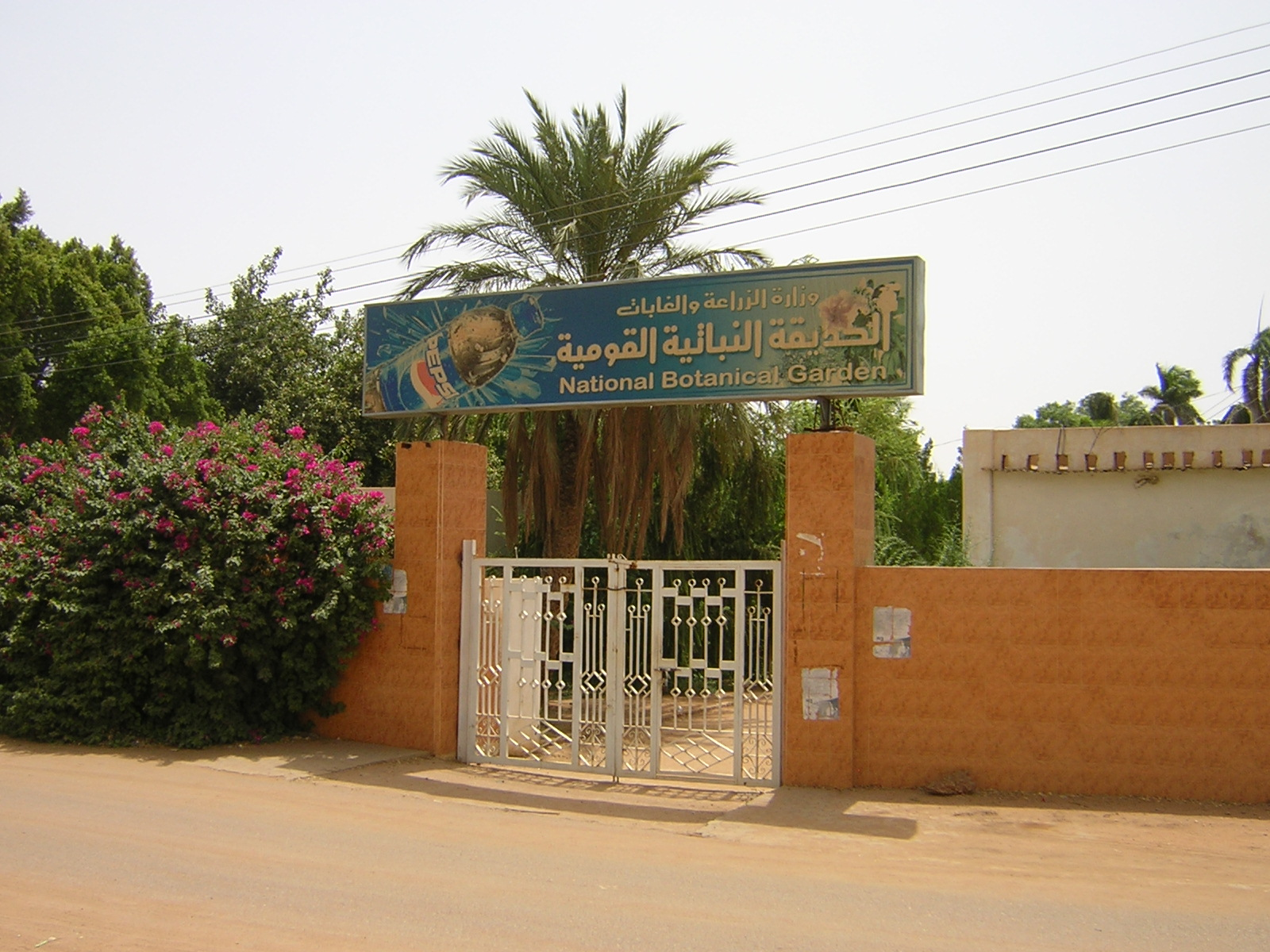
منتزه الحدائق النباتية
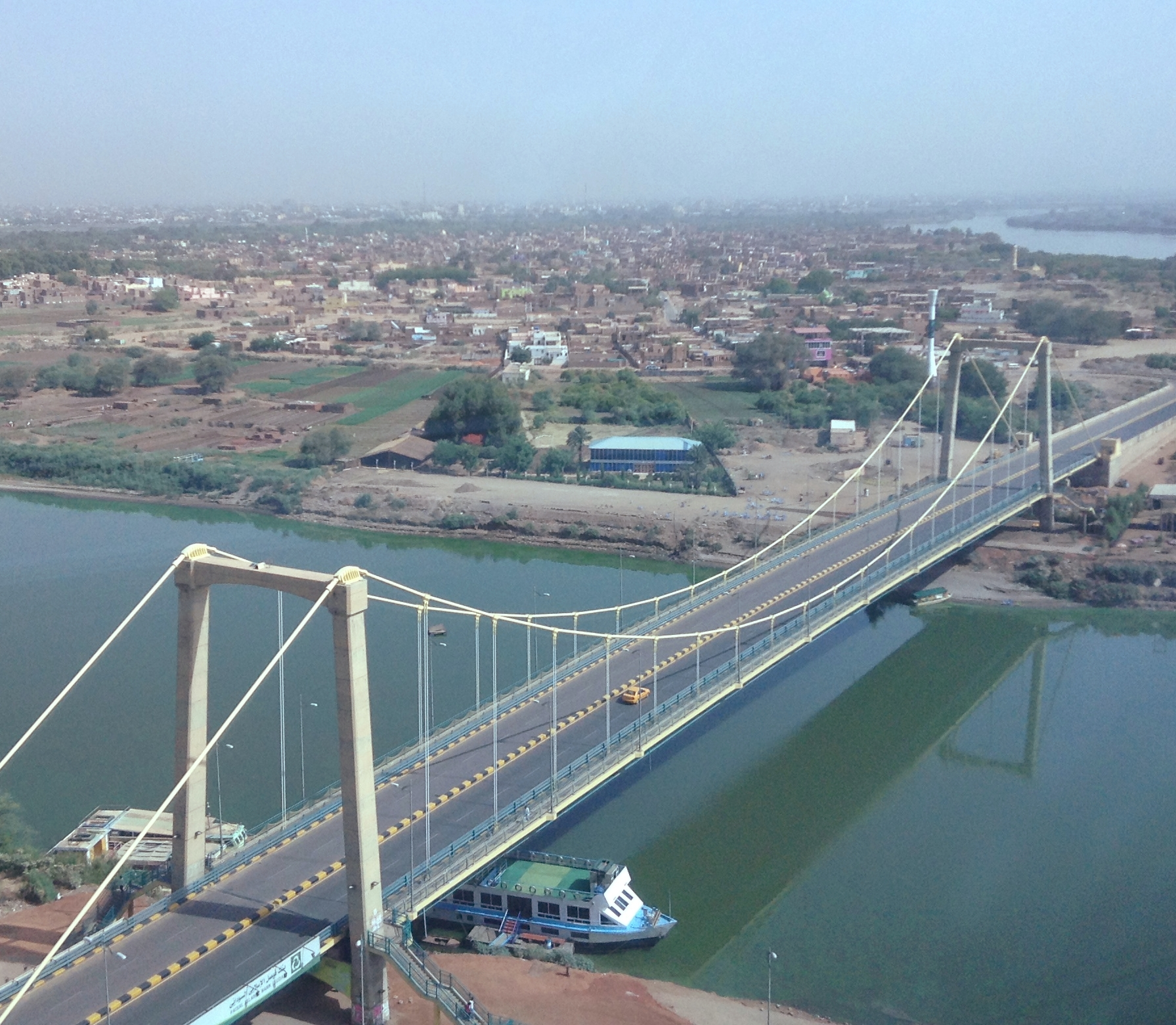
جسر المك نمر

### الحدائق النباتية والحيوانية
توجد في الخرطوم حديقة نباتية تبلغ مسلحتها 11 فدان وتحتوى على أنواع عديدة ونادرة من النباتات، كما توجد حديقة للحيوانات في غابة السنط ويجري العمل على إنشاء حديقة سفاري.

### السياحة النهرية

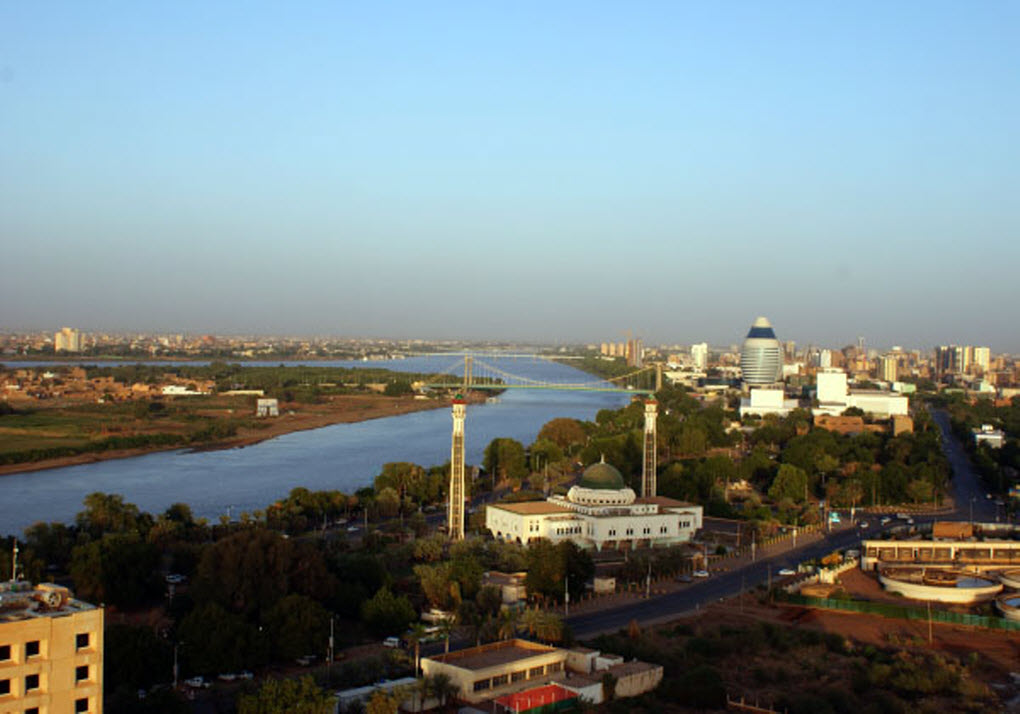
نهر النيل يتوسط العاصمة المثلثة

تشتهر الخرطوم أيضاً بالسياحة النهرية على نهر النيل حيث توجد البواخر النيلية وقوارب الفلوكة والزوارق والقوارب الشراعية والعبّارات والتي تمخر مياه النيلين الأزرق والأبيض وتعبر بركابها إلى جزيرة توتي وسط النيل حيث البساتين التقليدية النضرة. وتوجد المراكب بالقرب من المقرن وجزيرة توتي وجزيرة التمساح، وتقوم برحلات نهارية وليلية.

### رحلات السفاري
يتميز السودان بتباين نطاقه المناخي والبيئي وهو ما يتّضح جلياً في وجود أنواع كثيرة من الحيوانات والطيور وتقوم شركات ومكاتب السفاري والرحلات البرية في الخرطوم بتنظيم رحلات مرخصة للصيد ذهاباً وإياباً منها رحلات سفاري الغزلان، وسفاري صيد البط، والحمام البري الذي يمتد موسم صيده من نوفمبر / تشرين الثاني وحتى فبراير / شباط من العام.

### المناطق الطبيعية
- شلال السبلوقة

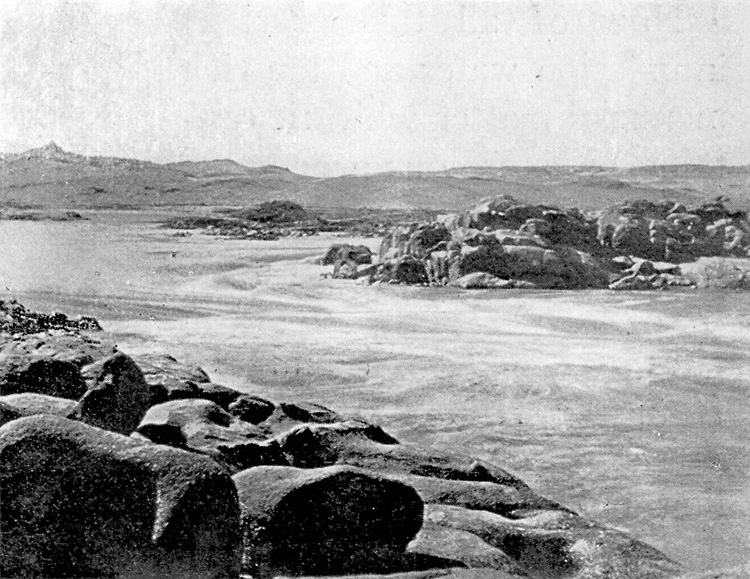
شلال السبلوقة

يقع شلال السبلوقة على بعد 80 كيلو متر من الخرطوم ويتبع إدارياً لولاية نهر النيل وهو عبارة عن كتل صخرية في وسط مجرى نهر النيل تعترض تدفق المياه، ويعرف أيضاً باسم الشلال السادس أو الجندل السادس باعتباره سادس وآخر العقبات الصخرية وسط مجرى نهر النيل ويشكل مقصداً للسياح خاصة السياح العرب والأجانب وذلك لطبيعة المنطقة التي تجمع بين التلال والمياه والجزر والكثبان الصحراوية والحياة البرية وتقام فيها رحلات نيلية.
- مقرن النيلين

المقرن في الخرطوم هو نقطة تلاقي رافدي نهر النيل وهما النيل الأزرق القادم من الهضبة الإثيوبية والنيل الأبيض القادم من وسط أفريقيا في مشهد طبيعي يشد الانتباه، حيث يلاحظ المرء كيف تسير مياه النيل الأزرق الطينية الداكنة ومياه النيل الأبيض الصافية جنباً إلى جنب، ثم يختلطان مع بعضهما ويصبحان نهراً واحداً في مجرى واسع ذو مياه خفيفة الزرقة. وتوجد في المنطقة عدة منتزهات ومتاحف وفنادق وجسر يربط المنطقة بأم درمان.
- منطقة جبل أولياء في الجنوب الغربي من الخرطوم، حيث السد القديم والبحيرة التي خلفه ويشكلان بيئة نهرية زاخرة بالأسماك والطيور والنباتات.[84]

## الخدمات العامة

### التعليم

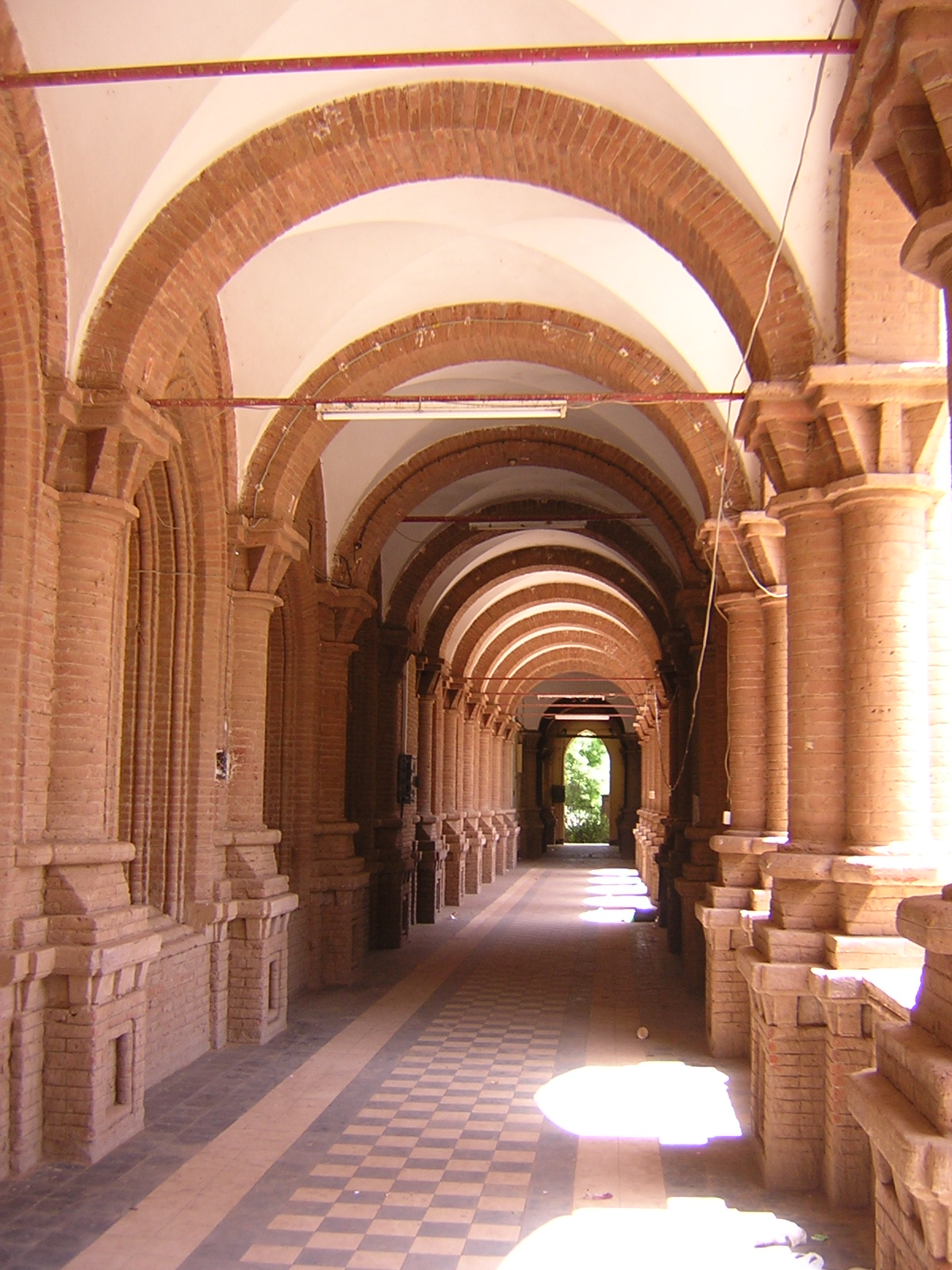
جامعة الخرطوم

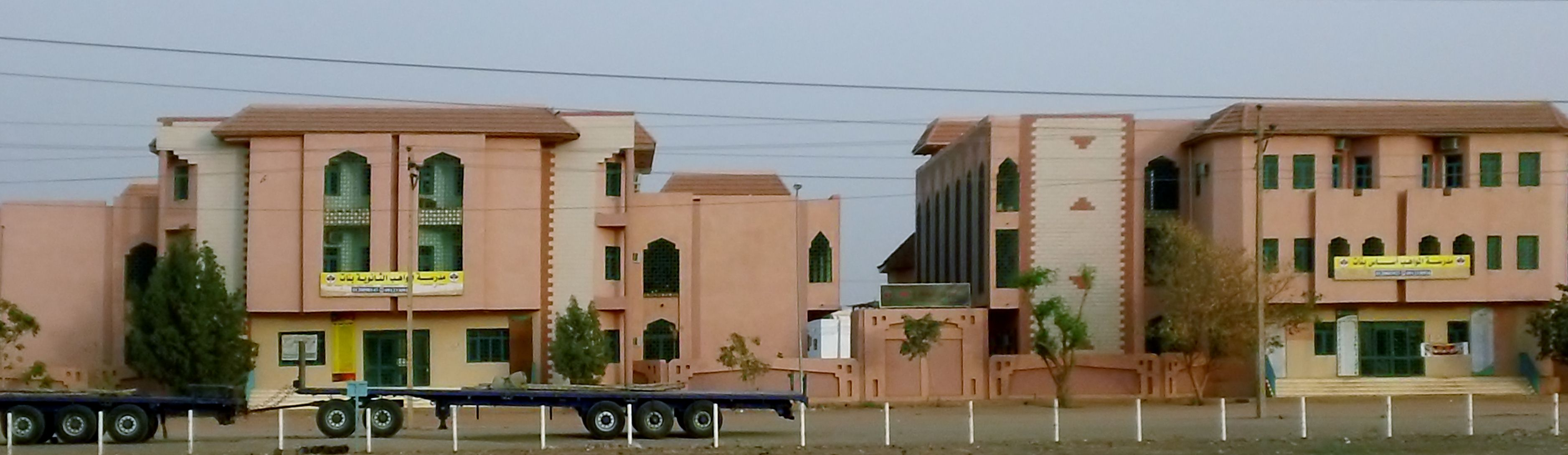
مدارس مواهب بالخرطوم

تعتبر الخرطوم قطباً مهماً للتعليم العالي في السودان، حيث تتركز فيها الجامعات والمعاهد العليا.وقد شهدت إنشاء أول مدرسة نظامية للسودان وأول كلية جامعية هي كلية غوردون التذكارية التي تحول فيما بعد إلى جامعة. كما يوجد بها العديد من المدارس بما في ذلك مدارس الجاليات الأجنبية المقيمة فيها. وتستضيف الخرطوم المعهد الدولي لتعليم اللغة العربية لغير الناطقين بها، الذي تم تأسيسه بالتعاون مع المنظمة العربية للتربية والثقافة والعلوم.
عرفت الخرطوم التعليم منذ إنشائها على يد فقهاء مدارس خلاويها فقد تزامن تاريخ تأسيسها مع قيام المدارس القرآنية فيها والتي انحصر دورها على التعاليم المرتبطة بالعقيدة من تحفيظ سور القرآن وتفسيرها ومباديء الفقه وقواعد اللغة العربية وأساسيات الحساب. وفي العهد العثماني تم افتتاح عدة مدارس نظامية حديثة في السودان من بينها مدرسة الخرطوم الابتدائية التي افتتحت سنة 1855 م، لتعليم أبناء الموظفين الأتراك تحت اشراف العالم رفاعة رافع الطهطاوي الذي نفي إلى السودان آنذاك، ومنذ ذلك الحين انتشرت المدارس في المدينة على اختلاف مراحلها ومناهج التدريس فيها. ويمكن تقسيم المدارس في الخرطوم إلى مدارس عامة حكومية أصبح لبعضها شهرة على نطاق السودان وأخرى خاصة يديرها القطاع الخاص وتشمل هذه الفئة مدارس الجاليات الأجنبية والتي ساهم بعضها بقدر كبير في مجال التعليم بالمدينة مثل مدارس البعثة المصرية وأكبرها مدرسة جمال عبد الناصر الثانوية ومدارس الكلية القبطية ومدارس كمبوني ومدرسة الراهبات والمدارس العالمية. وازداد عدد هذه المدارس في نهاية القرن الماضي ليشمل مدارس تدرس بلغات غير اللغتين العربية والإنجليزية السائدتين في المجال التعليمي في الخرطوم ومن بينها المدرسة الأرمنية والمدرسة التركية. ومن مدارس الجاليات الأجنبية: المدرسة البريطانية ومدرسة الاتحاد والمدرسة الأمريكية ومدرسة كامبريدج العالمية ومدرسة البارون والمدارس العالمية
بلغ عدد المؤسسات التعليمية في ولاية الخرطوم في عام 2011م، حوالي 3000 منها 1600 مدرسة في مرحلة الأساس و450 في المرحلة الثانوية بالإضافة إلى المدارس الخاصة ومؤسسات التعليم قبل المدرسي ومراكز تعليم الكبار.
جدول بالجامعات والمعاهد العليا الكبيرة الموجودة في الخرطوم:
| المؤسسة التعليمية                           | نوعها           | الموقع على الإنترنت       |
| جامعة الخرطوم                               | عامة            | http://www.uofk.edu       |
| جامعة النيلين                               | عامة            | http://www.neelain.edu.sd |
| جامعة الزعيم الأزهري                        | عامة            | http://www.aau.edu.sd     |
| جامعة أفريقيا العالمية                      | عامة            | http://www.iua.edu.sd     |
| جامعة العلوم الطبية والتكنولوجيا            | خاصة            | http://www.umst-edu.org   |
| جامعة الرباط الوطني                         | خاصة شبه حكومية | http://www.ribat.edu.sd   |
| جامعة السودان المفتوحة                      | عامة            | http://www.ous.edu.sd     |
| جامعة المغتربين                             | خاصة            | http://www.mu.edu.sd      |
| جامعة السودان للعلوم والتكنولوجيا           | عامة            | http://www.sustech.edu    |
| كلية البيان للعلوم والتكنولوجيا             | خاصة            | http://www.bayantech.edu  |
| الكلية الكندية السودانية                    | خاصة            | http://www.ccs.edu.sd     |
| جامعة المستقبل                              | خاصة            | http://www.futureu.edu.sd |
| الكلية العلمية للدراسات الطبية والتكنولوجيا | خاصة            | http://www.nc.edu.sd      |
| معهد الصحة العامة                           | عامة            | http://www.phi.edu.sd     |
| كلية السودان الجامعية للبنات                | خاصة            |                           |
| كلية الوسيلة للعلوم والتكنولوجيا            | عامة            | http://www.ecst.edu.sd    |
| مركز المدثر للتدريب الطبي                   | خاص             |                           |

انظر أيضا
- قائمة الجامعات في السودان

### الرعاية الصحية

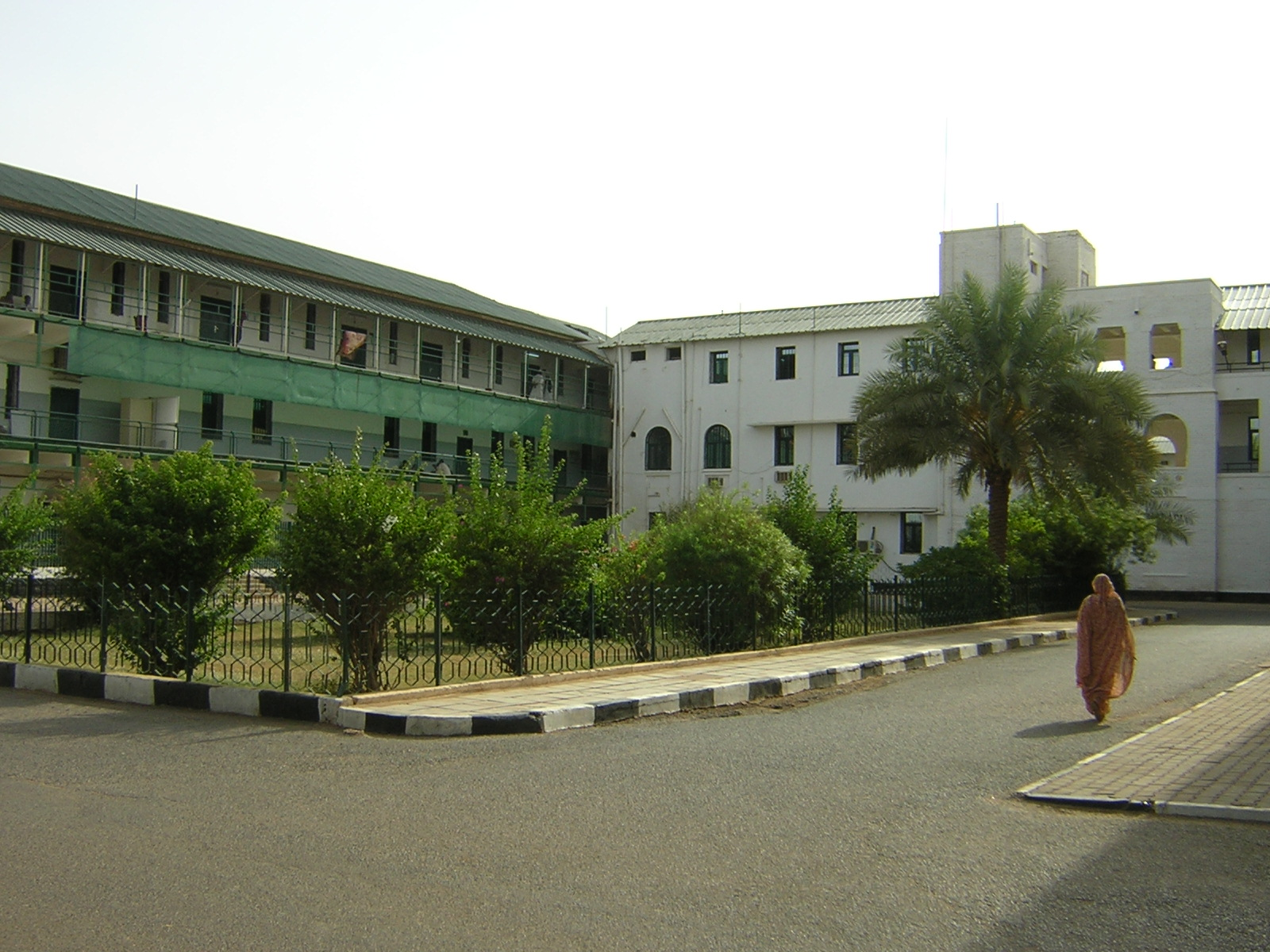
أحد مستشفيات الخرطوم

توجد في الخرطوم عدة مؤسسات صحية وطبية بما في ذلك المستشفيات والمستوصفات الطبية وعيادات الأطباء الخاصة والأخصائيين إلى جانب مكاتب مؤسسات التأمينات الصحية. ومن تلك المستشفيات، مستشفى الخرطوم التعليمي ومستشفى الشعب ومستشفى العيون ومستشفى الذرة ومستشفى الأسنان وكلها تقع بوسط الخرطوم، إلى جانب مجموعة كبيرة من المستشفيات الخاصة منها مستشفى ابن سينا ومستشفى ابن خلدون والمستشفى السعودي والمستشفى التركي وغيرها. وتنتشر الصيدليات في المدينة ومجمعاتها العلاجية.
وتتقاسم إدارة النظام الصحي في الخرطوم جهتان، هما الحكومة المركزية ووزارة الصحة الإقليمية. وتشرف الحكومة المركزية على حوالي 18 مستشفى في ولاية الخرطوم معظمها مستشفيات كبيرة وعامة منها مستشفى الخرطوم التعليمي ومستشفى ابن سينا، بينما تشرف وزارة الصحة الإقليمية على المراكز الصحية وحوالي 30 مستشفى صغير في مدن العاصمة المثلثة وضواحيها. ونظراً للتنافس الكبير بين هذه المستشفيات والمؤسسات الصحية وعدم تكاملها فإن الكثير من الموارد يتم إهدارها حيث تحصل المستشفيات الكبيرة على دعم حكومي مما يجعلها تستقطب العدد الكبير من المرضى الأمر الذي يشكل حالة من التكدس إضافة إلى مشاكل التنقل على نحو يستدعي الإصلاح خاصة بعد التدهور الكبير في القطاع الصحي. وأول تحد يواجه الإصلاح هو التوسع في الخدمات ونقلها إلى خارج مركز العاصمة. وإلى جانب ذلك تشرف وزارة الصحة الإقليمية على نظام التأمين الصحي بقسط قدره 25 جنيه سوداني (4 دولارات) شهرياً لجميع افراد العائلة الواحدة بينما يدفع العمال حوالي 60% من صندوق التأمين الصحي وتغطي الحكومة النسبة المتبقية. وتتولى صناديق الزكاة والأعمال الخيرية دفع اقساط مقدرة من تأمينات الأسر.
أكبر مستشفى في الخرطوم هو مستشفى الخرطوم التعليمي الواقع على شارع الطابية بوسط الخرطوم وتبلغ عدد الأسرة فيه 750 سرير (عام 2013) واصغرها هو المستشفى السويدي في حي الجريف غرب الواقع شرق المدينة بالقرب من مطار الخرطوم الدولي وعدد الأسرة فيه 30 سريراً. وهناك مستشفى الذرة بشارع القصر وبه حوالي 141 سرير ومستشفى ابن سينا بشارع اللواء محمد نجيب ويسع لحوالي 147 سرير.
أما عدد المستوصفات والمراكز الصحية الأخرى فيبلغ حوالي 91 مستوصف و7 وحدات صحية خاصة و11 مركز صحي. ويوجد في الخرطوم القومسيون الطبي وهو هيئة طبية إدارية تقوم بمهمة استخراج شهادات التطعيم الدولية وتحديد القياة الصحية للأفرا لأغراض التعيين في وظائف معينة ومواقع بيع الأطعمة وغيرها من المهام ذات الصلة.

### الفندقة والمطاعم
- الفنادق

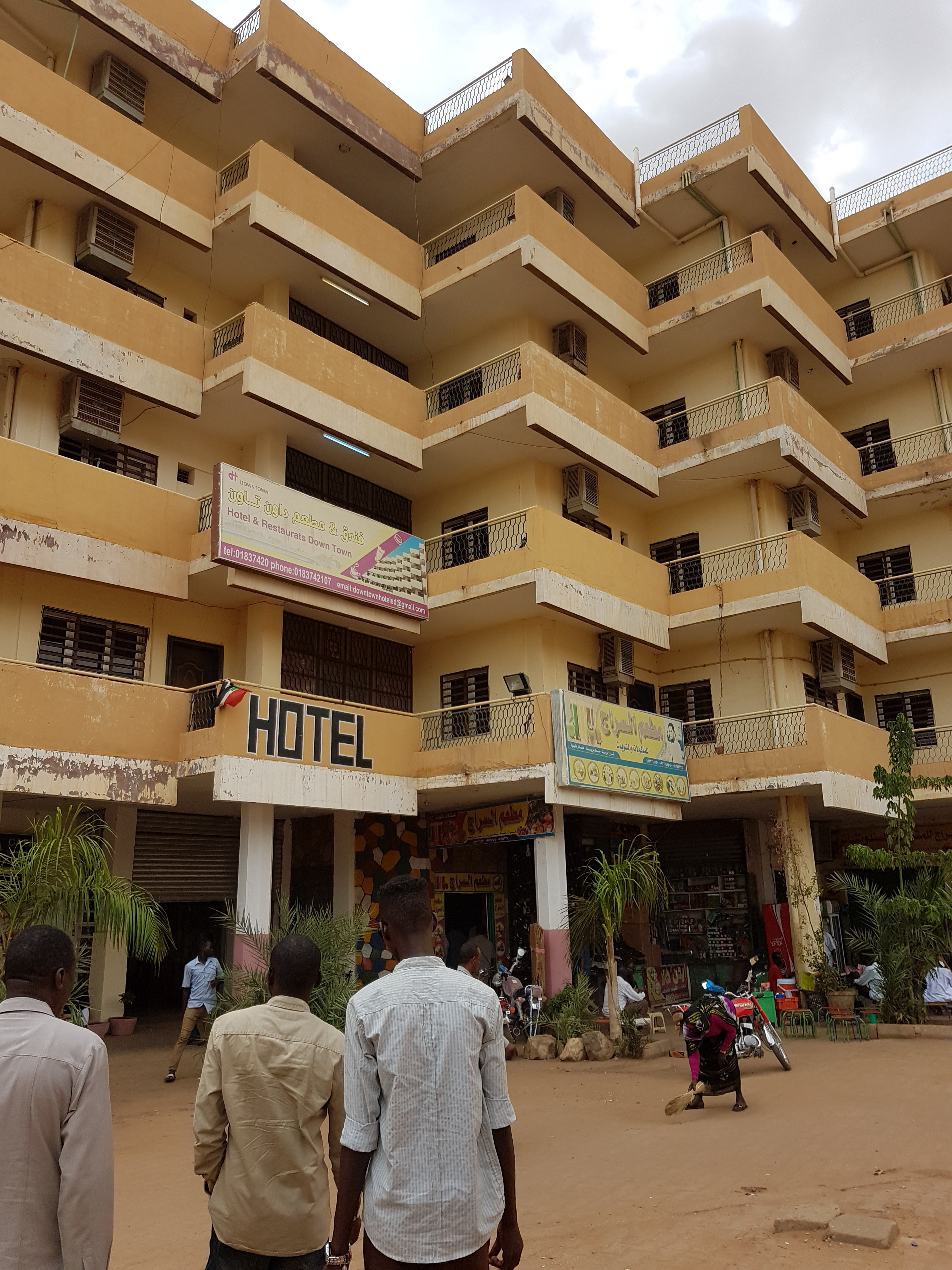
فندق بالخرطوم

تنتشر في مختلف أرجاء الخرطوم العديد من الفنادق على مختلف الدرجات ويتركز بعضها على ضفاف النيل بشارع النيل.
ومن تلك الفنادق فندق كورينثيا- برج الفاتح سابقاً وفندق كورال (الهيلتون سابقا) وفندق قصر الصداقة وفندق السلام روتانا وفندق جراند هوليداي وفندق مريديان (ريجينسى حاليا)وفندق شهرزاد وفنادق الأكروبول وصحارى وقباء وبلازا والبحرين وسنترال وكانون والحجاز ومشيريب والتاكا هاوس والفيصل سفاري بالاس والسواحلي والآراك وبحر الغزال وبيت الضيافة الألماني وفندق إفريقيا وفندق الرياض الجديد وغيرها.
- المطاعم

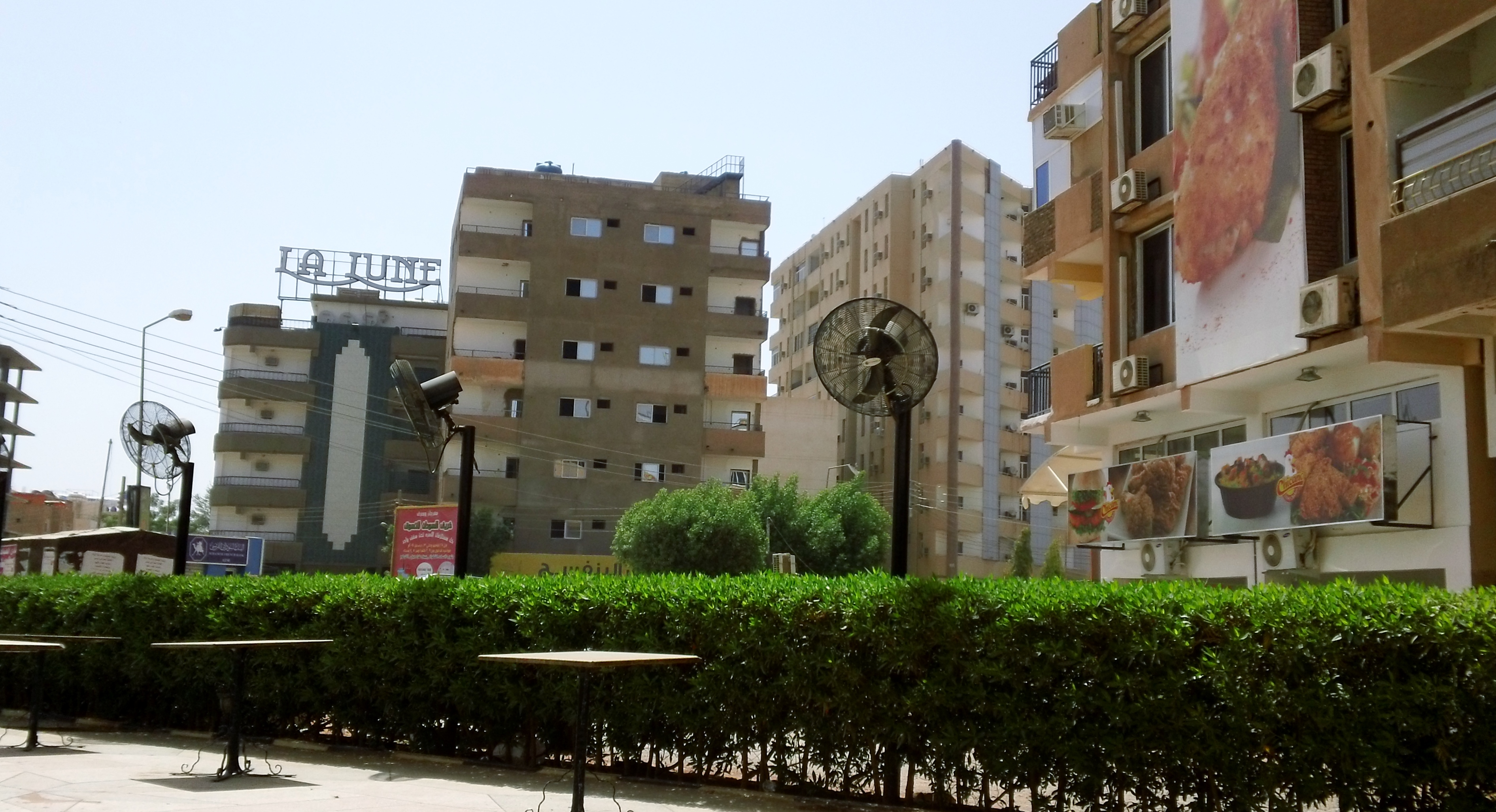
منطقة العمارات

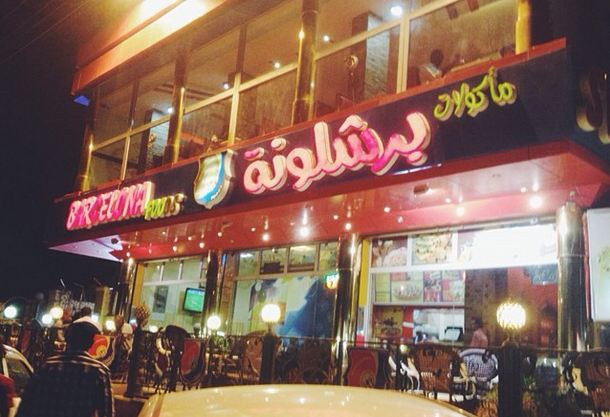
أحد مطاعم الخرطوم

توجد في الخرطوم عدة مطاعم تقدم مختلف الأطباق السودانية والأجنبية فهناك مطاعم تقدم أطباق لبنانية كما في مطعم البستان على شارع أفريقيا وأطباق باكستانية كما في مطعم سولت-إن-بيبر (ملح وفلفل) ومطعم الحبشة للطعام الإثيوبي في منطقة أركويت، والأطباق اليمنية في مطعم حضرموت في سوق الخرطوم 2، والصينية في مول (مجمع) عفراء والكورية في شارع إفريقيا والشاورما والكباب في شارع المطار، واللحوم في كانيفوري ويمكن تذوق الأطعمة السودانية التقليدية في المطعم الشعبي 15. معظم المطاعم تتركز في مناطق العمارات والخرطوم 2 والرياض. وبعض المطاعم مزود بشاشات عرض وموسيقى حية وإنترنت. ويزخر شارع أفريقيا وشارع النيل بالعديد من المطاعم والمقاهي.

### الأسواق والسوبرماركات
توجد بوسط الخرطوم سوقان رئيسيتان هما السوق العربي والسوق الأفرنجي. وكلاهما قريبان من بعضهما من حيث المسافة ولكنهما تختلفان من حيث السلع المعروضة. فالأولى سوق تقليدية تعرض فيها السلع والمنتوجات المحلية المختلفة من الحبوب والتوابل، إلى أدوات الزينة والذهب ومواد البناء والتشييد.والثانية تضم محلات تجارية تبيع السلع المستوردة من أقمشة وقطع اثاث وتحف وما شابه ذلك. وهناك أيضاً اسواقاً مركزية للخضر واللحوم، إلى جانب السوق الشعبي.
توجد في الخرطوم عدة سوبر ماركات محلية منتشرة في الأحياءالراقية، منها مول عفراء التجاري الذي تم تأسيسه في عام 4 م، بمنطقة أركويت وتتنوع الخدمات فيه من محلات تجارية ومطاعم وأماكن ترفيه إلى موقف للسيارات. وهناك مول مركز العمارات والواحة مول الذي يتكون من أربعة ابراج وبه منطقة خضراء ومحلات تجارية ومكاتب للشركات والافراد، ومركز واحة الخرطوم وهو واحد من المراكز التجارية الحديثة في الخرطوم.

### النقل والمواصلات

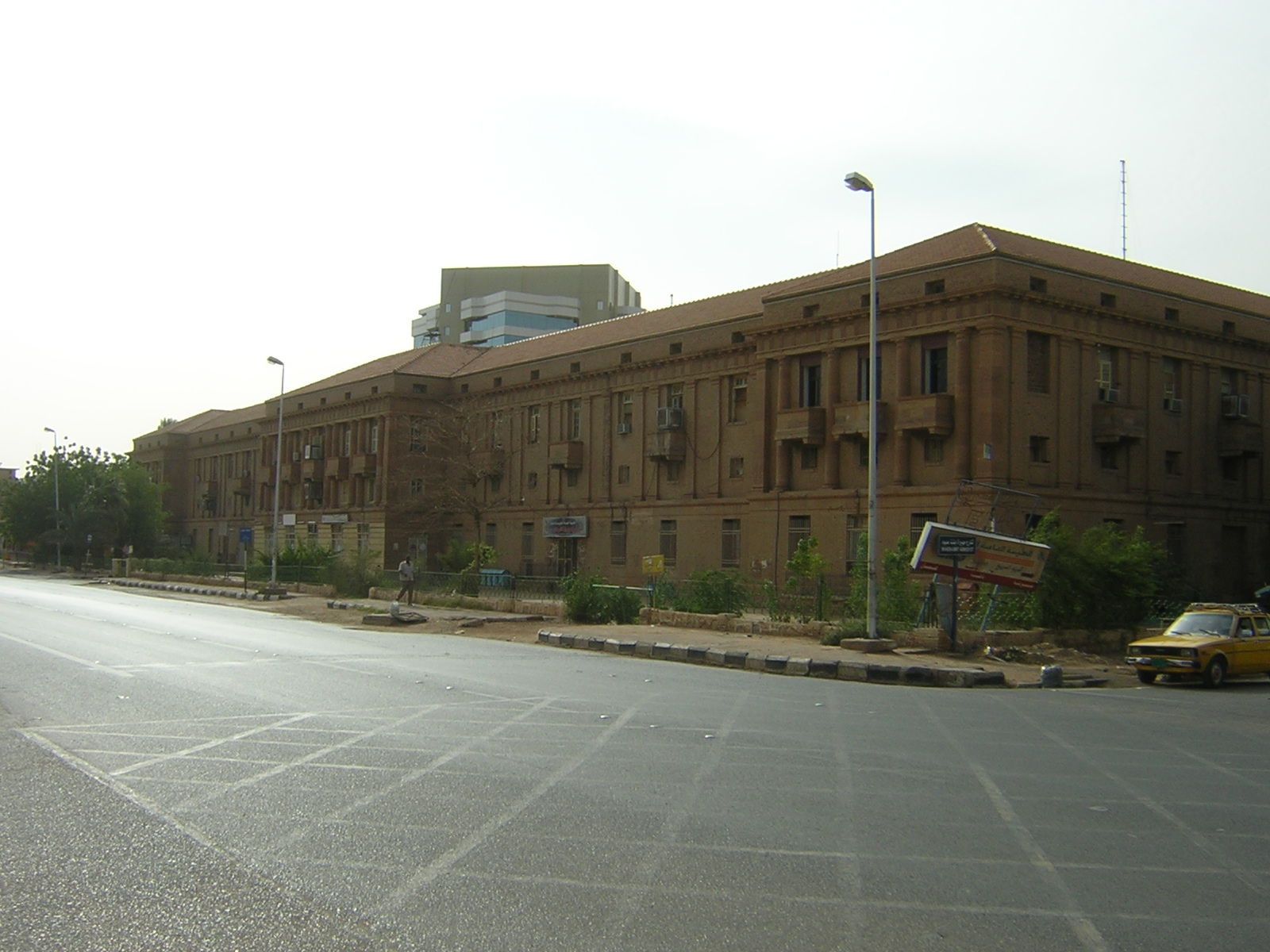
مكتب البريد الرئيسي

ساعد موقع الخرطوم في وسط البلاد تقريباً على تسهيل ربطها بكافة عواصم ومدن ولايات السودان المختلفة، براً عبر الطرق الممهدة والطرق الموسمية وجواً عبر الطيران الداخلي وبالبواخر النيلية عبر نهر النيل وبقطارات السكك الحديدية. أما داخل المدينة فتتنوع وسائل النقل من سيارة الأجرة الصفراء اللون وحافلات المدينة وغيرها من الحافلات الأخرى على مختلف الأحجام وتسمى بالباصات، كما تستخدم الدراجات النارية ثلاثية العجلات المعروفة بالتوك توك وتعرف في الخرطوم باسم الرقشة، فضلاً عن القطارات والعبارات النيلية.
- النقل الجوي

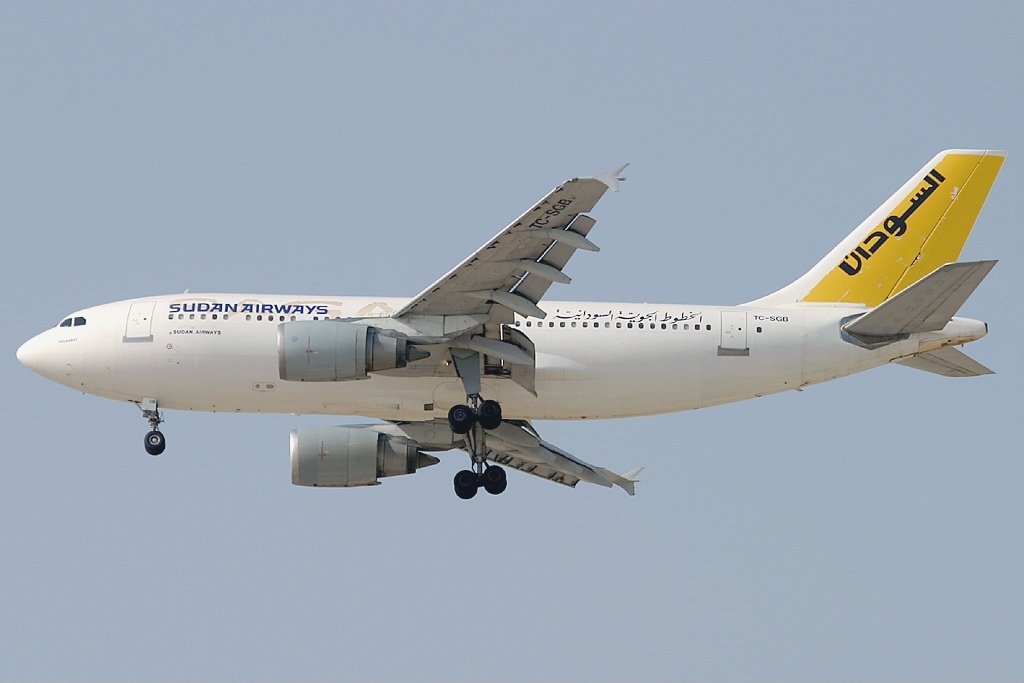
طائرة تابعة ، الناقل الوطني بالسودان

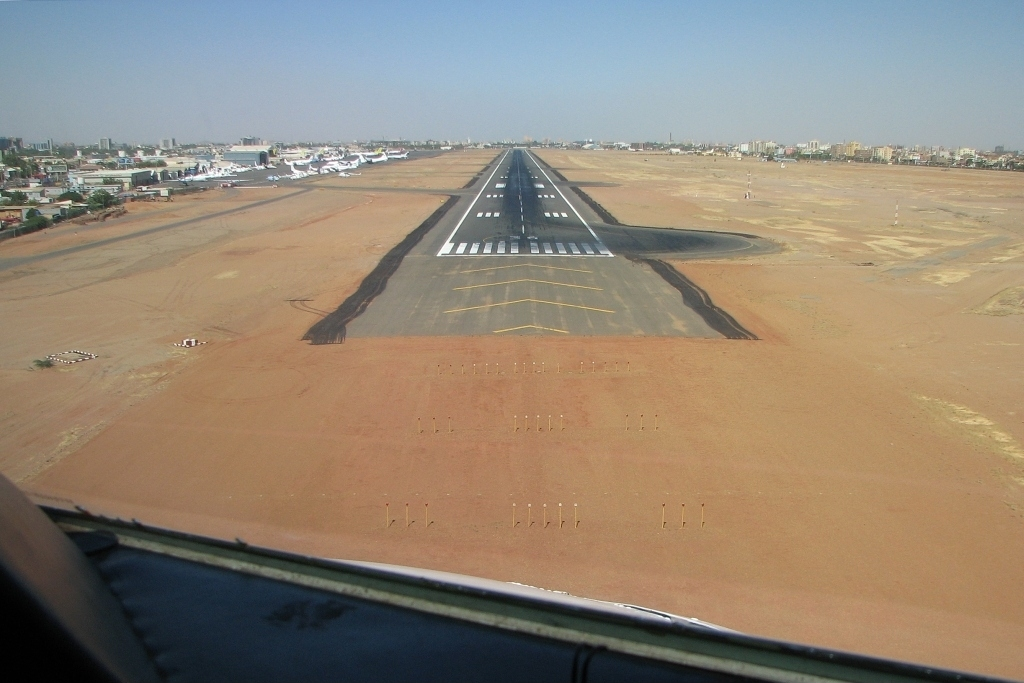
مطار الخرطوم الدولي الحالي، وجاري إنشاء مطار الخرطوم الدولي الجديد.

يوجد في الخرطوم مطار واحد وهو مطار الخرطوم الدولي لخدمة الركاب داخل السودان وخارجه، ويعتبر أكبر مطار في السودان. ويقع وسط مدينة الخرطوم، رمزه في منظمة النقل الجوي الدولي (أياتا) هو KRT وفي المنظمة الدولية للطيرن المدني (إيكاو) هو HSSS، ويبلغ طول مدرجه 2980 متر أي 9777 قدم ، وهو مرتبط بخطوط إلى معظم المطارات الدولية بالبلدان العربية ومن بينها خط جدة والقاهرة ودمشق وطرابلس ودبي، وعدد من المطارات بالدول الأوربية مثل مطارات أثينا ولندن وأمستردام واسطنبول والآسيوية مثل بكين والأفريقية كأسمرة وأديس أبابا ونيروبي وغيرها. ويرتبط المطار بخطوط داخلية تتجه نحو المطارات المنتشرة في ولايات السودان المختلفة مثل مطارات بورتسودان ونيالا والقضارف ودنقلا وكوستي.
يجري العمل حالياً على إنشاء مطار دولي جديد، بعيداً عن مركز العاصمة وذلك لعدة أسباب أهمها وقوع المطار القديم في وسط المدينة مما يشكل خطورة على السكان وعائق أمام بناء المباني الشاهقة والمرتفعة في الخرطوم، فضلاً عن زيادة الطلب على الرحلات الدولية للخرطوم، مما يستدعي بناء مطار جديد يستوفي المعايير الدولية من حيث مدرجات الإقلاع والهبوط وصالات المسافرين وغيرها من المرافق الأخرى.
- النقل النهري

يوجد في الخرطوم ميناء نهري للنقل والسفر إلى المدن الواقعة على ضفاف النيل الأبيض جنوب الخرطوم حتى مدينة كوستي، كما يقدم خدمات سياحية تتمثل في الرحلات النيلية وخدمات القوارب الشراعية والزوارق في النيل. ويقع المقر الرئيسي للميناء في الخرطوم بحري. وهناك عبّارة (ويطلق عليها في السودان مَعدّية) نهرية تقوم برحلات منتظمة لنقل الركاب والبضائع بين الخرطوم وجزيرة توتي الواقعة في مجري نهر النيل.
- الطرق السريعة والجسور والأنفاق

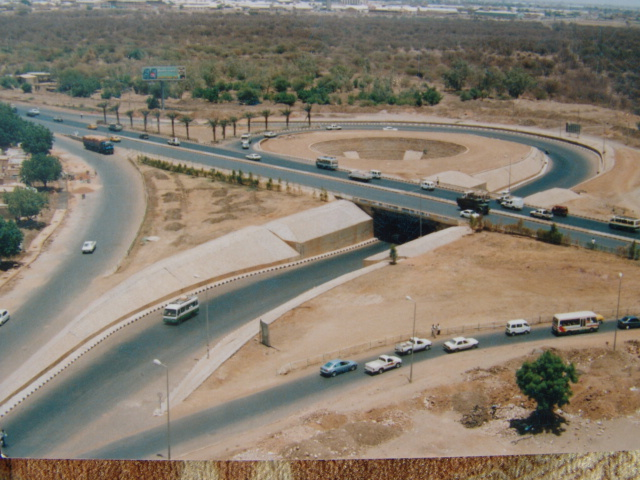
نفق الخرطوم

ترتبط الخرطوم بمدن السودان المختلفة بشبكة من الطرق السريعة ومنها شارع الخرطوم - ود مدني والخرطوم - القضارف والخرطوم- بورتسودان والخرطوم -دنقلا وغيرها.
أما في الداخل فهناك بعض الشوارع الرئيسية المشهورة من حيث طولها أو المنطقة التي تشقها ومنها شارع أفريقيا وشارع النيل أم درمان، وشارع القصر وهو أحد أطول شوارع الخرطوم وشارع عبيد ختم وشارع الجمهورية وشارع علي عبد اللطيف وشارع المك نمر. ويتم حالياً تنفيذ مشاريع لتوسعة شبكة الطرق الداخلية وتطويرها لتسهيل انسياب الحركة في المدينة مثل شارع النيل الخرطوم السريع والطريق الدائري.

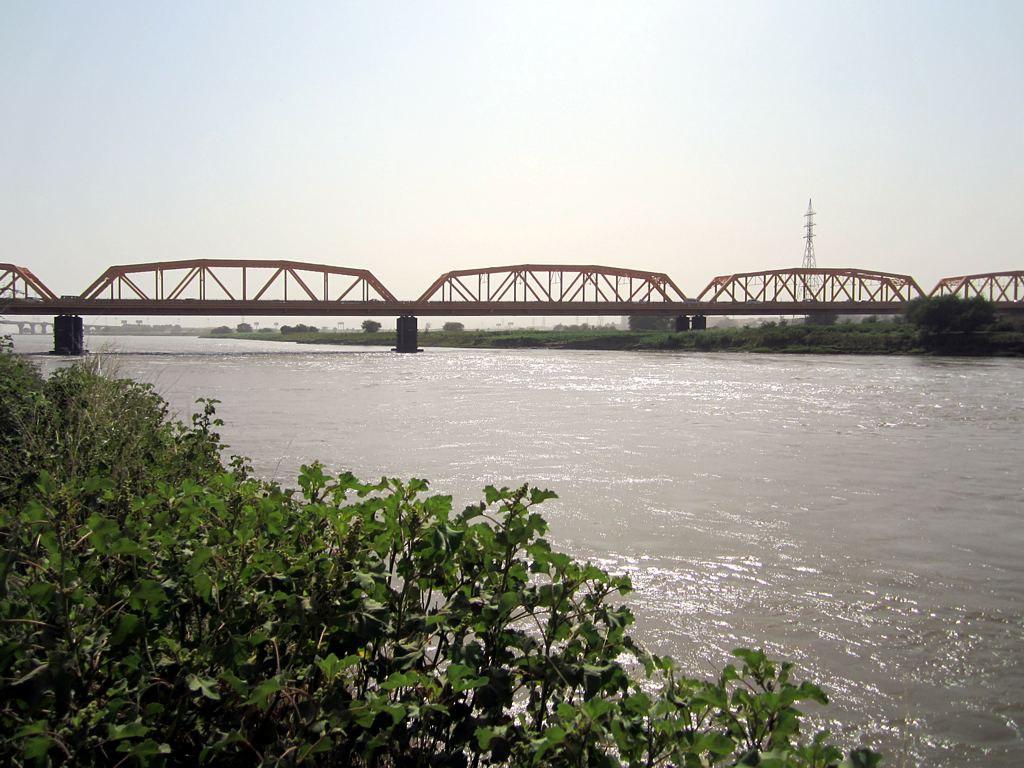
جسر يعبر النيل الأبيض ليربط الخرطوم بأمدرمان.

الخرطوم هي إحدى مدن العاصمة المثلثة ولذلك فهي ترتبط بأم درمان والخرطوم بحري بعدة جسور مقامة على النيلين:الأزرق والأبيض وهي:
- كوبري النيل الأبيض القديم حيث يربط الخرطوم مع أم درمان.
- كوبري الإنقاذ حيث يربط الخرطوم مع أم درمان.
- كوبري النيل الأزرق القديم حيث يربط الخرطوم مع الخرطوم بحري.
- كوبري بُري (القوات المسلحة)حيث يربط الخرطوم مع الخرطوم بحري.
- كوبري توتي حيث يربط الخرطوم مع جزيرة توتي التي توجد في النيل الأزرق.
- كوبري المك نمر حيث يربط الخرطوم مع خرطوم بحري.
- كوبري المنشية حيث يربط الخرطوم مع شرق النيل.
- كوبري الدباسين حيث يربط بين الخرطوم وأمدرمان ويوجد علي النيل الأبيض (تحت الإنشاء).
- السكك الحديدية

الخرطوم إحدى النقاط الرئيسية لسكك حديد السودان

تعتبر الخرطوم إحدى مراكز خطوط السكك الحديدية في السودان، حيث تتجه نحوها كافة الخطوط الممتدة من الولايات المختلفة شرقاً (من جهة كسلا - القضارف - ود مدني) وغرباً (من نيالا - الأبيض عبر تقاطع سنار في الوسط) وشمالاً (من وادي حلفا مروراً بأبو حمد وعطبرة) ومن كريمة في الشمال الغربي إلى الخرطوم، فضلاً عن ذلك تعمل قطارات السكك الحديدية على نقل الركاب داخل مدينة الخرطوم من مناطق الكلاكلة في أقصى جنوب المدينة إلى وسط الخرطوم. وتوجد محطة للقطارات في الخرطوم بحري. وكانت المدينة تعرف نظام الترامواي في ثلاثينيات القرن الماضي قبل أن تتم إزالة خطوطها بعد فترة الاستقلال في وجه التمدد العمراني وكثافة حركة المرور بوسط المدينة.

## العمارة والتخطيط العمراني

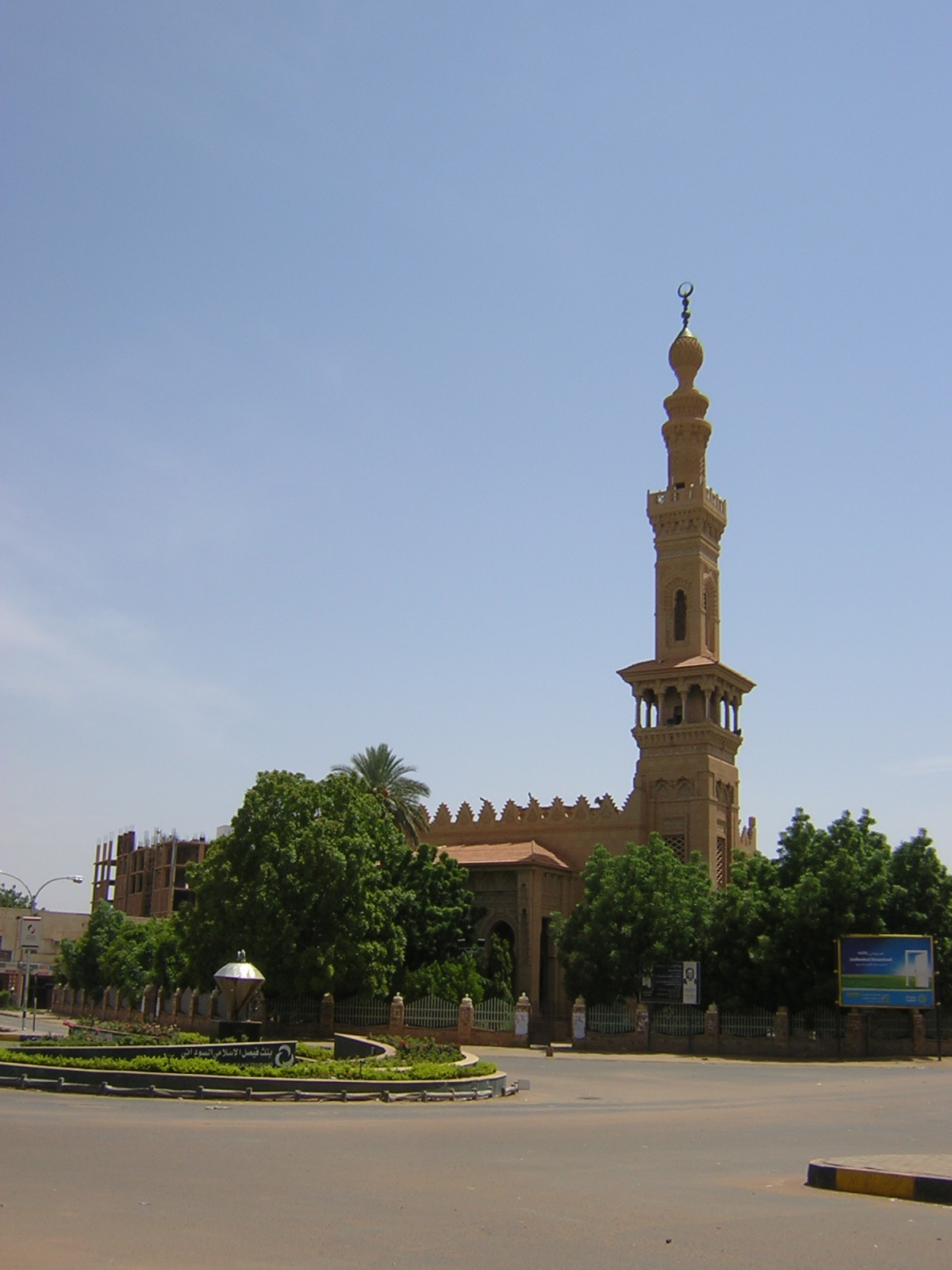
جامع فاروق نموذج للعمارة المملوكية

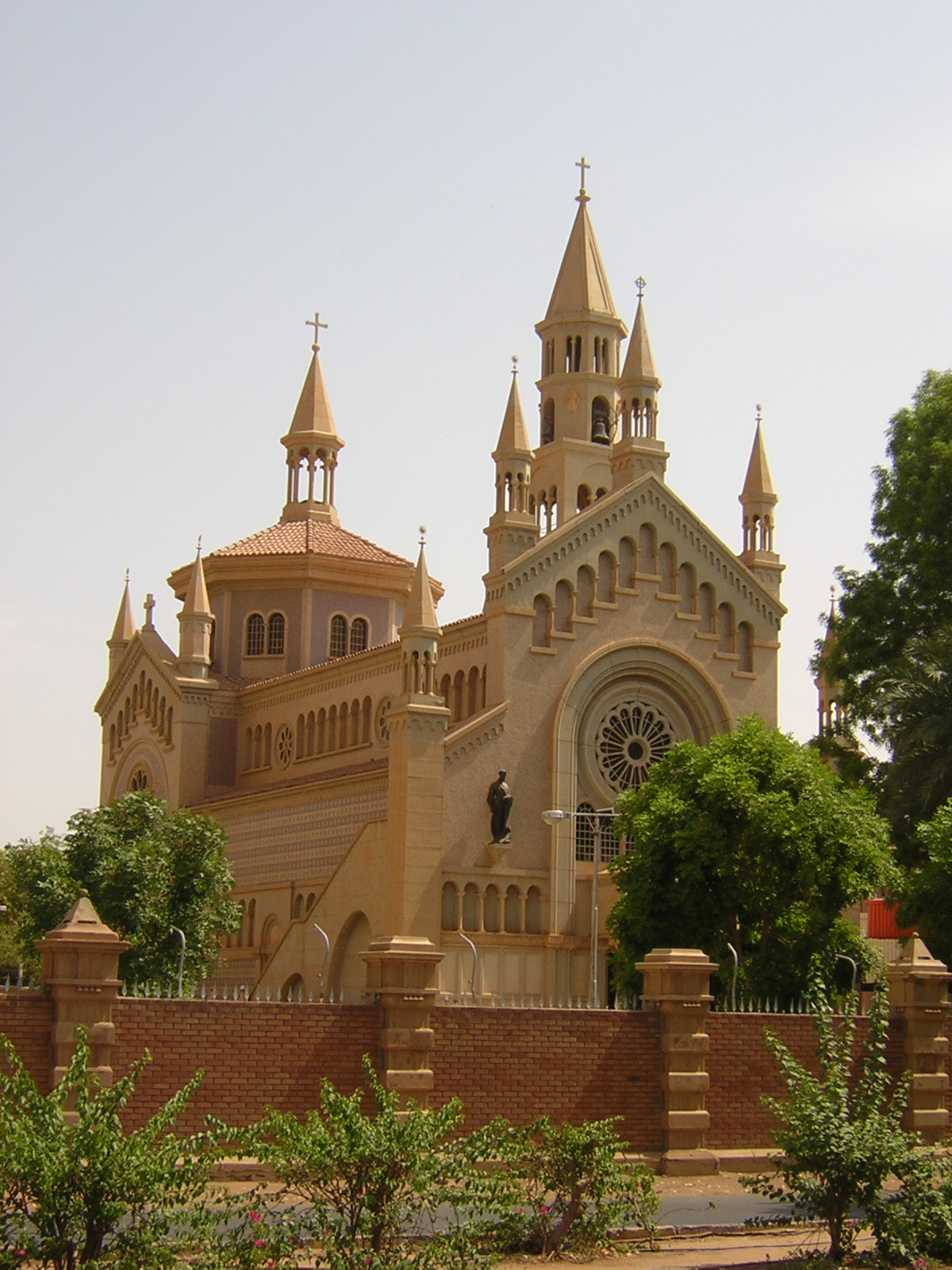
كاتدرائية القديس متى، معمار فكتوري

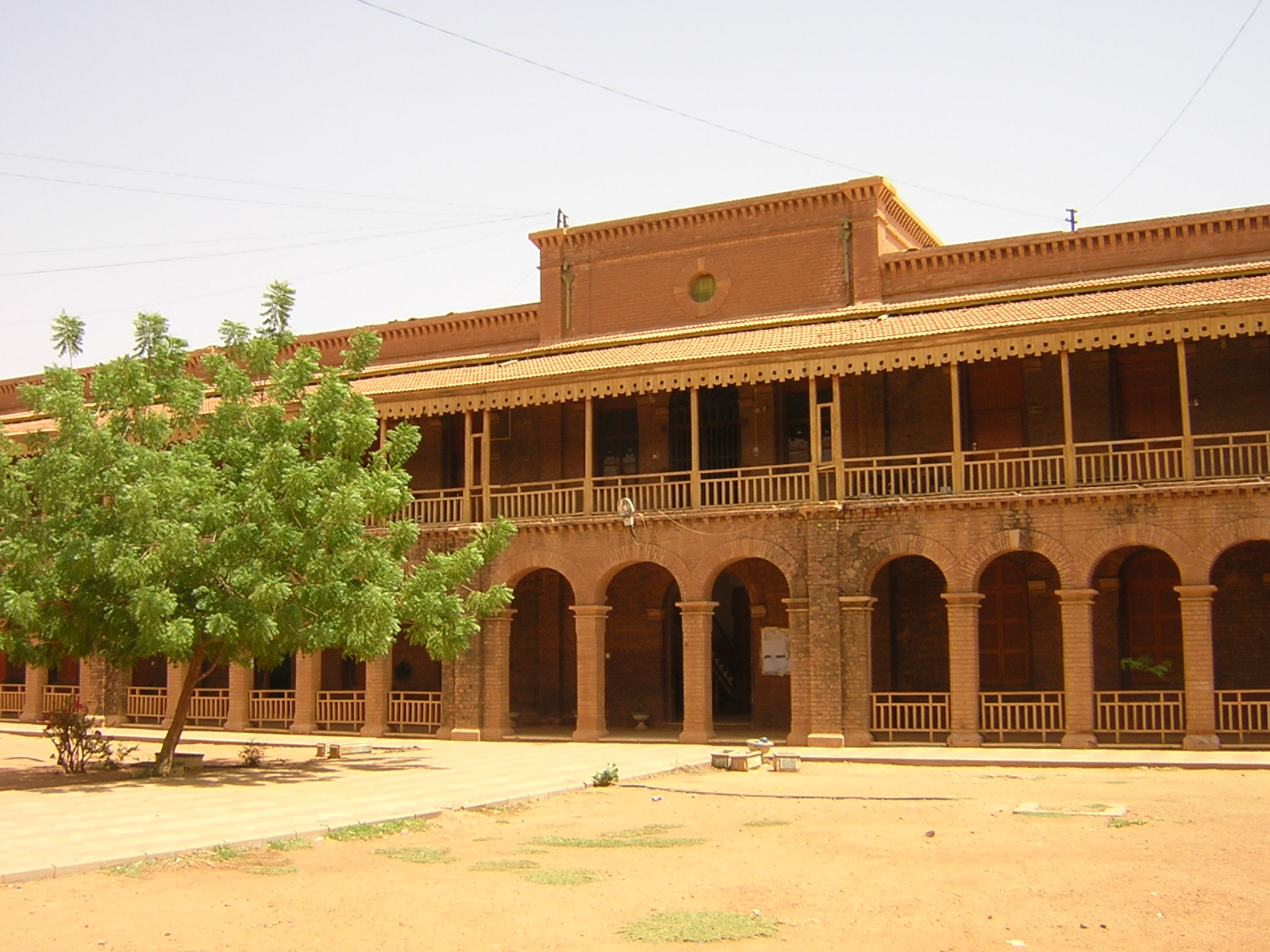
نموذج عن العمارة الاستعمارية في شارع الجامعة

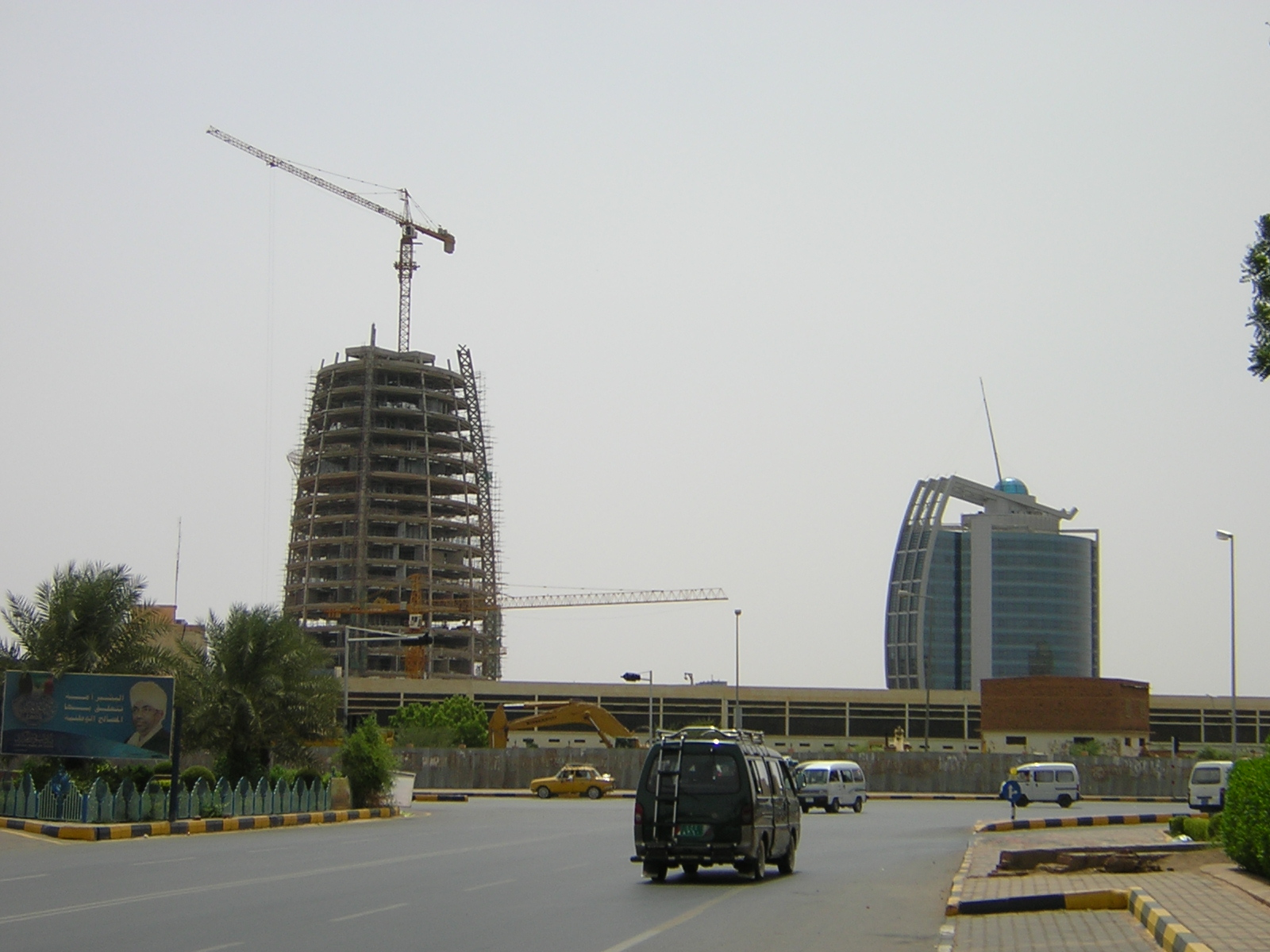
العمارة الحديثة تنمو بشكل مضطرد في الخرطوم

توالت عمليات تخطيط الخرطوم منذ تشكيل أول لجنة للتخطيط العمراني في عام 1927 م، وكان أبرزها تخطيط عام 1946 و1950 والذي شمل توسيع الطرق والشوارع وإنشاء الحدائق العامة والميادين ويناء أمتدادات جديدة في الأحياء لاستيعاب موجات الهجرة السكانية نحو العاصمة. ونتيجة للنمو الديمغرافي والرغبة في تجميل العاصمة شهدت الخرطوم عملية تخطيط في عام 1958، خاصة في المنطقة القريبة من مقرن النيلين وبرز نمط معماري جديد مغاير للنمط الاستعماري، كما تكررت العملية التخطيطية في عام 1977 و1990 م في المنطقة نفسها.
لا يوجد نمط معماري معين أو لون طلاء محدد تتميز به الخرطوم إذ توجد مختلف الأشكال والأنماط والألوان في المدينة، إلا أن من الممكن التمييز بين خطوط معمارية واضحة في طراز الأبنية من حيث تاريخ بنائها، ففي المنطقة الشمالية المطلة على النيل الأزرق يظهر النمط الكولونيالي الذي يعود إلى القرن التاسع عشر والعصر الفيكتوري وما قبله وفن العمارة المملوكية الإسلامية ويتمثل في مباني الوزارات والدواوين الحكومية القديمة التي بناها الأتراك ومن بينها سراي الحكمدار (القصر الجمهوري القديم) في المنطقة المحاذية للنيل الأزرق، ويلاحظ أن هذه المنطقة قد تم تخطيط شوارعها في عهد كتشنر على شكل العلم البريطاني (الصلبان المتقاطعة رأسياً وأفقياً وعرضياً) مستنداً في تخطيطه بشكل عام على مخطط وشنطن الأمريكي مع ادخال بعض العناصر العسكرية كبناء ثكنات الجنود (داخليات جامعة الخرطوم حالياً). (في عام 1908 م، تم تنفيذ مخطط ملكين وهو بمثابة تعديل لتخطيط كتشنر متأثر بتخطيط جاردن سيتي في القاهرة).
ويسود المنطقة التي تليها جنوباً معمار خمسينيات وستينيات القرن الماضي ومن أبرز أمثلته أمتداد فندق السودان، وكلما أبتعدنا جنوباً من النيل أو إتجهنا نحو أطرافه الشمالية في منطقة المقرن نجد نماذج لأنماط العمارة المعاصرة مثل قصر المؤتمرات (المسمى بقاعة الصداقة) والذي بناه الصينيون في سبعينيات القرن الماضي وهو شبيه بمباني ميدان السلام الأبدي في بكين، والعمارة الحديثة ممثلة فندق كورينثيا، برج الفاتح سابقاً المبني على شكل بيضة نعام ضخمة ومبنى بنك السودان المركزي الجديد ذو الواجهة الزجاجية.
تشمل العمارة الحديثة مباني الأبراج العالية مثل برج الاتصالات سوداتيل الذي يتكون من 29 طابقاً وبرج شركة بترودار وإدارة الخطوط الجوية السودانية وأبراج القوات المسلحة المصمم أحدها في شكل بارجة والآخر على شكل طائرة وهي من المباني التي تأحذ أشكالاً هندسية وفقاً لدور المؤسسة التي أنشأتها كمقر لها. وتتركز مباني الأبراج في وسط الخرطوم ومنطقتي المقرن وبري.
- الميادين والحدائق العامة

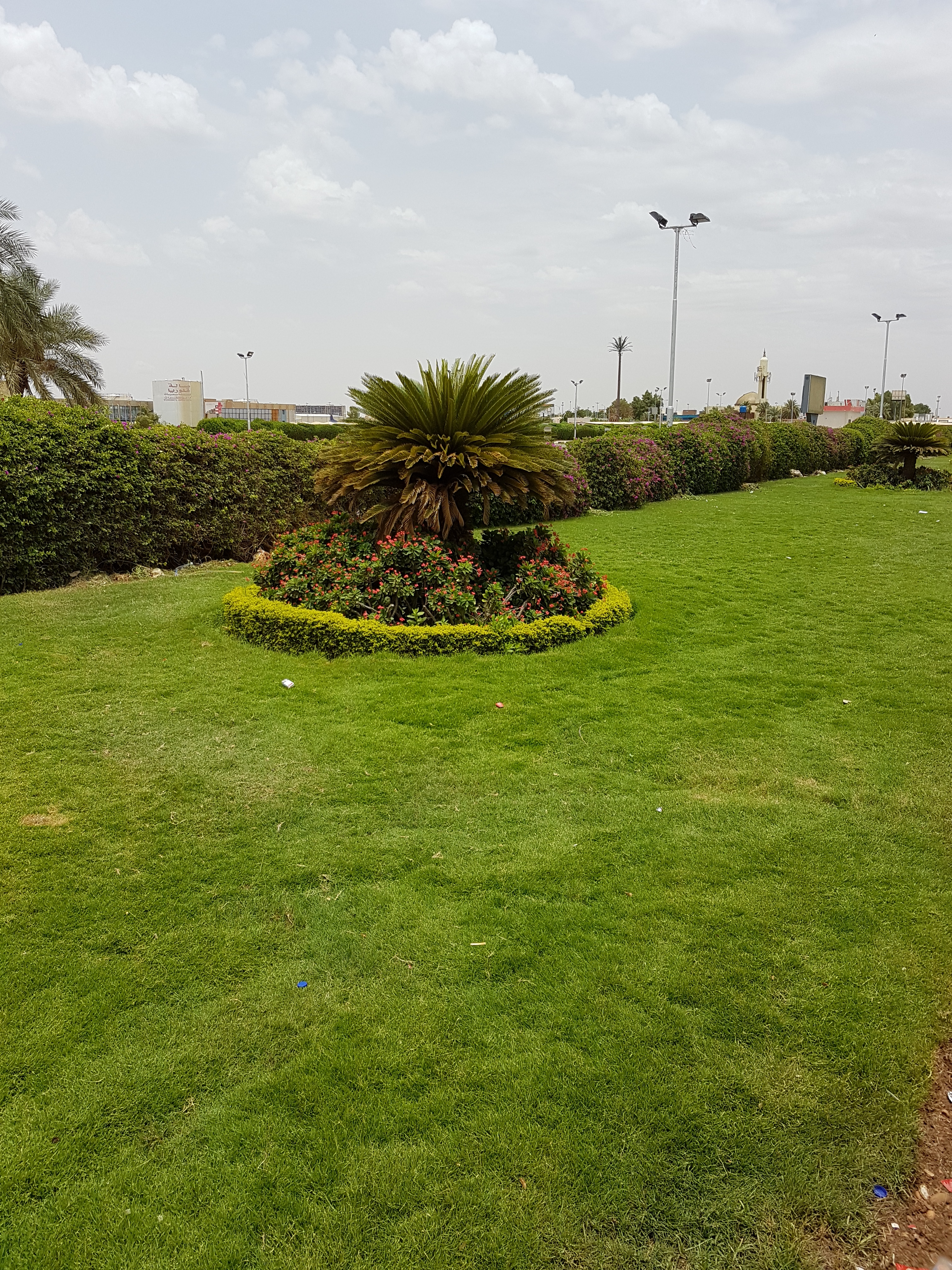
جانب من حديقة عامة الخرطوم

أهتم مؤسسوا مدينة الخرطوم بالخضرة في المدينة، فقاموا بتشجير شوارعها بأشجار ظليلة كأشجار اللبخ والنيم التي اقيمت على طول الضفة الشرقية للنيل الأزرق والتي تم جلبها من بلدان كالهند، كما شجعوا الأهالي على زراعة الأشجار وإقامة الحدائق في منازلهم وكانت تجرى وحتى سنوات قريبة مسابقات حول أجمل الحدائق المنزلية في منطقة الخرطوم عموم. وفي ستينيات القرن الماضي اقيمت حدائق في الأحياء البعيدة عن مركز المدينة مثل حديقة القرشي وفي سبعينيات القرن ذاته تم تخصيص مساحات واسعة مكسوة بالحشائش والشجيرات في المنطقة القريبة من المقرن. وفي السنوات الأخيرة تم نشر اشجار النخيل في عدد من شوارع المدينة وساحاتها الخضراء. وزاد الاهتمام بالحدائق العامة والبيئة الخضراء وذلك في ضوء تزايد نسبة انبعاث الكربون من السيارات والمصانع ومن هذه الحدائق الساحة الخضراء وهي عبارة عن فضاء متعدد الأغراض حيث توجد فيه ملاعب ومرافق رياضية متاحة للجمهور مضامير لرياضة المشي والعدو ومسرح ثقافي على الهواء الطلق وملاعب أطفال وأماكن ترويح وتحيط بها بضعة محلات تجارية صغيرة لبيع التحف وغيرها ومطاعم ومكتبة عامة.
ومن أبرز الحدائق العامة والمنتزهات الأخرى:
| - حدائق يونيو - حديقة مزن | - منتزه المقرن - حدائق السلام | - منتزه عبود - منتزه بري العائلي | - منتزه الرياض العائلي - حديقة مدينة الطفل | - بساتين ومنتزه الدوحة - نادي الأسرة - حديقة القرشي | - منتزه الرياض - حديقة أوزون | - حدائق محمود شريف - حدائق الحفاوة |

وإلى جانب المنتزهات والحدائق العامة توجد بضعة بساتين توفر بعضها أماكن للرحلات الخلوية بعد الاتفاق مع أصحابها، ومنها بساتين الجريف غرب وبساتين جزيرة توتي.
كما توجد في الخرطوم عدة ميادين وساحات عامة ومنها ميدان جمال عبد الناصر (المحطة الوسطى سابقاً) ميدان محطة السوق العربي وميدان أبو جنزير، وميدان الأمم المتحدة في وسط المدينة، وميدان المولد في الخرطوم جنوب.
ومع ذلك فأن الخرطوم في حاجة إلى مزيد من الساحات والميادين والمنتزهات والحدائق العامة الواسعة المساحة وإعادة تأهيل الأماكن الخضراء الحالية والعناية بها.
- المساجد دور العبادة

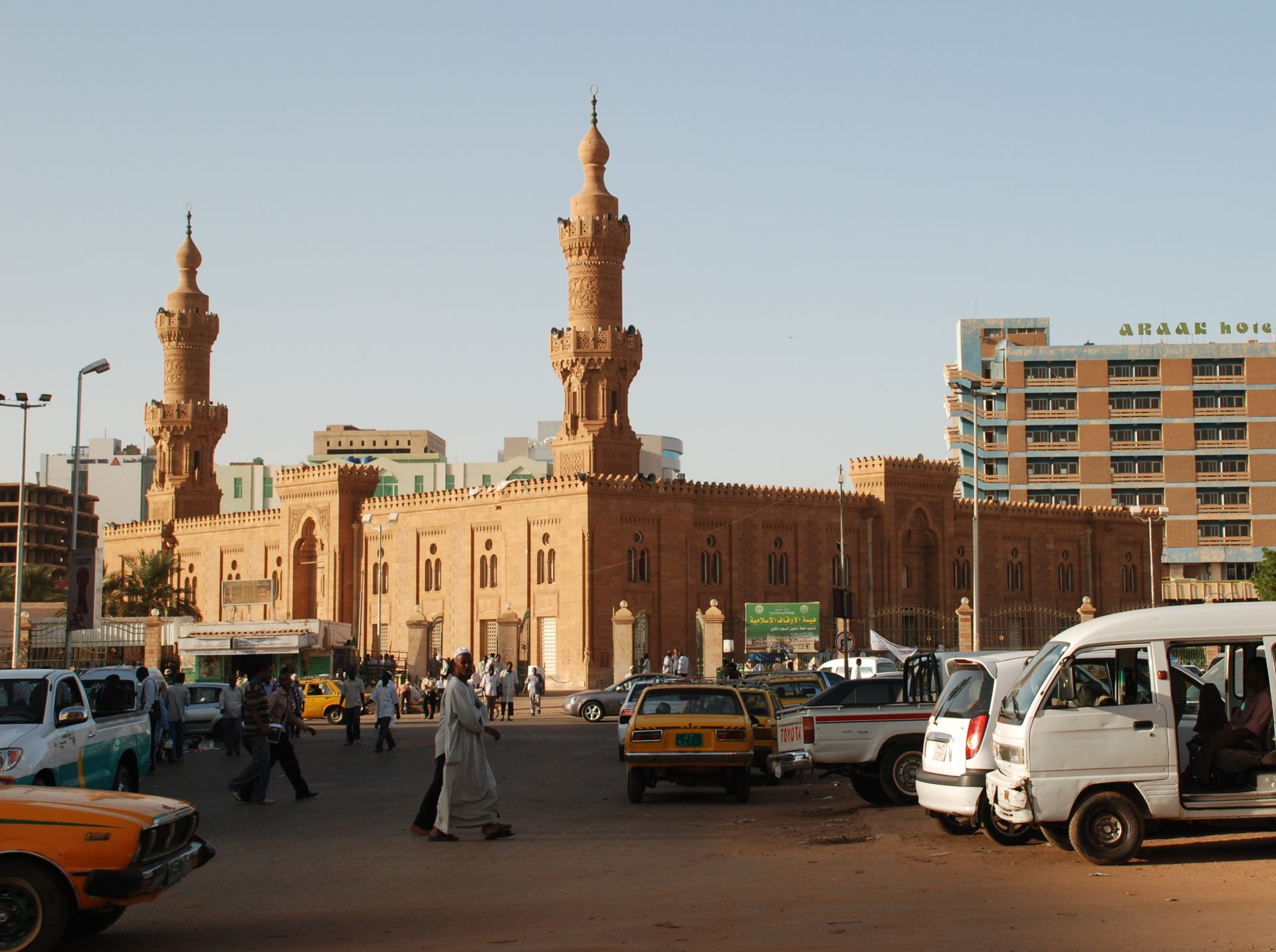
الجامع الكبير
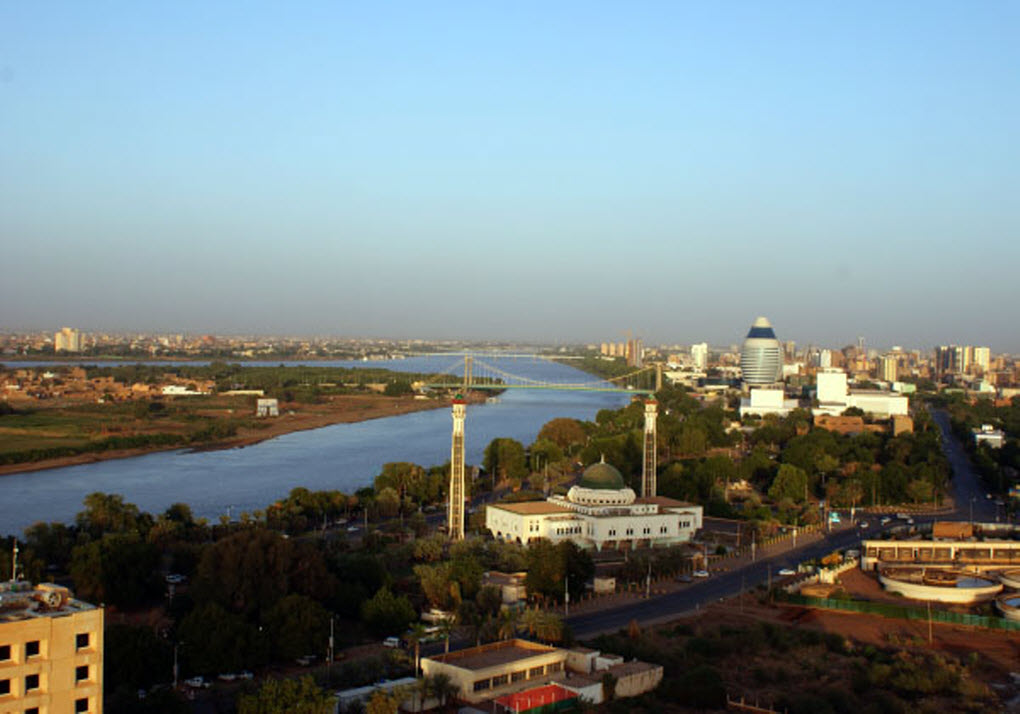
مسجد الشهيد
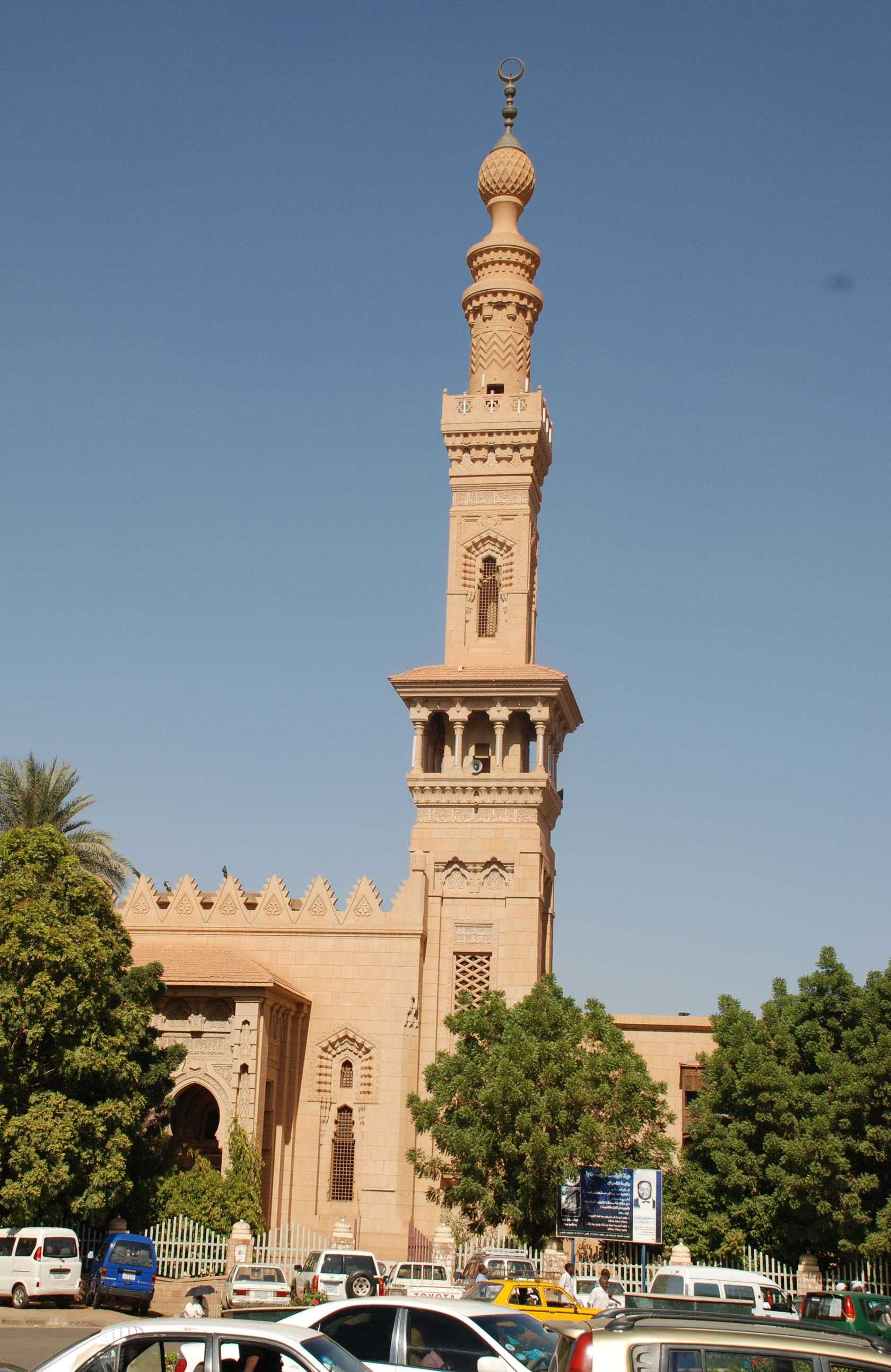
مسجد فاروق الخرطوم

يدين أغلب سكان الخرطوم بالإسلام، ولذلك توجد بالمدينة أعداداً كبيرة من المساجد. وقد تسارعت وتيرة إنشاء المساجد في الخرطوم بالأحياء وبالمؤسسات وشرعت الطرق الصوفية والجماعات الدينية بإنشاء مساجد خاصة بها. وانتشرت في الآونة الأخيرة ظاهرة المساجد التي تقام في المؤسسات ومن بينها مسجد القوات المسلحة في مقر قيادة القوات المسلحة السودانية جوار قاعة الشهيد الزبير ومسجد القصر في ساحة القصر الجمهوري وغيرها من المساجد المنشرة بأحجام مختلفة في مقرات المؤسسات الحكومية وشركات القطاع الخاص والمؤسسات التعليمية والصحية. ومن المساجد الكبيرة والبارزة في وسط الخرطوم مسجد جامعة الخرطوم ومسجد الشهيد والجامع العتيق (مسجد الخرطوم الكبير) أو مسجد عباس سابقاً، الذي افتتحه الخديوي عباس حلمي باشا في 4 ديسمبر / كانون الأول 1901 م، عند زيارته للسودان. وتتنوع انماط الهندسة المعمارية لهذه المساجد من الطراز المملوكي القديم كما في جامع فاروق إلى الطراز العُثماني كما في مسجد النور والهندسة المعمارية الحديثة في مسجد جامعة الخرطوم. وتوجد بمعظم المساجد مدارس قرآنية تدرس علوم الفقه والتوحيد وغيرها من الدروس الدينية وخلاويها لتعليم النشء كيف الصلاة وغيرها من العبادات وتحفيظ القرآن.

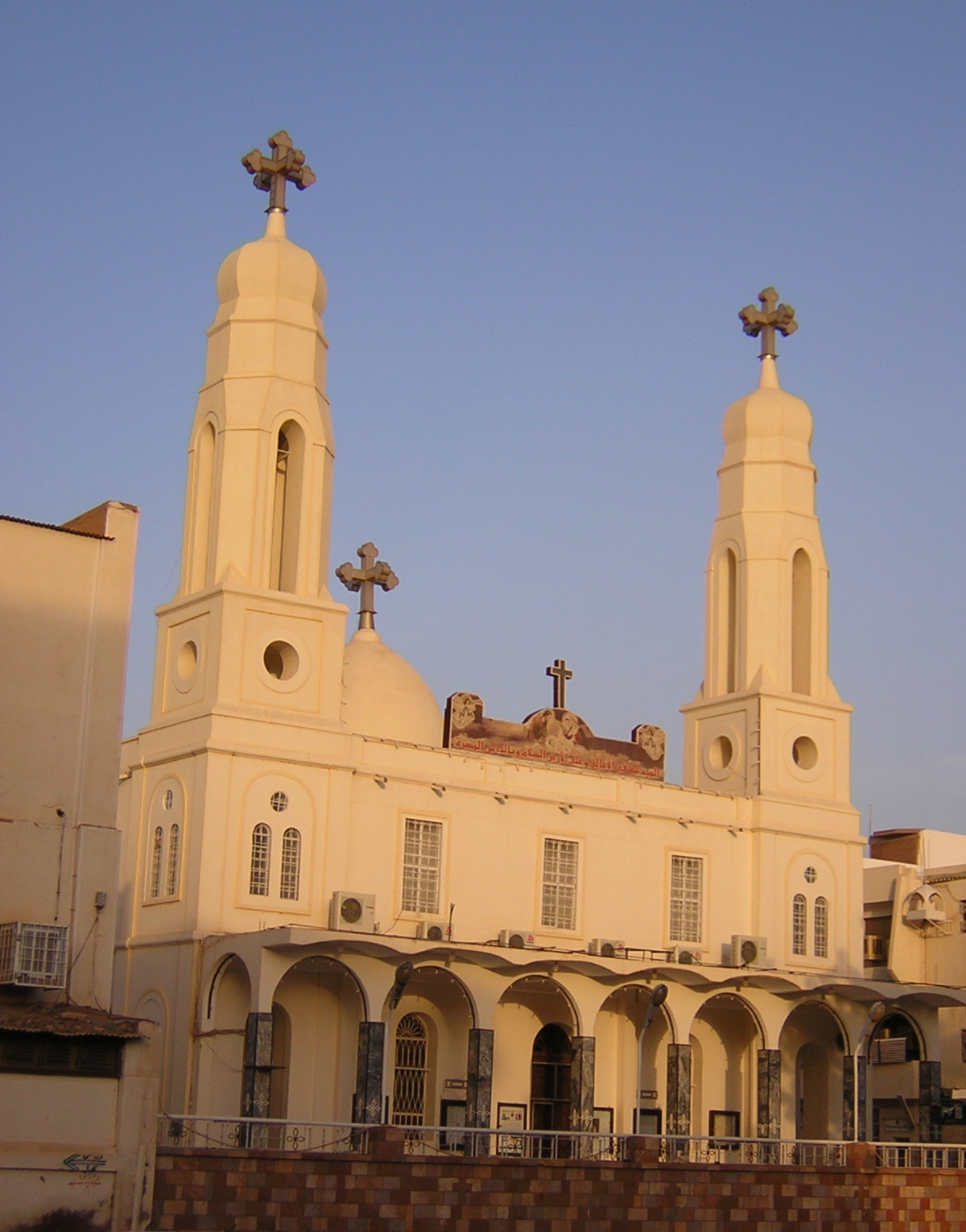
كاتدرائية مريم العذراء القبطية

وللمسيحية تاريخاَ طويلاَ في الخرطوم يعود إلى دولة علوة التي اعتنقت الديانة المسيحية في سنة 580 ميلادية وكانت عاصمتها سوبا (إحدى ضواحي الخرطوم حاليا) قبل أن تتعرض للتخريب على يد الفونج في سنة 1504 م،
ثم في العهد العثماني عندما أصبح أراكيل باشا الأرمني المسيحي حاكماً عاماً للسودان في سنة 1857 وخلال فترة الحكم الثنائي الذي كان على رأسه حكام بريطانيون.
(أنظر: ملحق حكام السودان).
وفي 3 ابريل / نيسان 1846 قرر بابا الفاتيكان غريغوري السادس عشر إنشاء مطرانية رسولية لوسط أفريقيا مع أبرشية في الخرطوم وتتبع لها اليوم أربع كنائس في الخرطوم بما فيها كاتدرائية القديس متى والقديس بطرس في منطقة الامتداد الجديد بالخرطوم.
وتتبع لهذه الكنائس مدارس ومنظمات من بينها مدرسة فيلا جيلدا للبنات التابعة للكنيسة الأرثوذكسية بشارع 21 أكتوبر، المتقاطع مع شارع الطيار جميل، ومدارس كمبوني على شارع القصر التي أسسها الأسقف دانيال كمبوني.
وكان في الخرطوم كنيس يهودي يقع في شارع القصر (شارع فكتوريا سابقا) مبنى على طراز معابد السفارديم ويعمل على خدمة اليهود قبل مغادرتهم السودان في أواخر ستينيات القرن الماضي، إلى جانب مقبرة يهودية قديمة بالخرطوم عند مدخل المنطقة الصناعية، جنوب كوبري الحرية.

### أسماء الشوارع والميادين العامة في الخرطوم

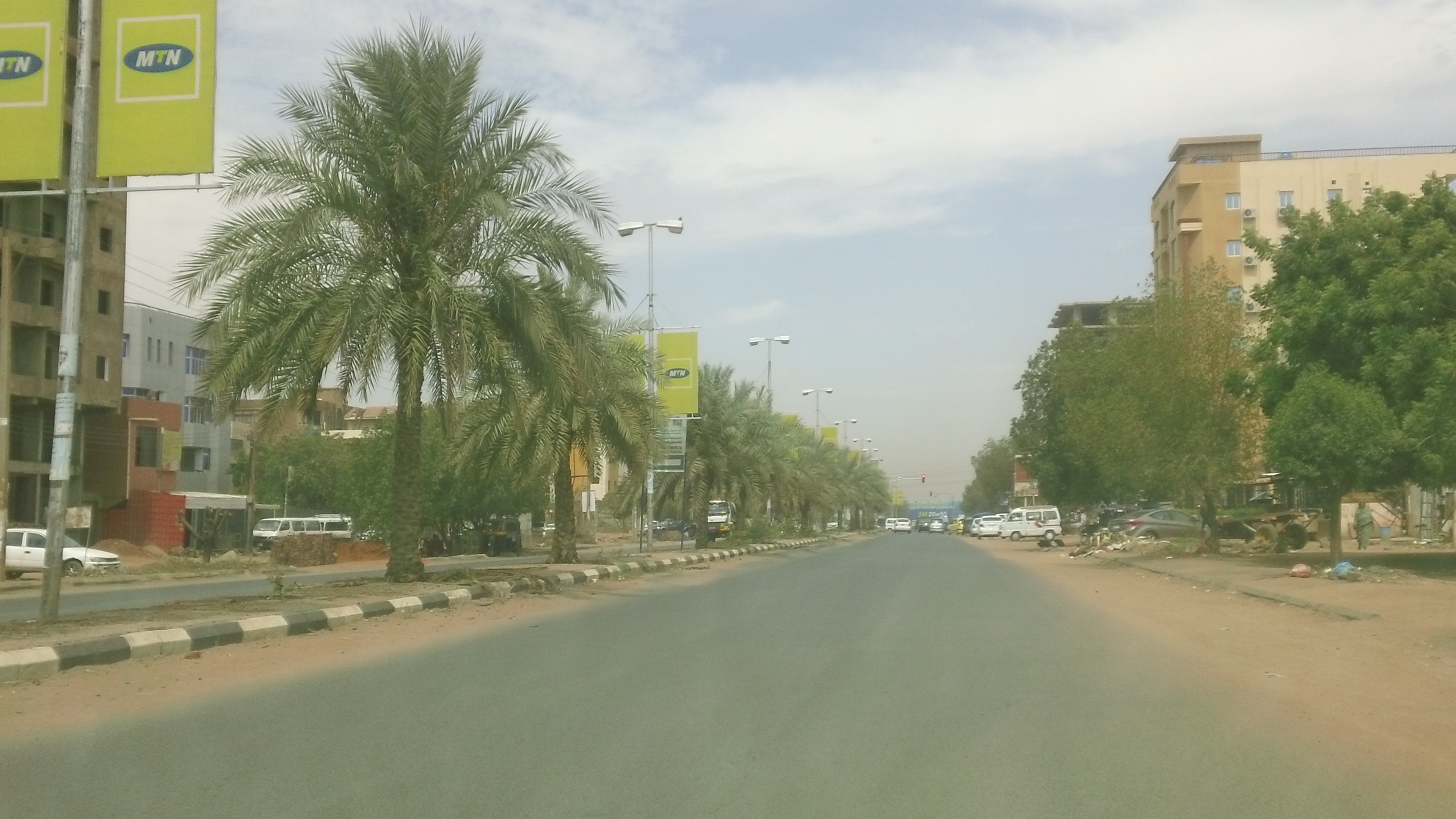
شارع الطيب صالح

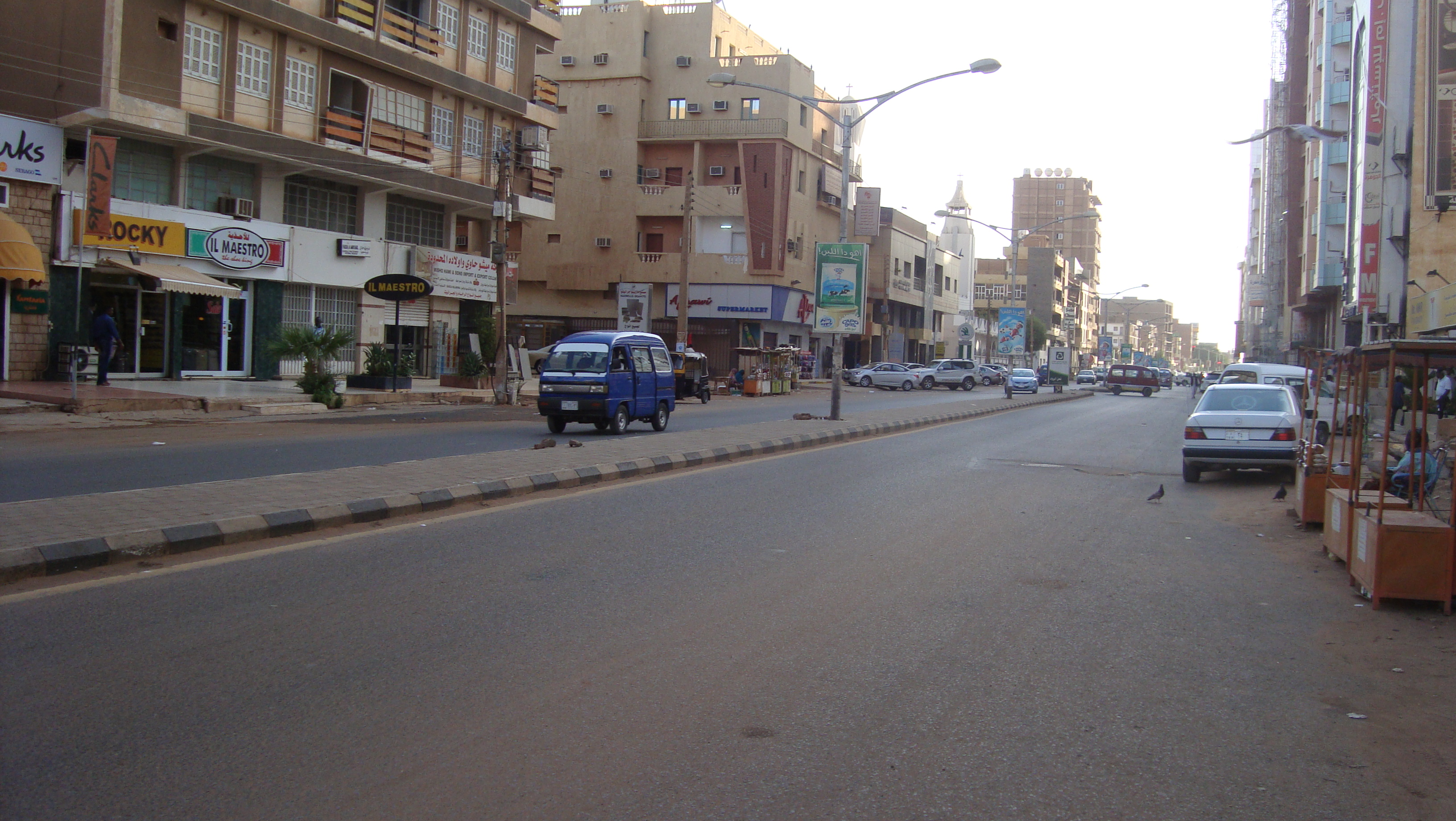
شارع العمارات

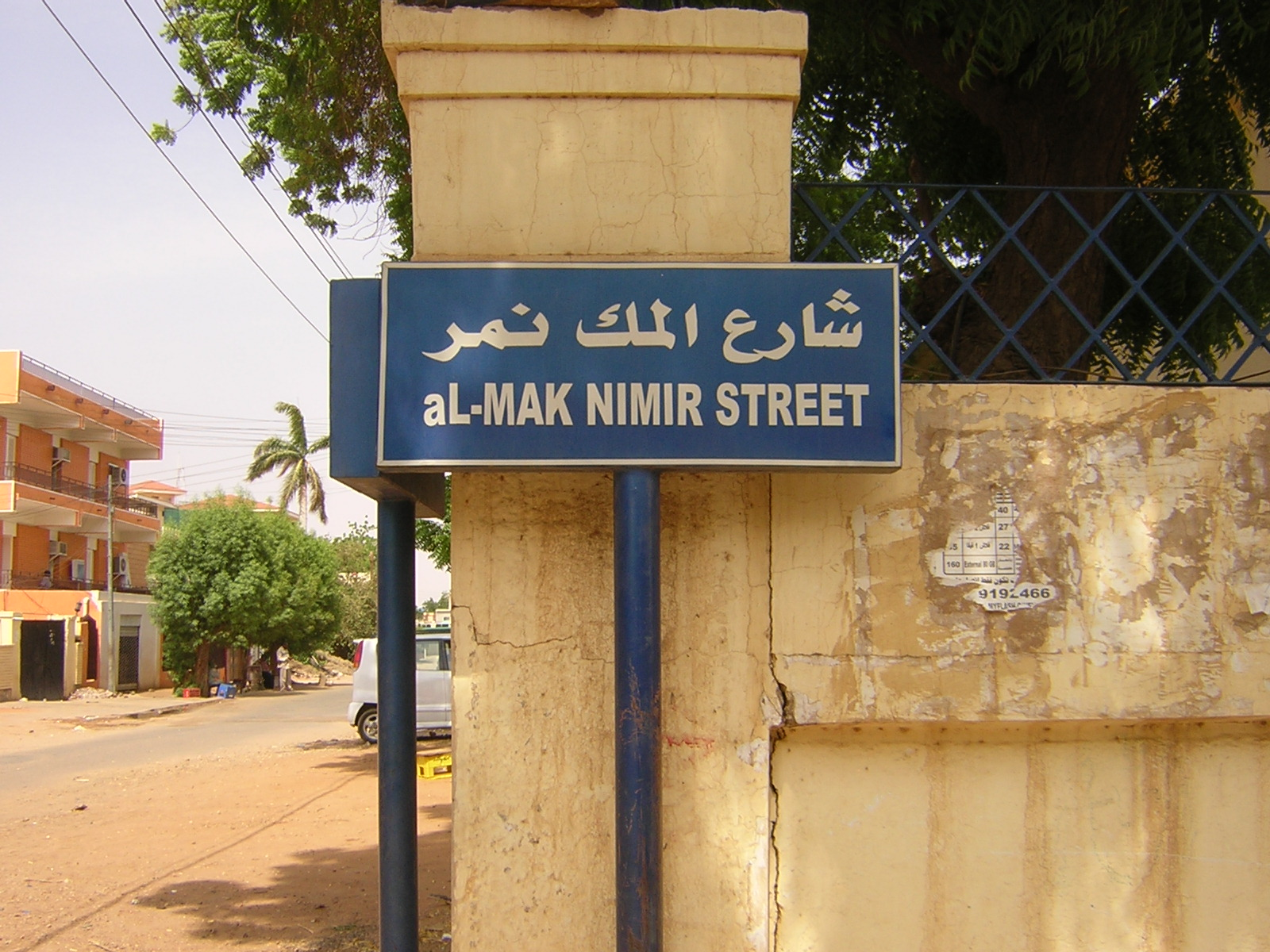
شارع المك نمر

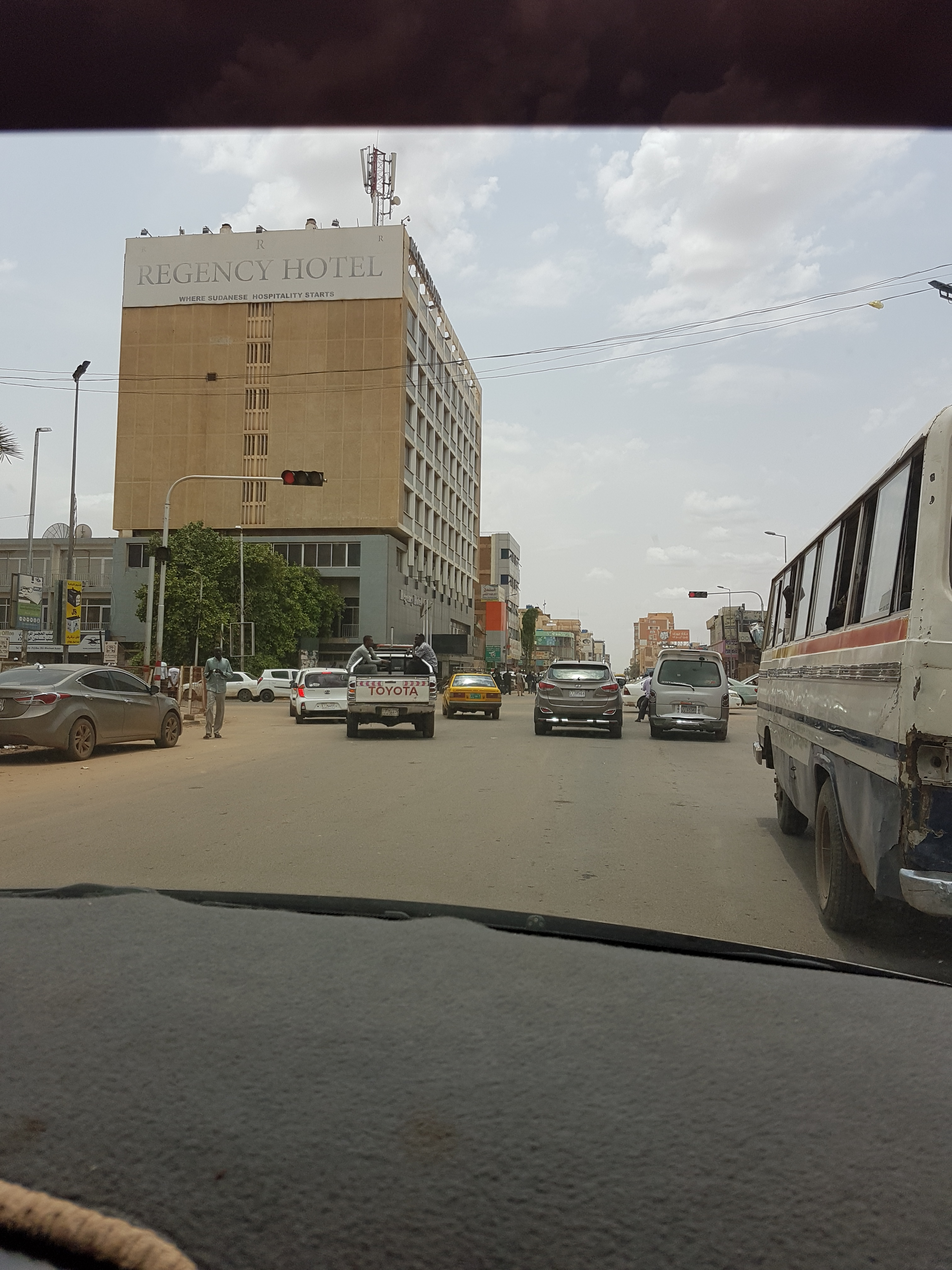
شارع القصر الخرطوم

تفتقر الخرطوم إلى خطة واضحة فيما يتعلق بأسماء الأحياء السكنية والشوارع والميادين العامة، فضلا عن أن معظمها لا توجد عليه لوحات تدل علي اسمه ولا على ارقام العقارات والمنازل المطلة عليه حسبما هو وارد في خططها التخطيطية العديدة، وتتنوع مصادر الأسماء الموجودة والمتعارف عليها فبعض الأحياء السكنية مثلاً يحمل أسماء أحياء أو مدن عربية ظهرت بعض موجات الهجرة إلى تلك البلدان خاصة دول الخليج ومن هذه الأحياء: الرياض والطائف (مدن سعودية) والدوحة (مدينة قطرية) والمنشية والجاردن سيتي (أحياء مدن مصرية) والأندلس (مغربية) ووالقادسية (عراقية).
ومن أسماء الشوارع: شارع غوردون (نسبة للجنرال غوردون باشا) حاكم السودان في أواخر فترة حكم التركية السابقة في السودان وتبدل اسمه بعد استقلال السودان في عام 1956 وفي إطار سياسة السودنة إلي شارع الجامعة (نسبة إلى جامعة الخرطوم المطلة عليه)، وشارع فكتوريا (نسبة للملكة فكتوريا ملكة بريطانيا) وأصبح شارع القصر، وهناك شارع ونجت باشا سمي باسم (ريجنالد ونجت حاكم عام السودان في الفترة 1899 - 1916، وأصبح اسمه لاحقاً شارع البرلمان أما شارع السردار (وهو قائد القوات البريطانية إبان فترة الاستعمار الحكم الثنائي) أصبح شارع الجمهورية وشارع الدفتردار (نسب إلى الدفتردار محمد، صهر محمد على باشا في سنة 1821 م) أصبح شارع المك نمر (نسبة للمك نمر حاكم شندي الذي قتل قائد الجيش العثماني المصري في سنة 1821 م) وشارع إسماعيل باشا (نسبة إلى إسماعيل باشا نجل محمد علي باشا وقائد الحملة على السودان قي سنة 1821م) وأصبح شــارع علي عبد اللطيف (أحد رموز المقاومة الوطنية ضد الاستعمار البريطاني في السودان) وشارع محمد نجيب (أول رئيس وزراء مصر ي بعد ثورة تموز / يوليو 1952 م) ولم يتغير اسم الشارع تخليداً لذكرى محمد نجيب ذو الأصول والسودانية (أمه مصرية وأبوه سوداني) كذلك لم يتغير اسم شارع كاترينا نسبة إلى مدام كاترينا اليونانية الأصل وصاحبة متجر في ستينيات القرن الماضي كان يقع شرق حديقة القرشي بالخرطوم والتي بدورها كانت تعرف باسم حديقة عبود في عام 1960 نسبة إلى الرئيس إبراهيم عبود وتحولت إلى حديقة القرشي نسبة إلى شهيد ثورة أكتوبر أحمد القرشي والتي أطاحت بحكومة الرئيس عبود. ومن شوارع الخرطوم الأخرى التي تحمل أسماء سودانية شارع السيد عبد الرحمن (نسبة إلى عبد الرحمن المهدي زعيم طائفة الأنصار ورمز منم رموز الاستقلال) وشارع السيد علي الميرغني (زعيم طائفة الختمية وأحد رموز الاستقلال)، وشارع عبيد ختم الذي سمي على الشهيد عبيد ختم، وهي تسمية جديدة وشارع البلابل (نسبة إلى فرقة البلابل| الغنائية المشهورة في السودان). وأطلق على الشارع الرئيس المؤدي إلى مطار الخرطوم الدولي اسم شارع إفريقيا.
أما الميادين العامة فمن أشهرها ميدان عباس (سمي على اسم الخديو عباس) وتحول اسمه لاحقاً إلى ميدان الأمم المتحدة ثم اقيمت في مساحته مكتبة القبة الخضراء وإخيراً مول الواحة، وهناك ميدان عبد المنعم محمد (أحد رجال الأعمال البارزين) تمت إعادة تسميته إلى ميدان نادي الأسرة.
ولعل من أبرز ساحات وميادين الخرطوم العامة ميدان أبو جنزير وسمي على اسم الشيخ أبو جنزير (وهو أحد شيوخ الصوفية في الخرطوم كان يدير خلوة لتدريس القرآن في هذا المكان حتى توفي ودفن فيه وأقيم عليه ضريحاً له كان موجودا حتى وقت فريب تحيط به سلسلة من الحلقات الحديدية الصنع)، كذلك يوجد في الخرطوم ميدان جاكسون بمنطقة الخرطوم غرب والذي لم يكن معروفاً بشكل واسع قبل أن يتم مؤخراً تحويل موقف حافلات الركاب العامة إليه من مواقفها بمنطقة وسط الخرطوم (وسمي الميدان والحي الذي يقع عليه بهذا الاسم نسبة إلى جاكسون باشا مهندس المساحة الإنجليزي ببلدية الخرطوم في عام 1920 م.

## معالم الخرطوم
| مقرن النيلين يلتقي النيل الأزرق بالنيل الأبيض رافدا نهر النيل في نقطة بالخرطوم تعرف جغرافيا بالمقرن ويطلق عليها الخرطوميون اسم مقرن النيلين، أو المقرن اختصاراً، وهي واحدة من أجمل مناطق العاصمة المثلثة السودانية حيث تقع بالقرب منها أهم معالم مدينتي الخرطوم وأم درمان على الضفة الغربية للنيل الأبيض ومن بينها متحف السودان القومي، وقاعة الصداقة في الخرطوم، ومسجد النيلين والمسرح القومي ومبنى البرلمان في أم درمان. وتعتبر نقطة التقاء النيلين في حد ذاتها ظاهرة طبيعة جديرة بالمشاهدة حيث تلتقي مياه النيل الأزرق المشبعة بالطمي والداكنة الزرقة عند مشاهدتها من مكان مرتفع بمياه النيل الأبيض شبه الصافية وتسير جنباً إلى جنب قبل أن تختلط لتشكل نهرا واحدا.                                    | مقرن النيلين.                 |
| القصر الجمهوري القديم هو معلم تاريخي يعود بنائه إلى عام 1821 وقد قتل فيه الجنرال غوردون حاكم السودان الإنجليزي المصري ويشكل السلم الذي سقط منه غوردون صريعا على يد الدراويش والذي ظهر في لوحة زيتية انتشرت في الغرب معلماً يحرص كبار زوار الخرطوم من القادة والزعماء الأجانب على مشاهدته. وكان يعرف آنذاك باسم سرايا الحاكم العام، والقصر غير مفتوح للجمهور ولكن يمكن المرور أمامه من الناحية الشمالية المطلة على النيل أمام الحرس. كما تقام أمامه كل يوم أربعاء عملية تغيير الحرس التي تعتبر فعالية سياحية يحرص على مشاهدتها الكثير من زوار الخرطوم. وقد كان القصر مقراً لرئيس الجمهورية قبل أن يتقرر تحويله إلى متحف بعد انتقال رئيس الجمهورية في عام 2014 إلى القصر الرئاسي الجديد الواقع بالقرب منه. | القصر الجمهوري.               |
| برج كورنثيا الخرطوم فندق كورنثيا الخرطوم فندق من فئة خمسة نجوم يقع في وسط العاصمة السودانية الخرطوم عند التقاء فرعي النيل الأبيض والنيل الأزرق، افتتح الفندق في 17 أغسطس 8 تحت اسم برج الفاتح ثم غير الاسم لاحقا إلى كورنثيا الخرطوم، يتألف الفندق من 18 طابقا، ويشكل أحد المعالم المعمارية في الخرطوم. |                               |
| قاعة الصداقة تقع في شارع النيل بمنطقة المقرن وتضم مسرحا وقاعات اجتماعات دولية وقاعة سينما مفتوحة للجمهور، وتم بنائها في سبعينيات القرن الماضي بواسطة الصينين. |                               |
| متحف القصر الجمهوري كان هذا المبنى في الأساس لإحدى أجمل الكنائس البيزنطية في المنطقة، قبل أن يتم ازالة برجه وتحويله إلى متحف مفتوح للجمهور تعرض فيه الهدايا التي تلقاها رؤساء الدولة في السودان وسياراتهم الرسمية وغيرها من الأشياء التي تسلمها حكام السودان منذ الفترة الاستعمارية وحتى ما بعد الاستقلال. | متحف القصر                    |
| شارع النيل هو واحد من أجمل شوارع الخرطوم القديمة وأهمها، تقع عليه معظم الدوائر الحكومية المهمة وأبرزها القصر الجمهوري وبعض المتاحف ومنها متحف السودان القومي والفنادق الرئيسية كفندق السودان والفندق الكبير ويربط الشارع منطقة المقرن قي جهة الغرب ومنطقة بري من ناحية الشرق. والشارع عبارة عن كورنيش مطل على نهر النيل الأزرق ويشكل في حد ذاته معلماً سياحيا. | شارع النيل.                   |
| كاتدرائية القديس متى هي واحدة من الكنائس الجميلة المعمار في الخرطوم. | كاتدرائية القديس متى          |
| حديقة الأوزون وهي من الحدائق العامة الجديدة في الخرطوم وتقع في حي الخرطوم 2 وهو أحد الأحياء السكنية الراقية بالخرطوم، وتشكل الحديقة متنفسا وملتقى للكتيرين من الخرطوميين وضيوفهم من الأجانب خاصة العاملين بالبعثات الدبلوماسية الأجنبية وموظفي الأمم المتحدة وغيرها من المنظمات الدولية. | حديقة الأوزون - الخرطوم       |
| جامعة الخرطوم تقع جامعة الخرطوم على شارع النيل وتتكون من عدة مباني أشهرها المبنى الرئيسي الذي يشمل المكتبة ويقع أمامه المدخل الرئيسي للحرم الجامعي، وهو بناء قديم يعود إلى عهد الحكم الثنائي وتم تشييده ليكون مدرسة تذكارية لحاكم عام السودان السابق الجنرال غوردون باشا وسميت في البداية باسمه، ويشكل المبنى معلماً تاريخياً. | جامعة الخرطوم                 |
| جزيرة توتي وهي أكبر الجزر النيلية وتقع في وسط النيل الأزرق بين الخرطوم والخرطوم بحري ويربطها بالخرطوم الجسور المعلقة وتزخر بالعديد من الحدائق والبساتين التي يقصدها سكان الخرطوم أثناء عطلاتهم ومناسباتهم لقضاء أوقات ممتعة في بيئتها الخضراء بعيدا عن ضوضاء المدينة. | جزيرة توتي قبالة الخرطوم بحري |
| شارع أفريقيا يقع يالقرب من مطار الخرطوم الدولي وتقع عليه عدة بعثات دبلوماسية اجنبية ومطاعم. | شارع أفريقيا                  |
| السوق الشعبي ويقع جنوب الخرطوم بالقرب من محطة حافلات الركاب المتجهة إلى مختلف مدن ولايات السودان، ويعرض السوق انواع مختلفة من السلع الإستهلاكية المنخفضة الأثمان كما تفدم فيه الخدمات لركاب الحافلات والمسافرين. | السوق الشعبي                  |
| متحف السودان القومي يقع في شارع النيل وهو من أكبر المتاحف في السودان وقد تم أفتتاح مبناه الحالي في عام 1971، وكان في السابق يقع في مباني كلية الآداب بجامعة الخرطوم. ويضم مقتنيات الحضارات السودانية القديمة منذ العصر الحجري وعهود ممالك مروي ونبتة وحتى الممالك المسيحية والعصر الإسلامي. وقد نقلت إليه بضع معابد فرعونية قديمة ويشكل الفناء الخارجي له متحفاً مفتوحاً على الهواء الطلق حيث تقوم فيه عدة تماثيل واعمدة ونصب تذكارية بمختلف الأحجام. وتنافس مقتنياته ما هو موجود من نوعها في متاحف مدن كبيرة كالقاهرة ونيويورك خاصة تلك التي تمثل الحضارات القديمة. | تمثال داخل المتحف القومي      |

## الاقتصاد
كتب ونستون تشرشل رئيس وزراء بريطانيا الأسبق، في كتابه حرب النهر، عن الخرطوم وقال «إن مدينة الخرطوم الواقعة عند التقاء النيلين الأزرق والأبيض، هي النقطة التي يجب أن تلتقي فيها التجارة حتماً مع الجنوب. وهي الصنبور الكبير الذي تمر من خلاله البضائع التي تم جمعها من منطقة واسعة وتنساب شمالا نحو ساحل البحر المتوسط. فهي معلم لأقصى حدود شمال السودان الخصب. وينساب النهر بين الخرطوم وأسوان لمسافة 1 كيلومتر عبر الصحراء القاحلة».

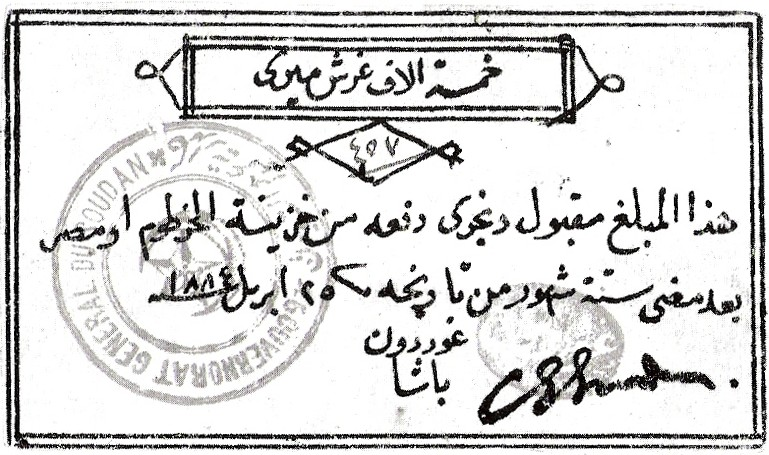
عملة بسيطة مبرأة للذمة أصدرها غوردون باشا أثناء حصار الخرطوم

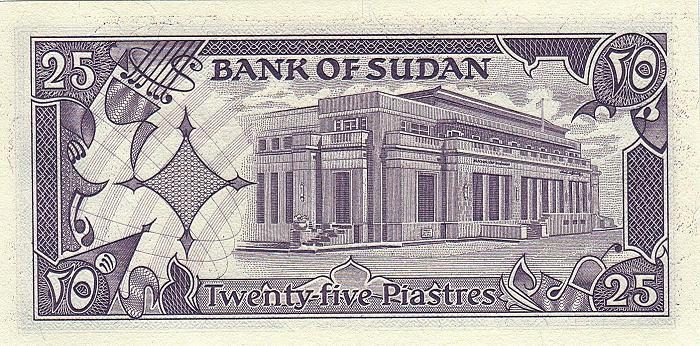
ورقة من فئة الجنيه السوداني في عام 5، تحمل صورة المبنى القديم لبنك السودان المركزي في الخرطوم

لايزال اقتصاد الخرطوم يعتمد على التجارة وإعادة توزيع البضائع والسلع وعلى قطاع الخدمات، خاصة الخدمات المالية كالبنوك ومكاتب الصرافة والتأمينات وغيرها.
وكانت التجارة في فترة الحكم الثنائي حكراً على ثلاث شركات بريطانية تهيمن على الصادر والوارد في السودان وهي: شركة متشل كوتس، وشركة سودان مركنتايل، وشركة جلاتلي هانكي وشركائهم، حيث يقوم التجار المحليون ببيع المحاصيل الزراعية السودانية من قطن وصمغ عربي وسمسم وفول سوداني لتلك الشركات التي تقوم بدورها تصدير السلع السودانية للخارج واستيراد سلع وبضائع أجنبية وبيعها لتجار الجملة المحليين.
يتنوع النشاط الاقتصادي الحالي في المدينة من زراعي إلى صناعي وسياحي، ويتركز بصفة أساسية على قطاع الخدمات حيث نجد مجموعة كبيرة من السكان تعمل في دواوين الدولة وشركات وبنوك القطاع الخاص، كما أن هناك شريحة كبيرة من اصحاب رؤوس الأموال تمارس التجارة، أما سكان المناطق الريفية المحيطة بالمدينة وبعض القاطنين علي ضفاف النيل فيعملون بالزراعة والرعي ويمدون العاصمة بالخضر والفاكهة والألبان واللحوم والأسماك، ومنهم من يمارس صناعة الفخار والطوب.

### المصارف والنشاط المالي

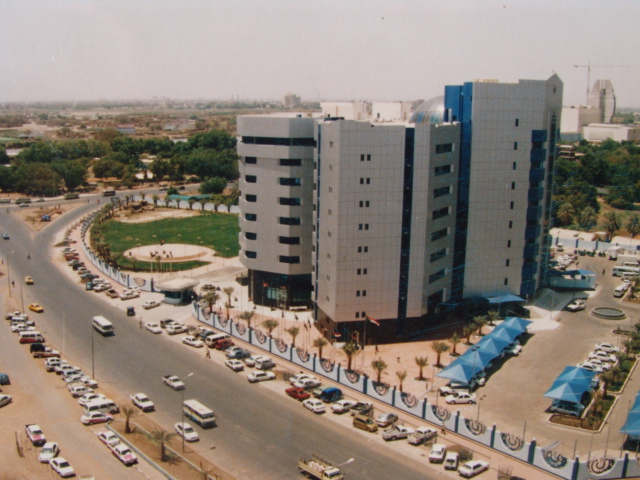
بنك السودان المركزي في الخرطوم

تقع معظم المقار الرئيسية للبنوك التجارية في الخرطوم (حوالي 15 مصرفاً) من بينها بنك الخرطوم وكذلك المقر الرئيسي لبنك السودان المركزي إلى جانب الشركات الأجنبية المستثمرة في السودان كشركات جنوب شرقي آسيا بما فيها الشركات الصينية (مثل شركة النفط الوطنية الصينية) والماليزية (كشركة بتروناس) وغيرها وتوجد في الخرطوم بورصة باسم سوق الخرطوم للأوراق المالية تم انشائها في عام 1995 وبلغ عدد الأسهم المتداولة فيها في عام 2012 حوالي 183,491.5 ألف سهم وحجم التبادل في العام ذاته 3,073.5 مليون جنيه سوداني. ولعل وجود مسبك لضرب العملة المعدنية في الخرطوم يدل على الطابع التجاري والاقتصادي للمدينة.

انظر أيضا:
- قائمة بنوك الخرطوم

### الأسواق

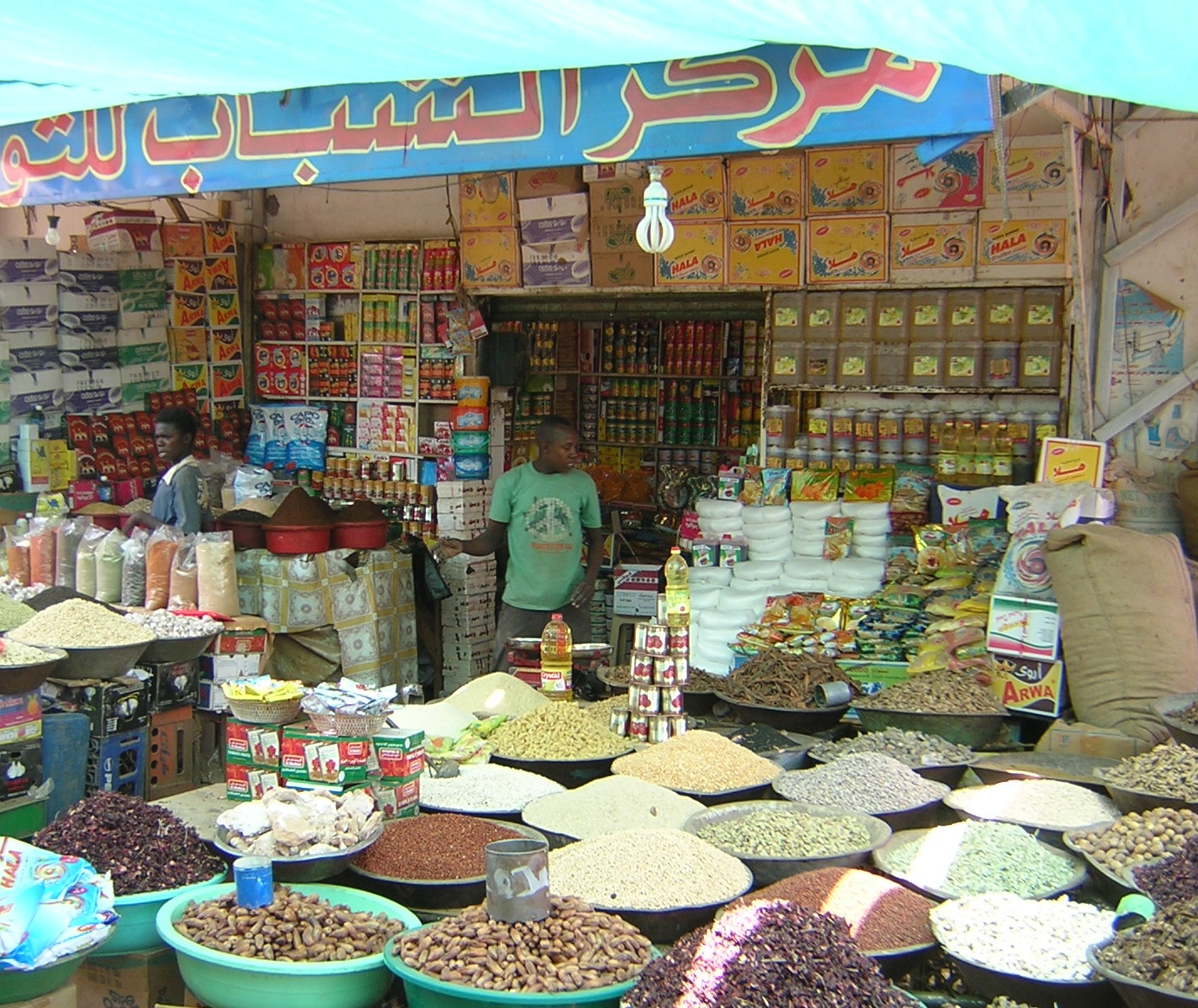
إحدى المحلات بالسوق الشعبي

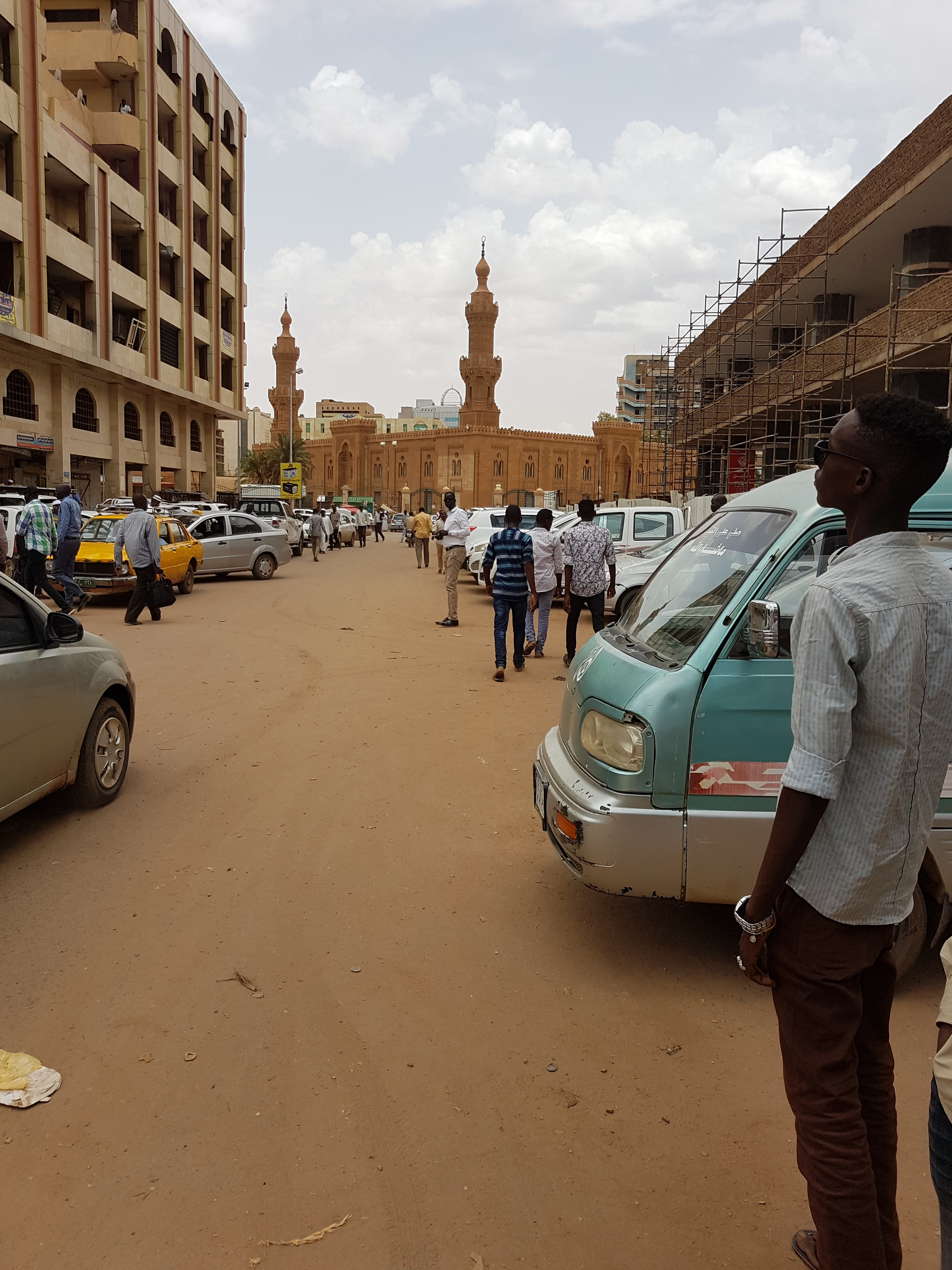
شارع قرب السوق العربي بالخرطوم

تنشط في الخرطوم تجارة الجملة والتجزئة وتنتشر فيها الأسواق، فإلى جانب الأسواق الصغيرة في الأحياء توجد اسواقاً كبيرة أبرزها هي:
- السوق العربي:

يقع في وسط الخرطوم ويعد من اعرق مراكز التسوق والتجمع لمواطني مدينة الخرطوم حيث تعتبر مقاهيه وفنادقه الأماكن المفضلة للكثير من شخصيات المجتمع ورجال الأعمال وبه أشهر محلات الأقمشة والعطور وكذلك السوق المركزي للذهب والمجوهرات واصبح في الوقت الحالي مركز للكثير من المباني التجارية الحديثة. وفيه المحطة الرئيسية لوسائل المواصلات، من وإلى الخرطوم.
- السوق الإفرنجي: أطلق عليه هذا الاسم نتيجة للطراز الأوروبي الذي شيد به التجار الأجانب محلاتهم التجارية، يشتهر كمركز لبيع الأجهزة والمعدات والملابس والأثاثات المستوردة من الخارج وكمجمّع للكثير من الوكالات التجارية ومكاتب الخطوط الجوية بالإضافة إلى كونه مركز لمحلات بيع منتجات الصناعات اليدوية مثل الذهب الفضة، العاج، الأبنوس والجلود. وهو يضم عدداً من المقاهي والمطاعم العريقة.
- السوق الشعبي الخرطوم: يقع في الجزء الجنوبي من الخرطوم ويعتبر مركز لوسائل النقل البري في السودان حيث توجد في جزء منه محطة شهيرة مهيأة بكل أنواع الخدمات تنطلق منها البصات تسافر إلى مناطق السودان المختلفة والمزودة بكافة وسائل الراحة إلى معظم ولايات السودان ويكتظ السوق بالمحلات المتخصصة في بيع السلع المختلفة مثل المعدات الكهربائية، المفروشات، الأواني، الملابس وغيرها من المستلزمات المنزلية والأسرية. وهو مقصد للأسر المتوسطة في السودان[126]

### القطاع الصناعي
يشمل القطاع الصناعي في الخرطوم الصناعات الغذائية مثل مصانع الحلوى والمياه الغازية والمياه المعدنية ومعاصر الزيوت ومصانع المنسوجات والألبسة والمطابع ودباغة الجلود وغيرها من الصناعات الخفيفة والتحويلية إلى جانب الصناعات النفطية والمعدنية حيث توجد مصفاة للنفط بالمنطقة. وهناك مجمع جياد الصناعي جنوب الخرطوم الذي يقوم بتصنيع السيارات والجرارات الزراعية إضافة إلى بعض قطع الغيار والحديد والالمنيوم.

### القطاع العقاري
يعتبر قطاع التشييد والعقارات مهماً فيها باعتبارها مدينة متروبوليتية تنمو بوتيرة سريعة. ويعتبر مشروع مدينة المقرن الذي تقوم بتنفيذه شركة السنط من المشروعات المهمة في هذا القطاع. تبلغ قيمته أكثر من أربعة (4) مليار دولار وتشمل تطوير عدة آلاف من الهكتارات من الأرض تشمل تطوير منطقة أعمال مركزية وبناء عقارات سكنية ووصف المشروع بأن الحلم الذي يراود الخرطوميين بجعل مدينتهم في مصاف المدن العالمية الراقية.

### الزراعة والبستنة
تنتشر المزارع والبساتين في اطراف الخرطوم الشرقية والجنوبية حيث يتم إنتاج الفاكهة والخضر والدواجن والألبان. وهناك عدد من المشاريع العاملة في هذا المجال أهمها مشروع سندس الزراعي ومشروع سوبا الزراعي إلى جانب مشاريع لتربية المواشي والدواجن ومشروعات صيد الأسماك ومزارع للخضر والفاكهة وإنتاج الأعلاف. وهناك مزارع لتربية الحيوانات البرية منها: مزارع عيسى ومزارع معنى في سوبا شرق، ومراكز لتجميع الحيوانات البرية وأهمها مركز الكنغر في حي السلمي وهو واحد من ثلاثة مراكز منتشرة في العاصمة المثلثة أحدهما في الكدرو بالخرطوم بحري والآخر في أم درمان وجميعها تابع للقطاع الخاص.

## الأعياد والعطلات الرسمية
الأعياد والعطلات الرسمية التي تغلق فيها دوواين الحكومة والأسواق الكبيرة أبوابها هي المناسبات نفسها التي تشمل السودان كله.
| التاريخ                | 'المناسبة                                          |
| 1 يناير / كانون الثاني | رأس السنة الميلادية عيد الاستقلال                  |
| 7 يناير / كانون الثاني | عيد الميلاد المجيد حسب الكنيسة الأرثوذكسية الشرقية |
| 30 يونيو / حزيران      | ذكرى ثورة الإنقاذ                                  |
| 30 يوليو / تموز        | عيد الشهداء                                        |
| 25 ديسمبر/ كانون الأول | عيد الميلاد المجيد حسب الكنائس الغربية             |
| 1 محرم                 | رأس السنة الهجرية                                  |
| 12 ربيع الأول          | المولد النبوي الشريف                               |
| 27 رجب                 | الإسراء والمعراج                                   |
| 1 شوال                 | عيد الفطر                                          |
| 10 ذو الحجة            | عيد الاضحى                                         |

## الإعلام والاتصالات

### الإذاعة
توجد استوديوهات الإذاعة الوطنية والتلفزيون الوطني الموجه ارسالهما إلى كافة أرجاء السودان في مدينة أم درمان المجاورة وليس الخرطوم، ولكن توجد لمدينة الخرطوم إذاعة محلية خاصة بها بدأت بثها لأول مرة في 30 يونيو / حزيران 1992 م انطلاقاً من أستديوهات الهيئة القومية للإذاعة بأم درمان وكانت تعمل في اطار منظومة الإذاعات الإقليمية والموجهة بهدف سد جوانب القصور في الإذاعة السودانية الوطنية فيما يتعلق بقضايا ولاية الخرطوم المحلية وامتد ارسالها لمدة ساعتين يوميا على موجة متوسطة طولها 521 كيلو هيرتز وأول من أختير مديرا لها هو صلاح الدين التوم، وأول مذيعة هي نجوى مهدي واستمرت الإذاعة في البث على هذا المنوال حتى عام 1998 م ثم توقفت لتستأنف الإرسال مجدداً في العام الذي تلاه باسم هيئة اذاعة وتلفزيون الخرطوم ولمدة أربع ساعات يومياً وفي سبتمبر / ايلول 7 م، أصبحت إذاعة الخرطوم تبث برامجها طوال الأربع عشرين ساعة في اليوم ثم تقلّصت مدة الإرسال إلى 18 ساعة ولكن اضيفت إلى الإذاعة الموجة الجديدة إف إم 107.

### التلفزيون
للخرطوم قناة تلفزيونية محلية تعمل إلى جانب قناة تلفزيون السودان القومي. وتبث ارسالها على القمر الصناعي نايل سات.

### الصحف والمطبوعات
تصدر معظم الصحف والمجلات السودانية في الخرطوم مثل صحف الرأي العام وألوان والانتباهة والسوداني والأيام ومجلة الخرطوم الجديدة، إلى جانب الصحف المحلية الخاصة بولاية الخرطوم مثل جريدة أخبار الخرطوم الأسبوعية، والدوريات التخصصية مثل الجريدة الرسمية التي تنشر القوانين والتشريعات، والمجلة الطبية السودانية وغيرها.

## الثقافة والرياضة

### المعارض والمهرجانات
يُعقد في الخرطوم العديد من الأنشطة والفعاليات الثقافية من مهرجانات ومعارض وندوات وغيرها فقد أختيرت عاصمة للثقافة العربية للعام 5 وهناك معرض تجاري دولي هو معرض الخرطوم التجاري ومعرض آخر سنوي للكتاب. وينظم في الخرطوم مهرجاناً دولياً للموسيقى يعرف باسم مهرجان الخرطوم العالمي للموسيقى تشارك فيه فرق موسيقية من دول مثل هولندا وألمانيا وموريتانيا والصين وغيره.كما تقام فيها معارض للفنون الجميلة بما فيها التطبيقية والتشكيلية كما توجد فيها عدة أندية ثقافية تقوم بإحياء ليالي ثقافية.

### الموسيقى والفنون التشكيلية
توجد في الخرطوم معاهد ومدارس للموسيقى والفنون الشعبية وكليات للفنون الجميلة والتطبيقية. كما تقام فيها حفلات غنائية وموسيقية يشارك فيها فنانون من مشاهير فن الموسيقى والطرب بالعالم العربي وخارجه. وتعتبر قاعة الصداقة واحدة من مراكز الفعاليات الفنية والثقافية في الخرطوم.

### الخرطوم في الشعر السوداني
صدرت عدة قصائد حول الخرطوم من قبل شعراء مشهورين من بينهم التيجاني يوسف بشير الذي كتب في قصيدته «الخرطوم»:
| قصيدة "الخرطوم" التيجاني يوسف بشير - مدينةٌ كالزهرةِ المونقَــة **** تنفح بالطيب على قطْرهـا - ضفافُها السحريّة المورقة **** يخفق قلبُ النيلِ في صدرها - تحسبها أغنيةً مطرقـــة **** نَغّمها الحســنُ على نهرهـا - مبهمةٌ ألحانُها مُطلقَــة **** نغّمهـا الصيـدحُ من طيرهـا - وشمسُها الخمريّة المشرقة **** تُفرغ كأسَ الضوءِ في بدرها | والشاعر عبد المجيد حاج الأمين في إنشودته "هبت الخرطوم": - هبت الخرطوم في جنح الدجي - ضمدت بالعزم هاتيك الجراح - وقفـت للفجــر حتى طلـــع - مشرق الجبهة مخضوب الجناح - والتقينا في طريق الجامعة - مشهداً يا مـوطني مـا اروع |

### الأندية الاجتماعية والرياضية
تشتهر الخرطوم بالأندية والمراكز الثقافية والاجتماعية والرياضية العديدة، ويعود تاريخ تأسيس بعضها إلى فترات قديمة مثل نادي السودان Sudan Club الذي أسسه البريطانيون إبان الحكم الثنائي ليكون ملتقى أجتماعياً لموظفيهم، والنادي العربي وأسسه المصريون، إلى جانب أندية الجاليات المختلفة مثل النادي السوري والنادي الأرمني والنادي الألماني والنادي اليوناني والنادي الكاثوليكي والنادي الهندي والمركز الثقافي الفرنسي والمركز الثقافي البريطاني، ومعهد جوتة الألماني، وشهدت العقود القليلة الماضية تأسيس أندية سودانية مماثلة مثل نادي الضباط ونادي الشرطة.وتقام في هذه الأندية عدة فعاليات ثقافية واجتماعية ورياضية خاصة في مواسم الأعياد الدينية والوطنية.
ومن أهم الأندية الرياضية لكرة القدم في الخرطوم:
- نادي بري، وهو من أقدم أندية السودان الرياضية تأسس في عام 1908م.
- نادي النيل.
- نادي الأهلي الخرطوم.
- نادي الخرطوم الوطني.

| مشروع مدينة السودان الرياضية | استاد الخرطوم          | ميدان سباق الخيل                       | ميدان الليق                                 |
| ملاعب نادي الأسرة            | ملاعب جامعة الخرطوم    | ملعب الاتحاد الرياضي                   | صالة الأستاذ هاشم ضيف الله الرياضية المغلقة |
| مجمع طلعت فريد               | النادي الكاثوليكي      | نادي الفروسية                          | نادي الرماية                                |
| مسبح بركة الملوك             | المقر القومي للمعسكرات | مركز الخرطوم الدولي لتطوير كرة الطائرة | ملعب نادي الخرطوم للتربية البدنية           |

ويوجد استاد رياضي كبير في منطقة الخرطوم جنوب هو ملعب الخرطوم، إلى جانب ملاعب للتنس التي تعد واحدة من أنواع الرياضة المحببة للمجتمع الخرطومي والكرة الطائرة ومضمار لسباق الخيل يعتبر الأقدم والأكبر من نوعه في السودان.

### دور السينما وعروض الأفلام
هناك عدد من دور السينما الذي يقدم معظمه عروض افلام عربية وبوليوود، ومن بينها سينما كوليزيوم على شارع القصر قرب السوق العربي وهي سينما على الهواء الطلق، وأما سينما القاعات المغلقة المكيفة الهواء فتوجد في مبنى قاعة الصداقة على شارع النيل ومول عفراء في اركويت. تقوم بعض الأندية الثقافية بتنظيم عروض لأفلام عادة ما تكون وثائقية مفتوحة للجمهور. وهناك مهرجان للسينما «مهرجان الخرطوم السينمائي الأول عام 2010»
في عام 1966 تم إنتاج فيلم في بريطانيا عنوانه الخرطوم "Khartoum" يحكي قصة حصار المهدي للخرطوم ومقتل غوردون باشا الذي لعب دوره الممثل تشارلتون هيستون، بينما مثل دور المهدي الممثل لورانس اوليفييه. والفيلم من إخراج باسيل ديردن وسيناريو الآن كايلو وإنتاج جوليان بلايستاين، ومدة عرضه 134 دقيقة. وقد وقامت بتوزيعه شركة "Ultra Panavision 70"، ويتعارض مع المفهوم السوداني لحصار الخرطوم باعتباره هدفاُ لتصفية الاستعمار، فهو يحتوي على مشاهد وعروض سلبية للمهدي وقواته.

### فعاليات أخرى
من الفعاليات السياحية في الخرطوم مشاهدة تغيير الحرس الجمهوري في أول يوم جمعة من كل شهر مام البوابة الجنوبية للقصر الجمهوري.واحتفالات المولد النبوي التي تقام سنوياً في ميدان المولد بالخرطوم جنوب، إلى جانب حلقات الذكر والفعاليات الصوفية في ضواحي الخرطوم.

## أعلام الخرطوم

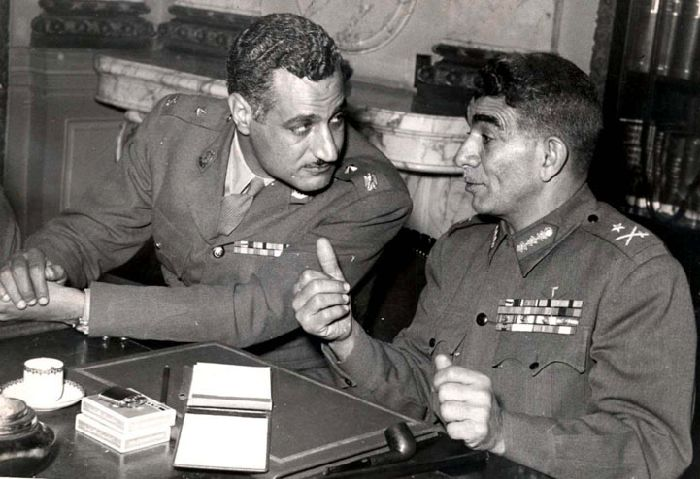
محمد نجيب وجمال عبد الناصر من أعلام الخرطوم المشهورين

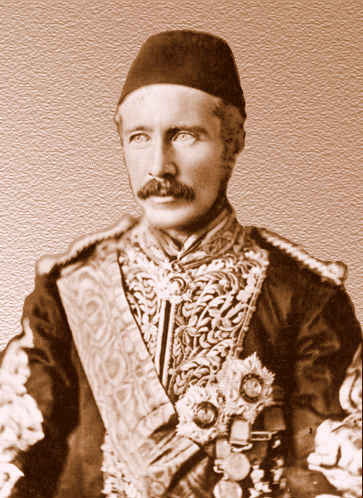
تشارلز غوردون باشا ارتبط اسمه ارتباطاً تاريخياً وثيقاً بالخرطوم

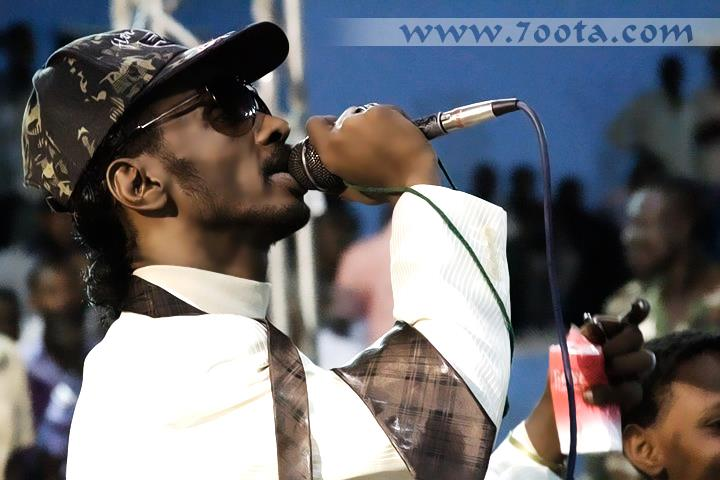
محمود عبد العزيز

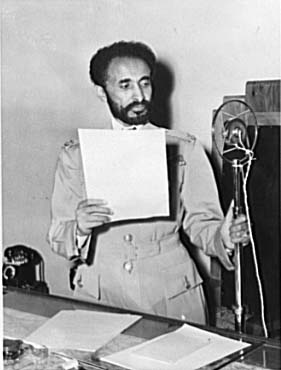
الإمبراطور هيلا سيلاسي، أحد القادة الذين لجأووا إلى الخرطوم

هناك أعداد كبيرة من المشاهير السياسيين وغير السياسيين السودانيين وغير السودانيين الذين ولدوا أو أقاموا في الخرطوم لفترات في حياتهم بسبب العمل أو الدراسة أو اللجوء ومن بينهم:
- غوردون باشا، حاكم عام السودان، مات في الخرطوم عندما أقتحم الدراويش قصره وأردوه قتيلاً.
- ونستون تشرشل رئيس وزراء بريطانيا الشهير الذي عمل في السودان عندما كان ضابطاً في الجيش البريطاني وشارك في حملة إنقاذ غوردون حيث ألف كتابه حرب النهر متضمناً انطباعاته عن الخرطوم في تلك الفترة.
- الرئيس المصري اللواء محمد نجيب ولد في الخرطوم لأب مصري وأم سودانية في عام 1901
- الرئيس المصري جمال عبد الناصر نقل للعمل في السودان بالجيش المصري في الخرطوم عام 1948
- الأميرالاي المقبول الأمين الحاج، عضو المجلس الأعلى للقوات المسلحة، ووزير داخلية سابق في عهد الرئيس إبراهيم عبود في عام 1958.
- فاطمة أحمد إبراهيم، أول امرأة تصبح نائبة برلمانية في السودان والشرق الأوسط.
- هيلا سلاسي أمبراطور إثيوبيا لجأ إلى الخرطوم عندما اجتاحت القوات الإيطالية بلاده عام 1939 ومن الخرطوم إدار عمليات تحريرها.
- الرئيس الأريتري أسياس أفورقي أقام في الخرطوم ومنها تحرك إلى بلاده ليعلن استقلالها عن إثيوبيا في 24 مايو / أيار 1991 م،
- رئيس تشاد إدريس ديبي
- أسامة بن لادن أقام في الخرطوم في الفترة ما بين 1991 و1996
- الفنان السوداني الجيلاني الواثق.
- المغني السوداني الشهير محمود عبد العزيز (1967 - 2013).
- علي عثمان طه، النائب الأول السابق لرئيس الجمهورية بالسودان.
- ميرغني النصري، عضو مجلس رأس الدولة السوداني السابق في عهد حكومة الصادق المهدي، ومدرس سابق بكلية غوردون التذكارية (جامعة الخرطوم حالياً) ونقيب المحامين العرب الأسبق، وأحد أعلام الحركة الإسلامية بالسودان.
- إسماعيل أحمد إسماعيل، العداء السوداني (ساباقات 800 متر).
- نوال الجاك، بطلة القفز السودانية (400 متر).
- إدوارد ماهر سدرة، لاعب كرة قدم كندي من أصل سوداني.
- ليلى أبو العلا، كاتبة سودانية.[149]

## كبار زوار الخرطوم
| الفئة                              | أسماء الشخصيات |
| ---------------------------------- | --- |
| الملوك والأمراء                    | الملك جورج السادس · محمد على باشا · الخديوي عباس حلمي الأول · الملك فاروق · الملكة اليزابيث الثانية · الأميرة آن · فيليب دوق إدنبرة · الامبراطور هيلا سيلاسي · الملك حسين · الملك فيصل · الملك عبدالله الثاني • الشيخ زايد آل نهيان •الشيخ صباح السالم الصباح · الشيخ حمد آل ثاني · محمد بن راشد · الوليد بن طلال · الأمير نوردوم سيهانوك • الشيخ تميم بن حمد بن خليفة آل ثاني• |
| الرؤساء وزعماء الحكومات والسياسيين | ذو الفقار علي بوتو • انديرا غاندي • ثيودور روزفلت •جواهر لال نهرو • محمد أنور السادات • محمد نجيب • جمال عبد الناصر • جوزيف بروز تيتو • ليونيد بريجنيف • جان بيدل بوكاسا • جورج بوش الأب (كان مديرا للمخابرات) عبدالرحمن عارف • عبدالعزيز بوتفليقة • هواري بومدين • معمر القذافي • أدم عبد الله عثمان• منغستو هيلا ميريام • علي عبدالله صالح • حسني مبارك • محمد مرسي• نيكولاي تشاوتشيسكو • نور الدين الأتاسي • حافظ الأسد •عيدي أمين •أحمد سامبي • محمد ولد عبدالعزيز• إعلي ولد محمد فال • تابو إيمبيكي • فرانسوا تومبلباي • حسين هبري • إدريس ديبي • محمود أحمدي نجاد • مصطفى عبد الجليل • رجب طيب اردوغان • هو جين تاو • شيخ شريف أحمد • ياسر عرفات • أحمد أسعد الشقيري • ريتشارد نيكسون، عندما كان نائباً للرئيس • شو إن لاي • شارل حلو• عبدو ضيوف • عبد الرحمن وحيد • أسياس أفورقي • مهاتير محمد • محمد سياد بري • بال لوسنزي ، رئيس المجر السابق • أحمد سيكو توري • يوري موسفني• ميلتون أبوتي • يوسف مامادو • ونستون تشرشل • هاشمي رفسنجاني • محمود عباس • ليوبولد سنغور •نيلسون مانديلا (عندما كان رئيساً للمؤتمر الوطني الإفريقي) • إرنستو شي جيفارا أحد قادة الثورة الكوبية•أوهورو كينياتا• بان كي مون•عبد الفتاح السيسي• |
| الفنانون                           | فرقة أمية• ميريام ماكيبا • أم كلثوم • ايهاب توفيق • صباح • فايزة أحمد • شيرين عبد الوهاب • محمد منير• هاني شاكر • كاظم الساهر• هاري بيلافونت مغني أمريكي • رجاء الجداوي • فردوس عبد الحميد • كرمي منت آبه، مغنية موريتانية • اصالة نصري •ماجدة الرومي • زينة افتيموس • فريد الأطرش • فهد بلان • ماجدة الرومي • محمود ياسين • عادل إمام • عمر الحريري • ليلى طاهر • محمود المليجي • سمية الألفي • نور الشريف • بوسي •ليلى علوي • عفاف شعيب • سميرة أحمد • أحمد بدير جيهان قمري •علاء مرسي •مدحت صالح • مصطفى قمر • حمادة هلال |
| الأدباء                            | حافظ إبراهيم • نزار قباني • رفاعة رافع الطهطاوي • محمود درويش • عباس محمود العقاد • محمد الفيتوري •المتوكل طه • إبراهيم بوهندي • عبدالرحمن الأبنودي • فاروق شوشة • فاروق جويدة • عبدالحليم عويس • عبدالله باشراحيل • فكري أباظة • أميلي زيدان |
| الرياضة                            | محمد علي كلاي • بيليه . فريق ليفربول البريطاني |
| رجال الدين                         | البابا يوحنا بولس الثاني • البابا شنودة • المطران هيلاريون كابوتشي • لويس فرخان محمد • محمد عبده • ماهر المعيقلي • مالكوم إكس • محمد العريفي |

## المنظمات الدولية في الخرطوم
هناك عدد من المنظمات الدولية العربية والإفرقية التي اتخذت من الخرطوم مقراً رئيسياً لها ومنها:
| - الهيئة العربية للاستثمار والإنماء الزراعي - المصرف العربي للتنمية الاقتصادية في أفريقيا - المنظمة العربية للتنمية الزراعية - المكتب العربي للإستشارات وتنفيذ المشروعات الزراعية - المركز العربي للتوثيق الزراعي | - المركز العربي للإعلام والإنذار المبكر - الشركة العربية للإنتاج الزراعي والتجهيز - المعهد العربي للغابات والمراعي - محكمة منظمة الكوميسا - منظمة الأحزاب السياسية الإفريقية |

## السكان

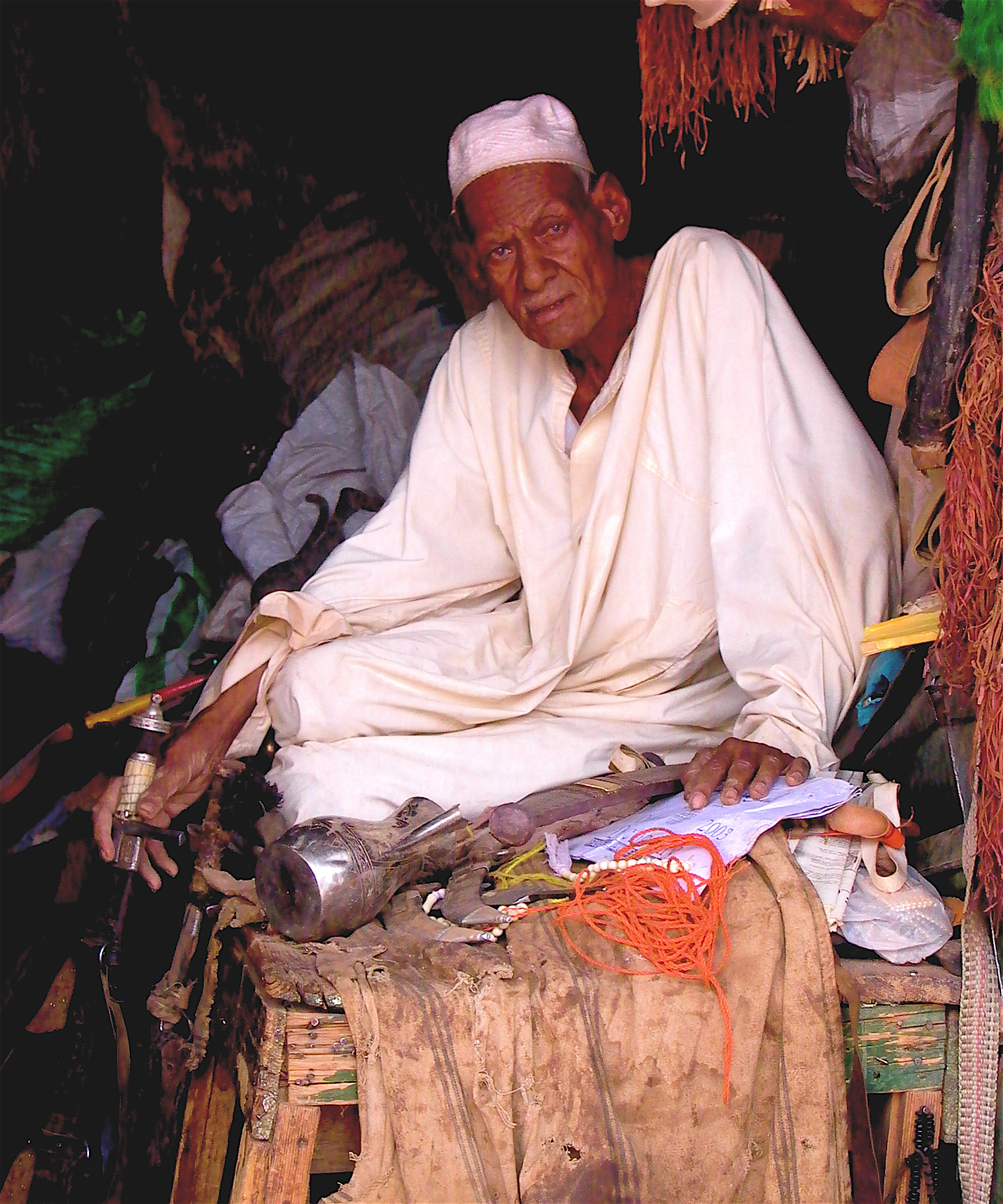
عجوز في أحد أحياء الخرطوم

تتنوع التركيبة السكانية للخرطوم نتيجة الهجرات العديدة إليها منذ عهود قديمة فإلى جانب الجنسيات والقوميات المختلفة التي قدمت ضمن جيوش محمد علي باشا واعداد الموظفين الكبيرة من أصول غير سودانية مثل الأتراك والجركس والأرناؤوط والأغريق والبنيان والسوريين والمصريين والأرمن والأكراد ووفدت مؤخراً إلى الخرطوم عمالة أجنبية شملت الأتراك ومن آسيا كالصينيين والبنغال وهاجرت إلى الخرطوم جماعات من البلدان الأفريقية المجاورة وغير المجاورة لأسباب سياسية واقتصادية ونتبجة لموجات الجفاف في بلدانها ومن بين هؤلاء المهاجرين لاجئين من إثيوبيا واريتريا وتشاد وزائير ومن الصومال وجنوب أفريقيا وسورية،
هذا فضلاً عن الهجرات الداخلية من ولايات السودان المختلفة لأسباب عديدة في مقدمتها الهجرة التقليدية من الريف إلى الحضر ولأسباب القتال في بعضها كما في دارفور وجنوب كردفان.
نما عدد سكان المدينة من 245,000 في عام 1955 إلى
784000 نسمة في عام 1973، و1،343,000 شخص في عام 1983 ليصل إلى 3 ملايين فرد في تعداد عام 1993. ويشكل الذكور نسبة 54 في المائة من السكان، مما يعكس وضعا يهيمن فيه الذكور على عملية الهجرة إلى الخرطوم وتبين الإحصاءات الديمغرافية للخرطوم بأن حوالي 61 في المائة من السكان
تتراوح أعمارهم بين 15-64 عاما مما يدل على أن منطقة الخرطوم الكبرى تستقطب المجموعات السكانية الأكثر إنتاجية وتعتبر أم درمان الجزء الأكثر اكتظاظا بالسكان
بنسبة|نسبة تقدر بحوالي 43.5 في المائة من مجموع سكان العاصمة المثلثة، ولكنها الأقل نسبة من حيث عدد الأفراد في كل أسرة (6.1) فرد في حين أن الرقم هو (6.5) في الخرطوم بحري، و (6.4) في الخرطوم. ويشكل الأجانب نسبة لا تزيد على 1.4 في المائة من مجموع السكان وهو رقم أخذ في التزايد بشكل مضطرد منذ اكتشاف النفط، ونمو أعمال التصدير. وعند تصنيف السكان حسب الديانة يظهر بأن الإسلام هو دين الأغلبية بنسبة تبلغ 88.6 في المائة، مقابل 11.2 في المائة للمسيحيين الذين إزدادت أعدادهم في العقود الأخيرة بشكل ملحوظ نتيجة لتوافد أعداد كبيرة من النازحين واللاجئين
من جنوب السودان وجبال النوبة ومن إثيوبيا وأريتريا هرباً من الحروب الأهلية في مناطق سكناهم الأصلية. وعلى الرغم من أن معدل وفيات الأطفال الرضع قد انخفض في الخرطوم، فإنه لا يزال عالياً جدا. وكان معدل الأمية في الخرطوم قد بلغ في عام 1993 حوالي 26.4 في المائة لكلا الجنسين، (18.9 في المائة للذكور و35 في المائة للإناث) وفقا لصندوق الأمم المتحدة للسكان، ولكنها وفقاً لدراسات سودانية في عام 1998 لا تزيد عن 4 بالمائة.
جدول ديموغرافي يبين النمو السكاني لمدينة الخرطوم والتجمع الحضري للعاصمة المثلثة خلال عقود
| السنة          | عددالسكان | عددالسكان     |
| السنة          | المدينة   | التجمع الحضري |
| -------------- | --------- | ------------- |
| 1907           | 69.349    |               |
| 1956           | 93.100    | 245.800       |
| 1973 (تعداد)   | 333.906   | 748.300       |
| 1983 (تعداد)   | 476.218   | 1.340.646     |
| 1993 (تعداد)   | 947.483   | 2.919.773     |
| 7 (تقديرات)    | 2.207.794 | 8.363.915     |
| 2012 (تقديرات) | 2.682.431 |               |

## مشاكل البيئية والاجتماعية

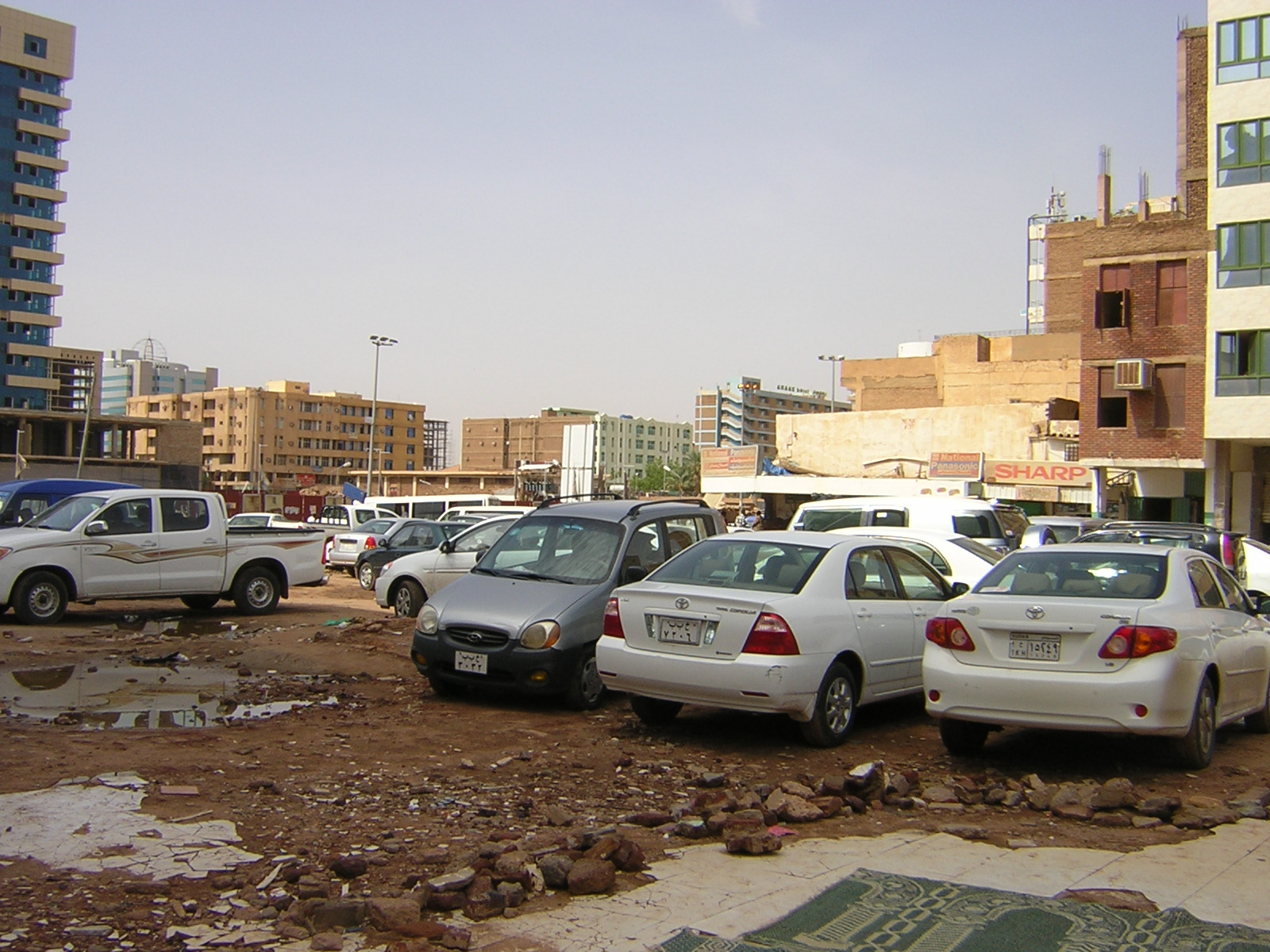
مشاكل بيئية (9)

تعاني الخرطوم من مشاكل بيئية واضحة تتمثل في مشكلة نقل النفايات ومشكلة الصرف الصحي وتصريف مياه الأمطار ومشاكل طبيعية آخرى تتمثل في الفيضانات والأتربة والزحف الصحراوي ونحت التربة في ضفاف النيل.
وتتمثل المشاكل الاجتماعية في ظاهرة التشرد واطفال الشوارع، نتيجة موجات اللاجئين التي شهدتها المدينة بسبب الحروب والقتال في الداخل وفي البلدان المجاورة والهجرة من الريف إلى المدينة وما نتج عن ذلك من انتشار السكن العشوائي في الأطراف الهامشية للمدينة والباعة المتجولين في أسواقها.

## معرض صور

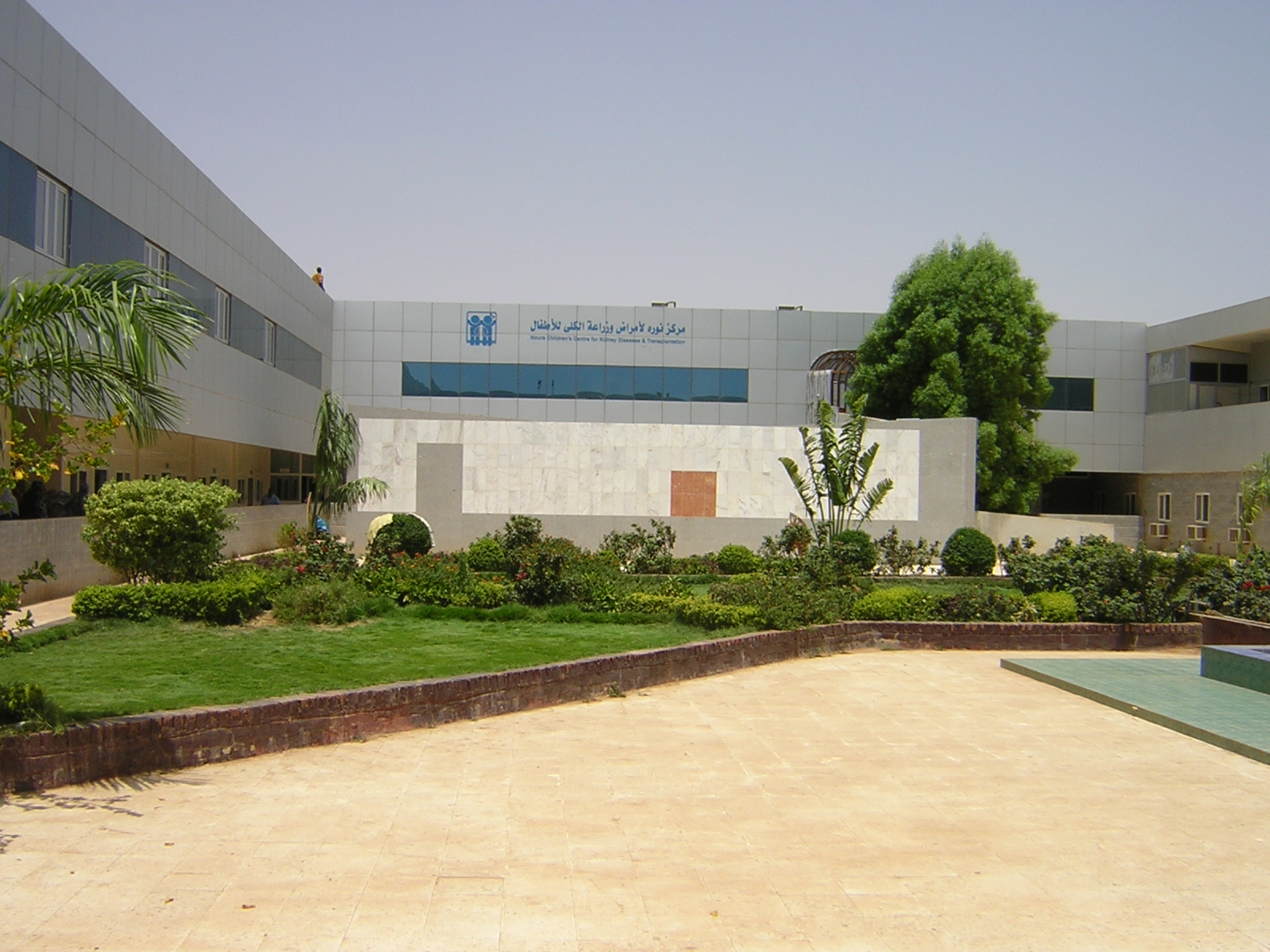
مستشفى سوبا
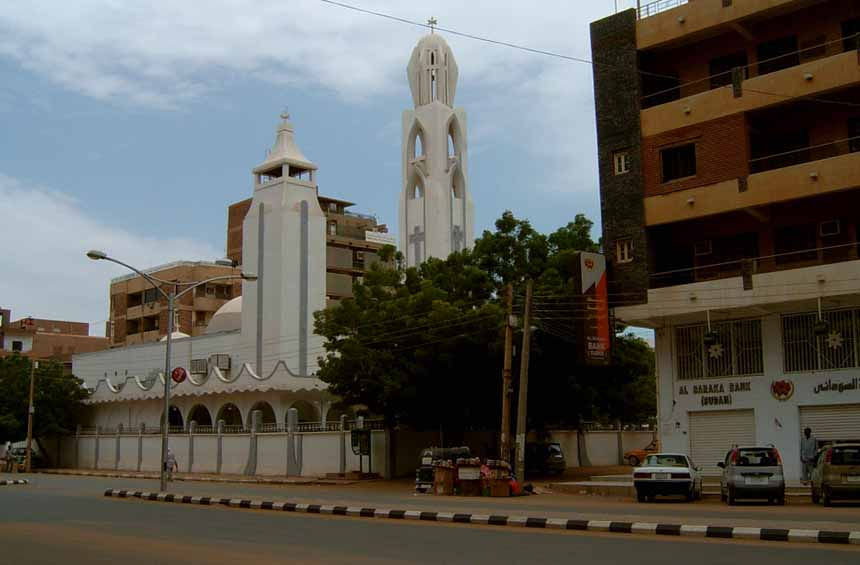
كنيسة قبطية
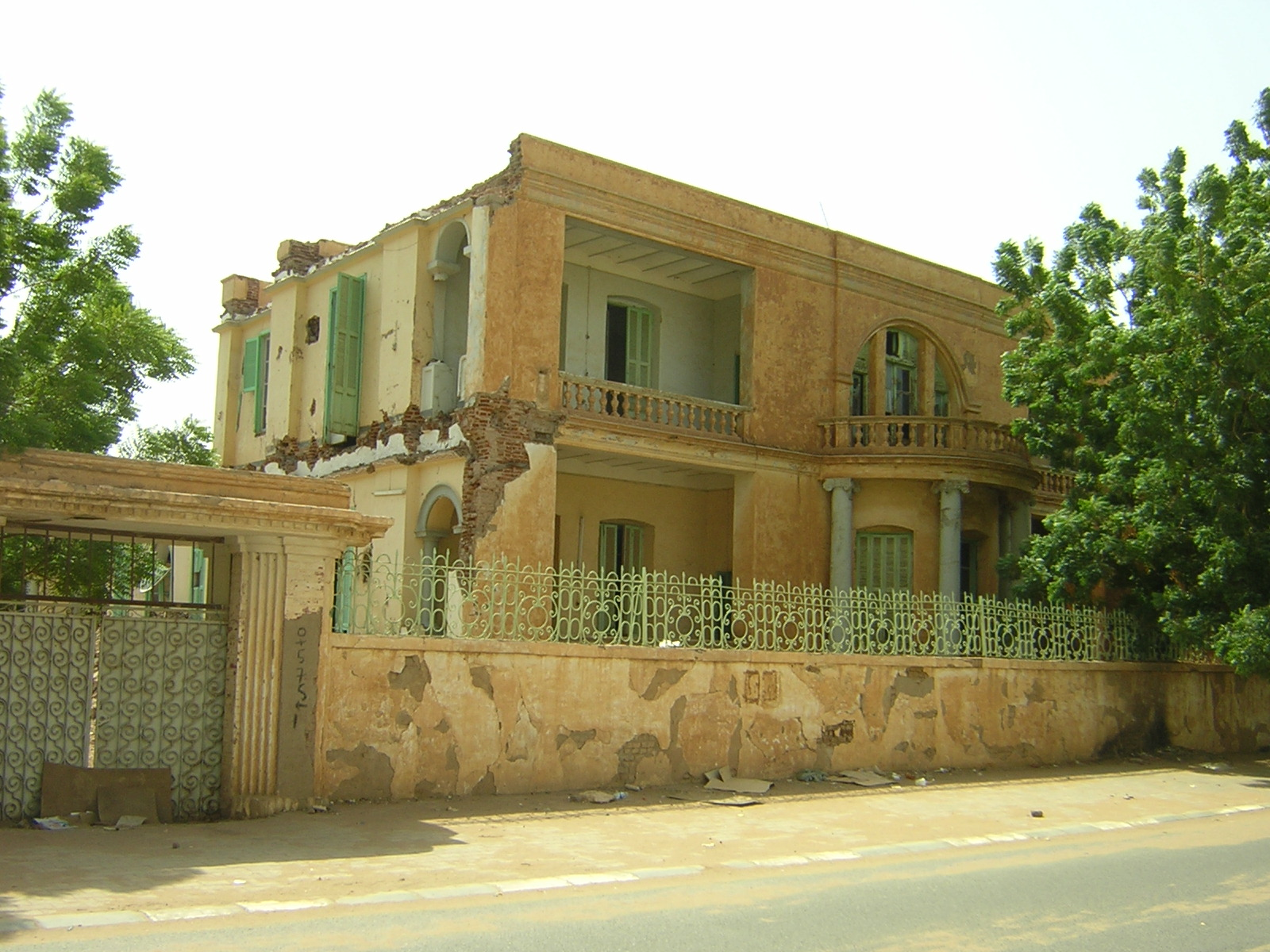
آثار منزل قديم من نمط استعماري
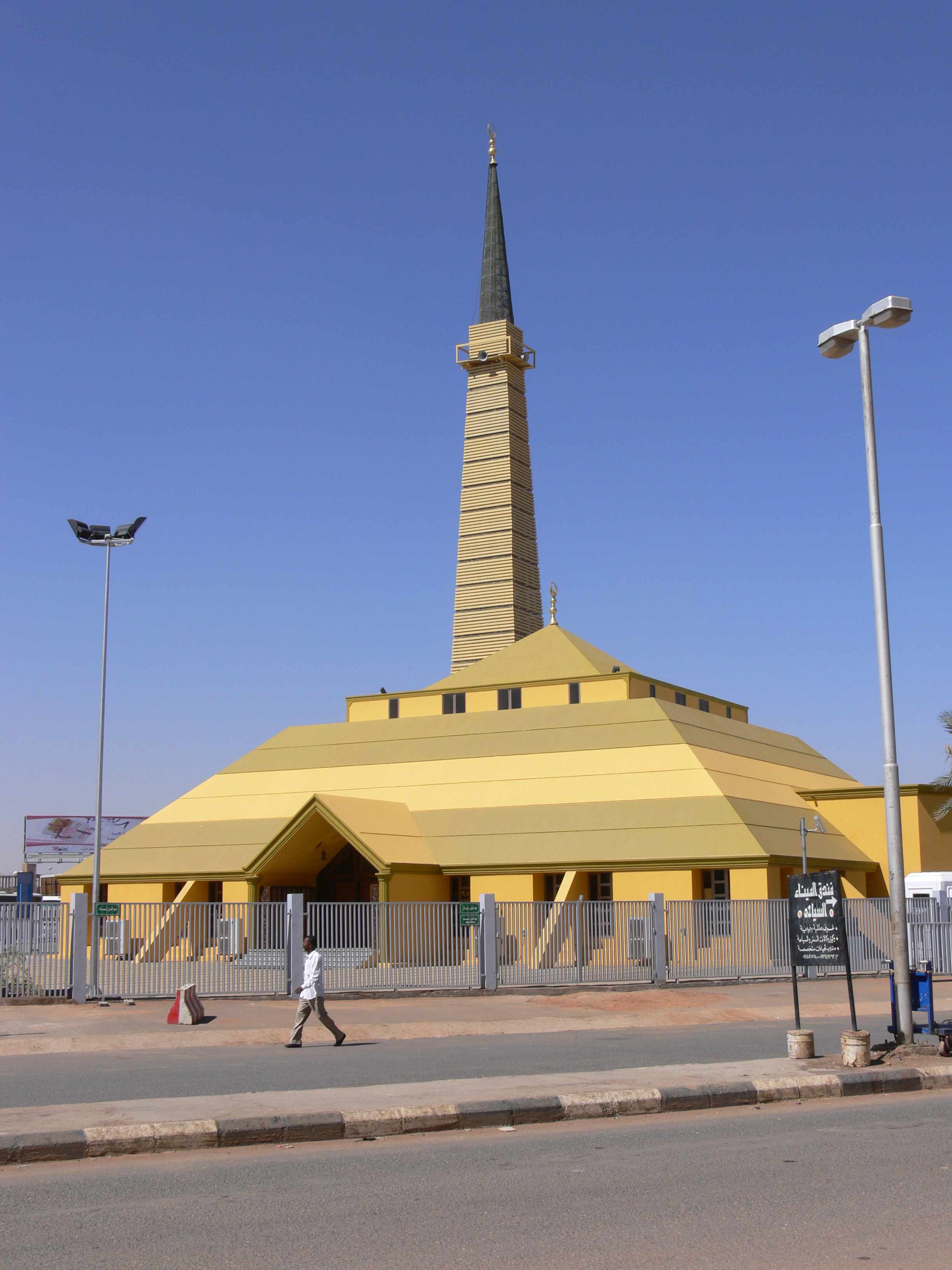
مسجد الحاجة سعاد
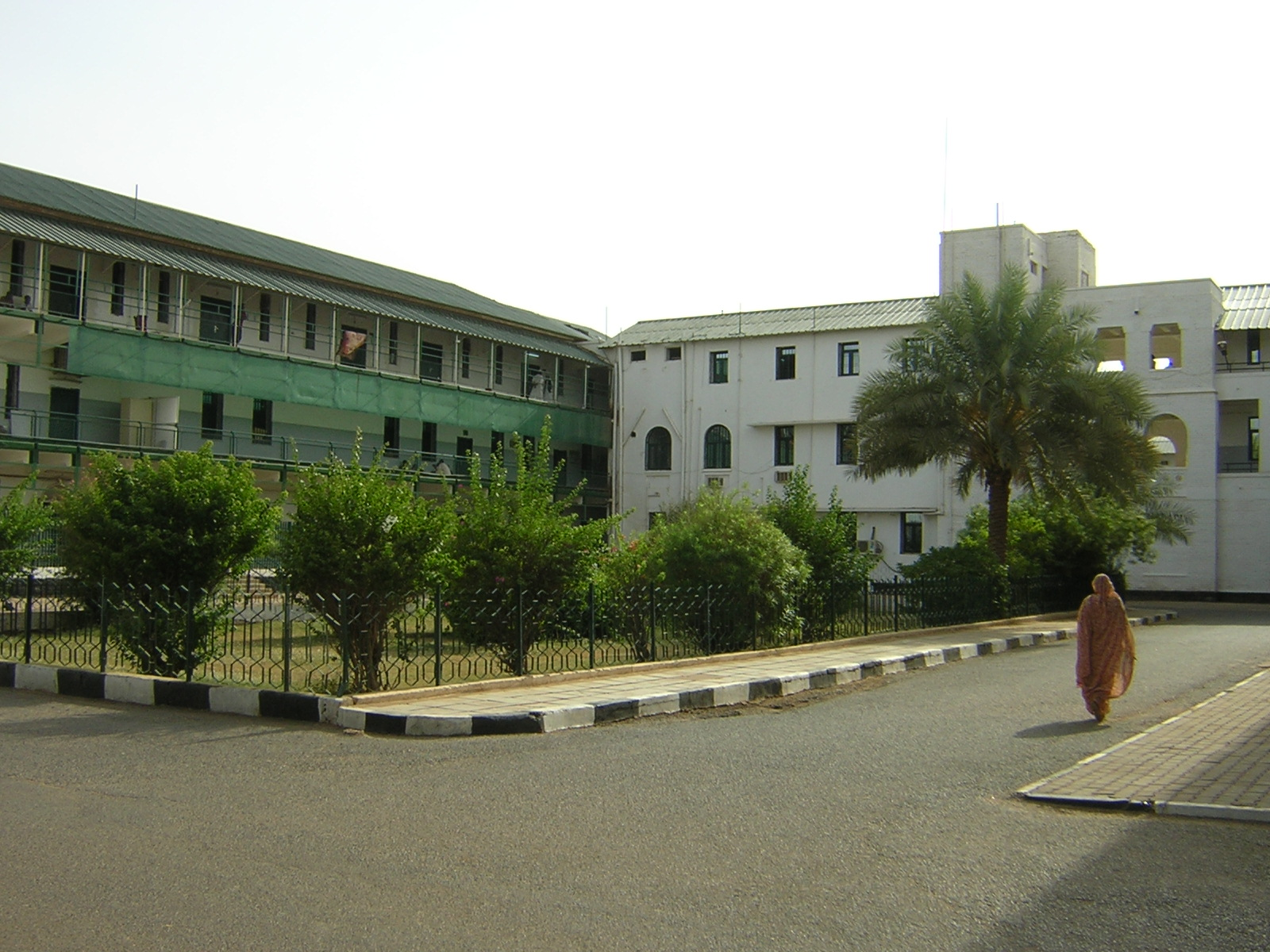
مستشفى الخرطوم التعليمي
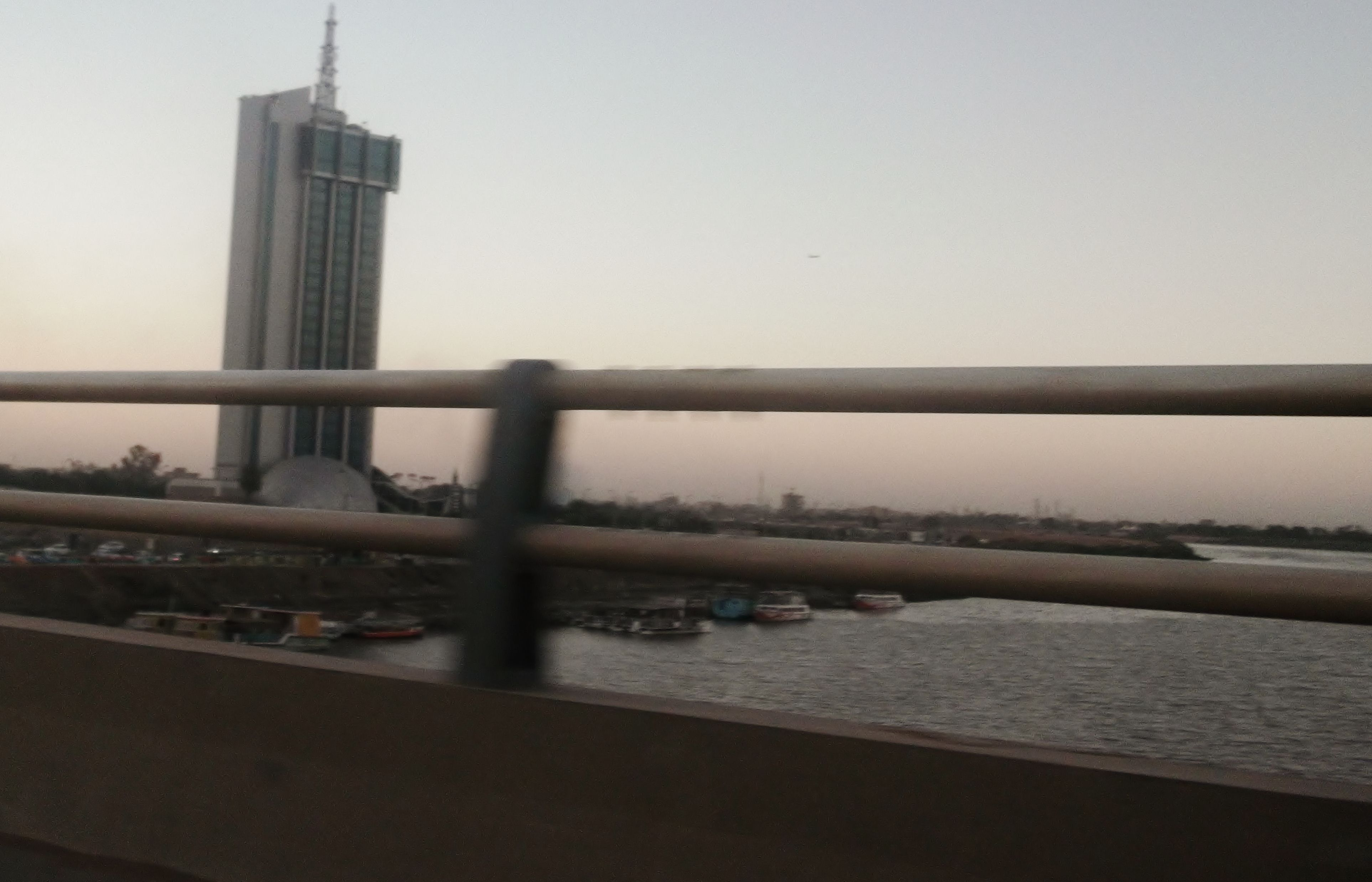
منظر برج الهيئة القومية للاتصالات من فوق جسر المنشية
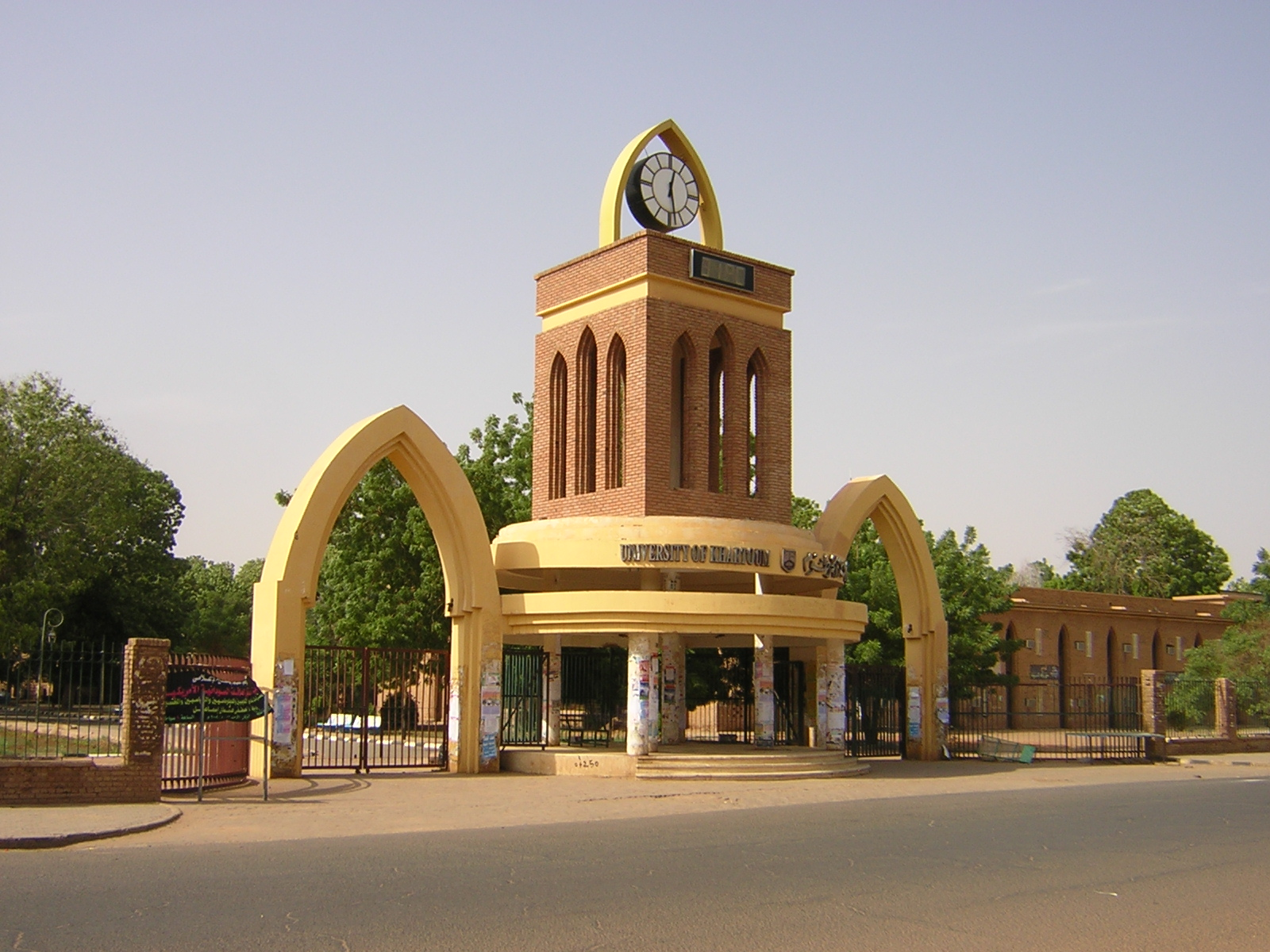
جامعة الخرطوم
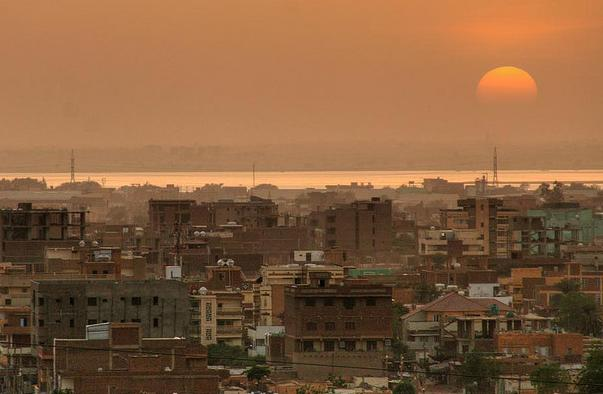
غروب الشمس في الخرطوم
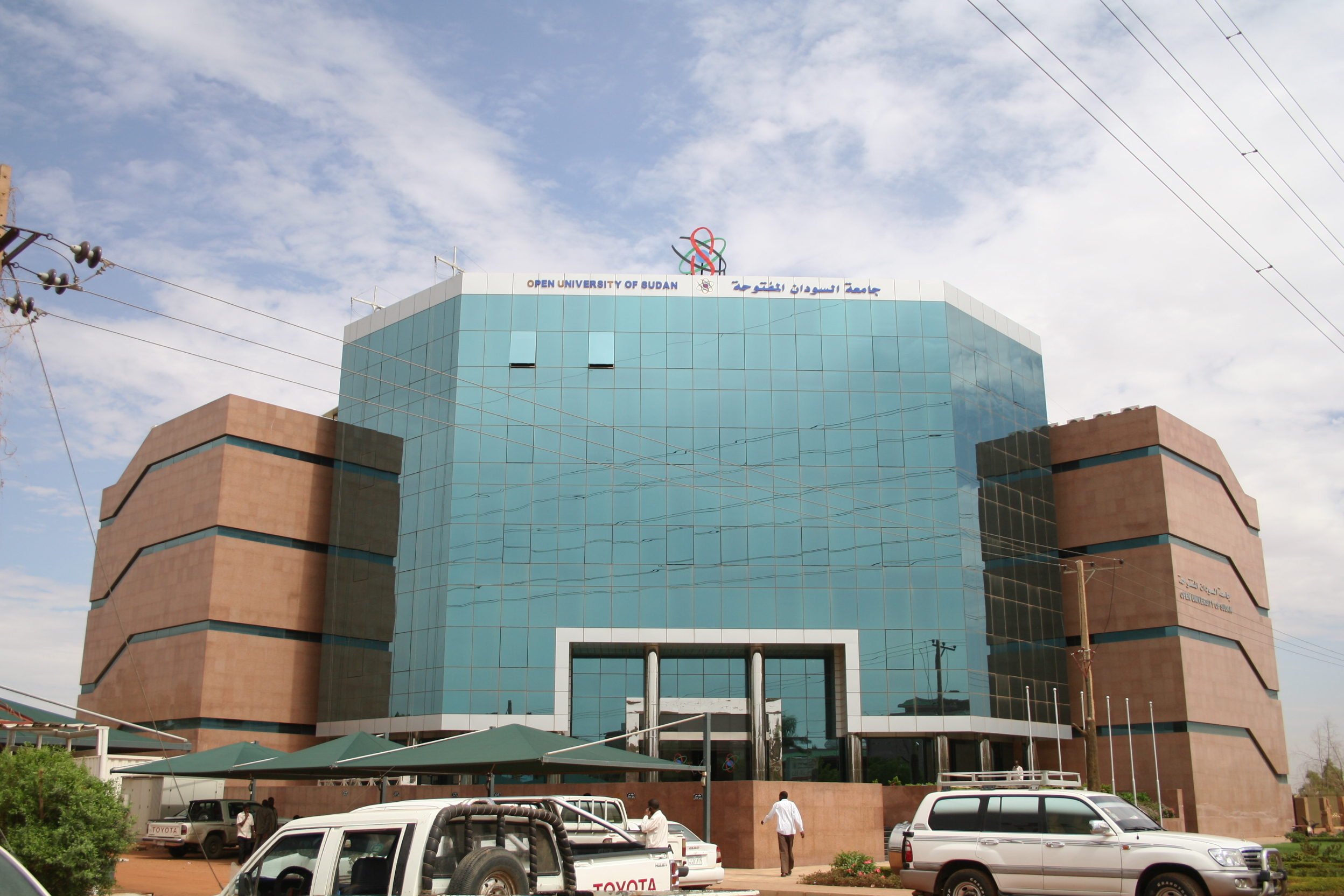
جامعة السودان المفتوحة

لمزيد من المعلومات حول السفر إلى الخرطوم وأماكن الإقامة والترفيه طالع:
- موقع ويكي ترافل Wikivoyage سودان
- موقع فيرتوال توريست Virtual Tourist

## مدن شقيقة
| - عمان - الرياض - القاهرة - إسطنبول - أنقرة - الرباط - سانت بطرسبرغ - البصرة - ووهان - أسمرة | - أم درمان - هرجيسا - برازيليا - دبي - الفجيرة - انجمينا - جيبوتي - تونس - أديس أبابا |

## وصلات خارجية
- الموقع الرسمي لولاية -محافظة- الخرطوم
- موسوعة السودان الرقمية
- صور لمدينة الخرطوم